# India képzőművészete és építészete

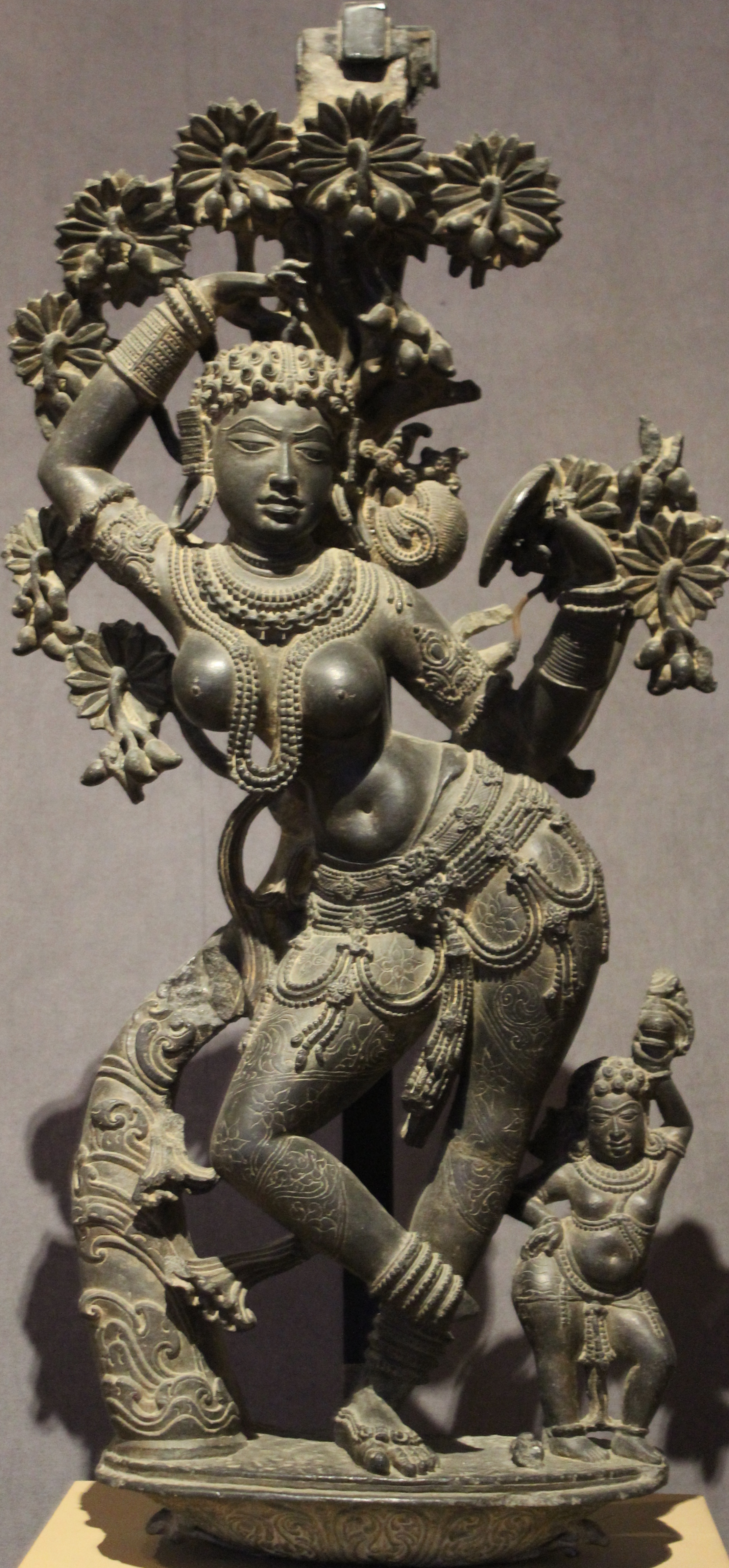
Mohini-ábrázolás (A móhiní áttam kecses, nőies táncforma, Kerala női tánca, egyike India klasszikus templomi táncainak)

India képzőművészete és építészete alatt a Hindusztáni-félsziget, azaz az ókori és a mai India, Pakisztán, Banglades és Srí Lanka területén keletkezett műalkotások és épített műemlékek összességét értjük. A különböző művészeti formákra, mint a képzőművészet (kerámia és szobrászat), a vizuális művészetek (festmények, barlangrajzok), és textilművészet, az építészetre és a díszítőművészetekre jellemzőek India sokszínű vallási életét tükröző, viharos történelmi korokra bontható stílusai. Ugyanakkor számtalan művészeti motívum szinte változatlanul fennmaradt az évezredek során.
A több ezer éves múltra visszatekintő indiai művészetek együtt élnek a kulturális hagyományokkal, a rítusok és a vallási gyakorlatok beépülnek a mindennapi élet eseményei közé. A számtalan belső és külső hatásnak kitett, nyelvileg, területileg, gazdaságilag és kulturálisan szabdalt ind társadalmak sokszínűségük ellenére egyedülálló állandóságot mutatnak a művészetek történetében. Ősi hagyományaikkal beoltották a mindenkori hódítók kultúráját és meghatározták Délkelet-Ázsia civilizációs fejlődését.
Az indiai iszlám építészetből táplálkozó 19. századi európai historizálást az indo-szaracén építészet szócikk mutatja be.

## Történeti áttekintés

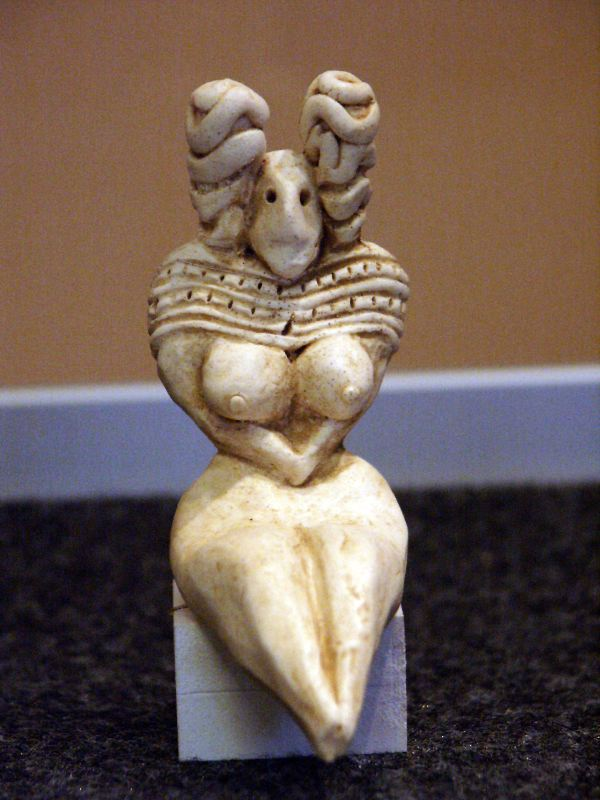
Anyaistennő-szobrocska az Indus-völgyi civilizáció időszakából

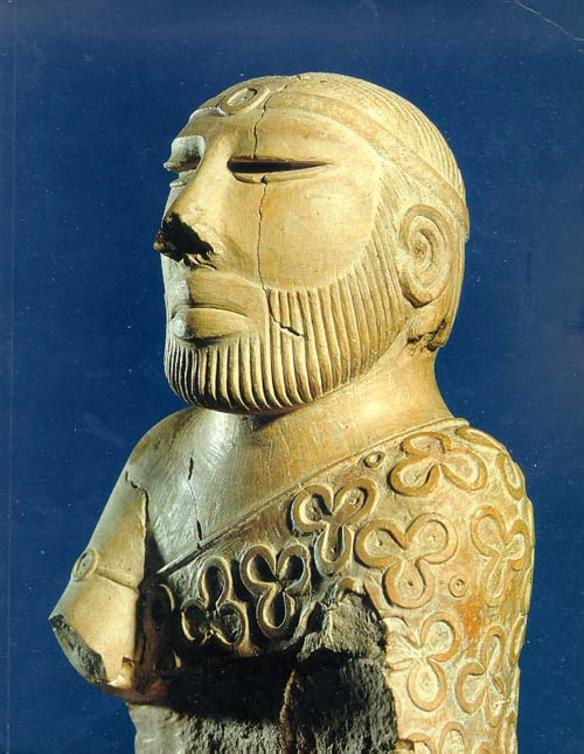
Pap vagy uralkodó szobra Mohendzsodáróból

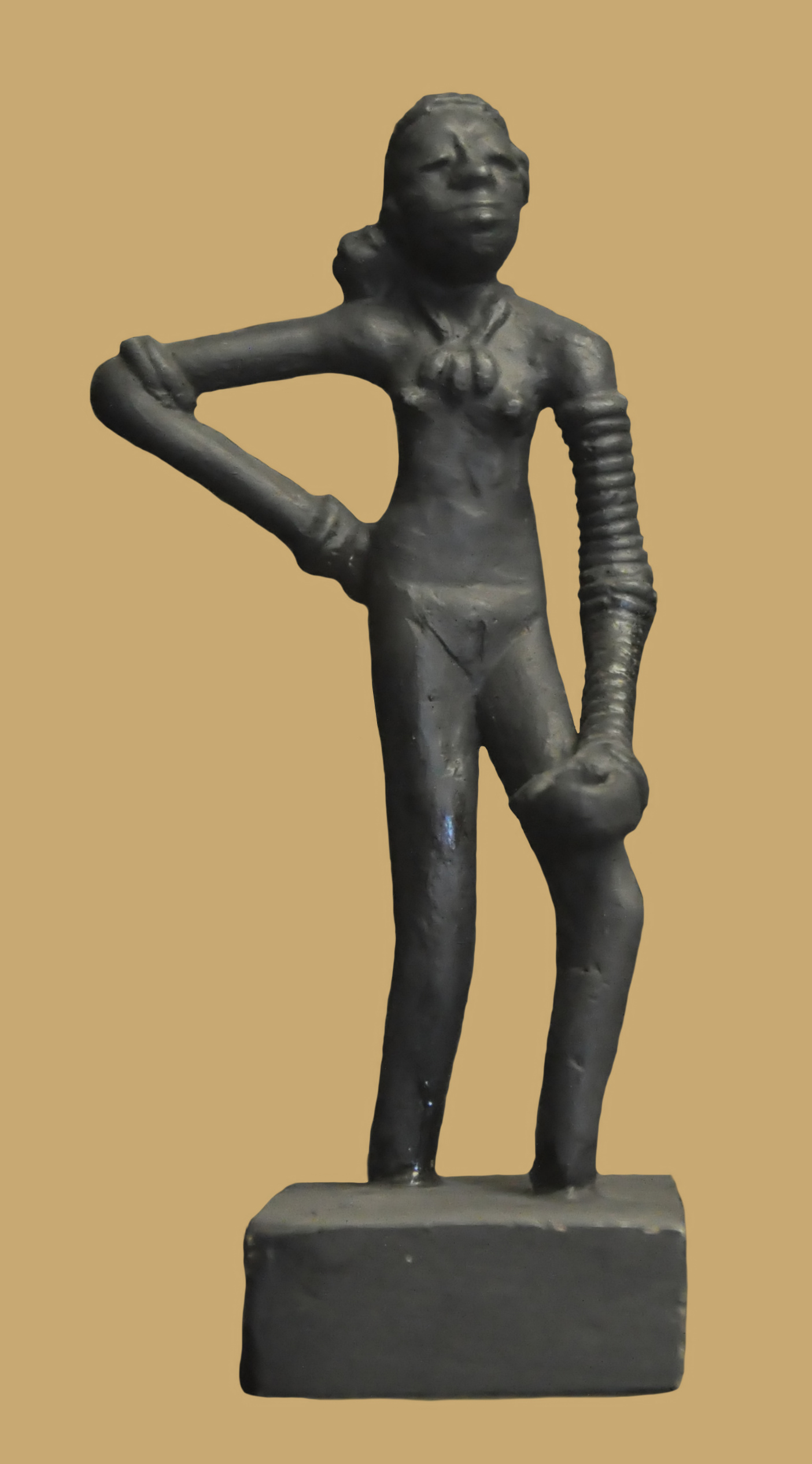
Táncoló lány szobra Mohendzsodáróból

Az indiai szubkontinensen élő, nomadizáló, pásztorkodó, és a már falvakban letelepedett, kezdetlegesen gazdálkodó őskori népek már a kezdetektől különböző vallási gyakorlatoknak hódoltak, hogy megünnepeljék a termékenységet vagy szimbolizálják küzdelmüket a természet erőivel. Ebből az időszakból is fennmaradtak szobrok és díszített műtárgyak, amelyek a női termékenység, vagy a férfi nemzőerő kultuszát szimbolizálták, és amelyek az indiai civilizáció meghatározó elemei lettek.

### Indus-völgyi civilizációk
India legrégibb civilizációja, az Indus-völgyi civilizáció az Indus folyó völgyében jelent meg. A kulturális felvirágzás ezeken a területeken kb. i. e. 2500-1500 évekre nyúlik vissza, és a legkorábbi művészettörténeti leleteket tartalmazza Dél-Ázsiában. Központja Harappa és Mohendzsodáro. Ezeket a városokat téglából építették, szabályos tervek alapján. A csiszoltkő-korszak eszközei mellett már a rezet is használták. Fejlett volt a szobrászata, bronz, kő és terrakotta alapanyagokból. Ismertek a pecsétnyomók, ezeken leggyakrabban a bika képét faragták ki, és máig megfejtetlen írásjelek is találhatók rajtuk. Általános volt a matriarchátus, az anyaistennő ábrázolása. A terrakotta szobrokon ismert volt egy púpos bika ábrázolása (más néven indiai zebu), amely példázza India és a Közel-Kelet kapcsolatát. Mivel a zebuk egyaránt megjelennek az Indus-völgyi ábrázolásokon és a mezopotámiai művészetben, feltételezhető, hogy ez a régió rendszeres kereskedelmi kapcsolatban állt Mezopotámiával és a Földközi-tengeri világ egyéb államalakulataival.

### Árják Indiában, a hinduizmus kezdetei
Az i. e. 1500-as évek elején új embercsoportok jelentek meg Dél-Ázsia északnyugati területein, az árják. Valószínűleg eredetileg nomádok voltak, és már az indoeurópai nyelvek egyikén beszéltek, feltételezések szerint óperzsául. Az ősi Indus-völgyi civilizációnak ez az árja népvándorlás vetett véget. A régebben ott lakó dravidákat meghódították és kultúrájukat beolvasztották a maguk kultúrájába, amelyet szent szövegeikből, a Védákból ismerünk. A klasszikus hindu vallási szövegek szakrális nyelve, a szanszkrit is ebben a régióban honosodott meg. A különböző helyi lakossággal kölcsönhatásban az árja nyelvű csoport végül uralkodóvá vált a Gangesz-síkságon és Észak-Indiában. A Rigvéda hindu szövegei jóval korábbi szóbeli hagyományokon alapultak, és i. e. 1200-ra már kodifikálták is azokat. Siva, a hindu trimurti (szentháromság) egyik istene már ekkoriban megjelent, valószínűleg az árja viharisten, Rudra nyomán alakulhatott ki, bár korábbi termékenységi istenségekre is emlékeztet. A hinduizmus korai, úgynevezett védikus időszakában már megjelenik Agni, a tűz istenének szobra, amely előtt volt szokás elfogyasztani a szent drogot, a szómát, a tűzáldozat bemutatása közben.
Az indoárják hódításával gyakorlatilag mintegy ezer évre megszűnt az ábrázolóművészet. A két nagy városban, Mohendzsodáróban és Harappában telepedtek le, viskóikat az eredetileg szigorú rend szerint épített házak között rendszertelenül helyezték el. Az írásbeliség megszűnt, szóbeli hagyományozással adták tovább kultúrájukat. Díszítés nélküli, nehézkes, vastag falú kerámiákat hoztak létre. A dravida nyelvű őslakosságot rabszolgának tekintették, ám azok kultúrája lassan beolvadt az árják kultúrájába. Kialakult a kasztrendszer, a falusi, anyaistennőt imádó vallási szokások keveredtek a dravida falloszkultusszal, az ősi Siva tisztelete a nágák és nagínik, férfi és női kígyóisten és a jaksák és jaksinik imádata számtalan istenalakot teremtett.
Az i. e. 800-tól, az Upanisadokban megjelenő metafizikai gondolatok tovább bővítették a hinduk vallási univerzumát, mítoszaikkal tovább bonyolították az istenekben bővelkedő panteont. Ekkor jelentek meg hatalmas mennyiségben azok a szöveges források is, ami mára megalapozta a ma ismert hinduizmus világképét. Ez a hinduizmus történetében még brahmanizmus néven ismert. Az örökös körforgás és folyamatos újjászületés tana (szanszára) is ekkor kapott filozófiai alapokat. Megjelent a karma, a következményekkel bíró cselekedetek tana, és az átman, a világlélek fogalma is. A szigorú rítusokkal és titkos tanításokkal őrzött brahmanizmus főpapjai a bráhminok, a legfelsőbb kaszt tagjai voltak, akik ellen több eretnekmozgalom is létrejött. Ezek közül a két legismertebb a buddhizmus és a dzsainizmus. Az i. e. 7. századtól az árják vezetésével egymással harcban álló törzsi királyságok jöttek létre, egyik legjelentősebb a Magadha Birodalom volt Rádzsgriha fővárossal. A magadhák kiemelkedő uralkodója Bimbiszára volt, az i. e. 6. században, a Saisunága- és a Nanda-dinasztia az 5., illetve a 4. században játszott szerepet. Az i. e. 5. században új fővárost alapítottak Pátaliputra néven. Az i. e. 3. század előtt, a brahmanizmus idején két nagy eposz keletkezett, a Mahábhárata és a Rámájana. Már ez az irodalmi anyag is fejlett művészetről tudósít, de mivel a brahmanista kultúra sokáig nem használt tartós anyagot, képzőművészeti emlékek nem maradtak fenn. Fából építkeztek, fát és csontot faragtak, falapokra festettek, ezért alkotásaik könnyen elpusztultak. E kor emlékei a népi agyagplasztikán kívül két kis aranylemez figura, a Föld-Anyaistennő ábrázolásai. Az i. e. 6. században perzsák hódították meg India északnyugati területeit. Ekkor a szétszabdalt királyságok és hercegségek korában a Magadha Birodalom udvari krónikásai már feljegyezték India történelmének fontosabb eseményeit. A nagyobb uralkodóházak városokat építettek, de templomok építéséről ekkor még nem esik szó. I. e. 326-ban Nagy Sándor seregével Baktria irányából a Hindukuson keresztül behatolt Indiába, ahol az Indus torkolatáig jutott. Ennek nem is annyira politikai, mint kulturális következményei voltak. A görög és indiai kultúra kölcsönösen hatott egymásra, jelentős műalkotások születtek, rövid ott tartózkodásuk alatt (másfél év) a hódítók hellenisztikus kultúrájuk nyomát hagyták a vidéken.

### Dzsainizmus

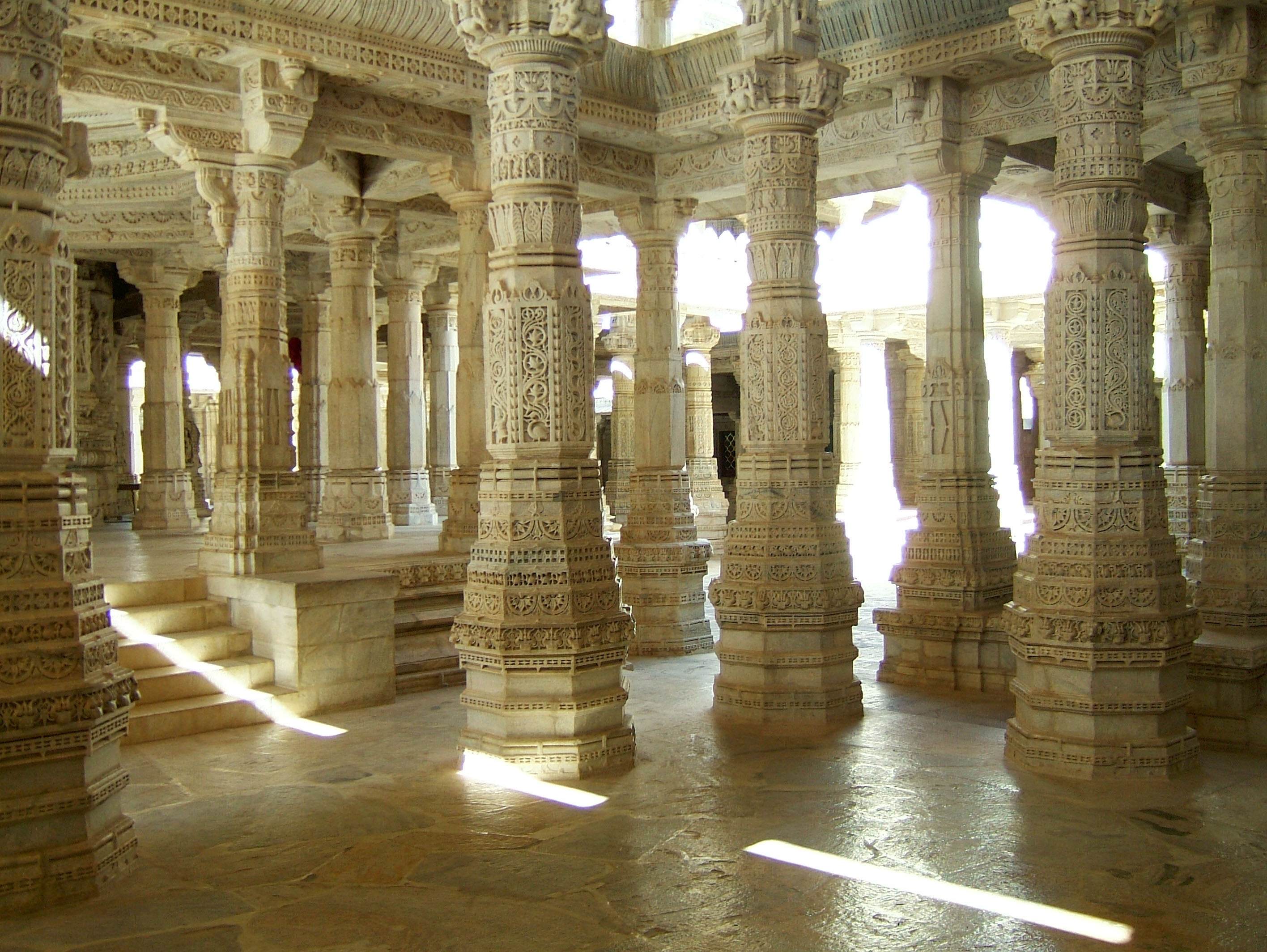
Részlet a ranakpuri templomegyüttesből (Rádzsasztán)

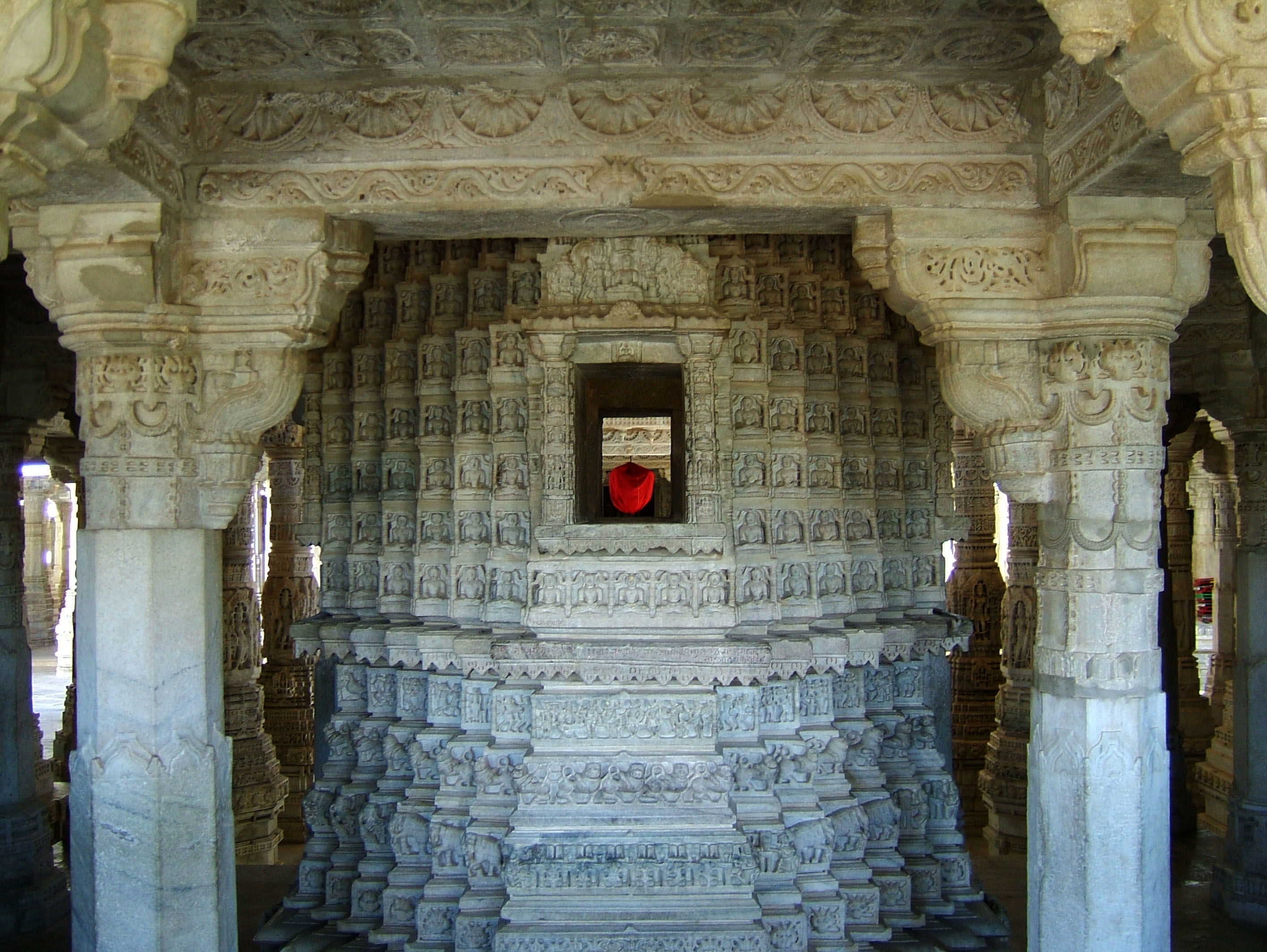
A belső szentély ranakpurban

Ugyanezen időszak alatt, egy másik történelmi személy, Mahávíra (i. e. 540-468) a lemondást, az aszkézist, és a meditációt tanította, amellyel megvetette a dzsainizmus alapjait.
Mint a hinduk, a dzsainok is hisznek abban, hogy az embert megszálló vágyak kínzó követeléseit csak a móksával, a megszabadulással és a megvilágosodás elérésével lehet elkerülni. A dzsain filozófia szerint huszonnégy „tírthankara”, gázlókészítő segíti az embert a megszabadulásban, ezek közül a vallásalapító Mahávira volt az utolsó. A gázlókészítőket ábrázoló szobrok letisztult formája, meztelensége szimbolizálja a dzsaina ideát, az érzékek teljes leválását, az elszakadást a világi vágyaktól.
A dzsaina művészeti alkotásokra jellemző a rendkívül kifinomult, már-már csipkeszerű díszítések halmozódása. Legszebb példái az Abu-hegy és Ranakpur dzsaina templomai, illetve Gommatesvara 23 méter magas 10. században készült monolit szobra. Ahogy a hindu templomok a táncoló figurái, úgy a dzsaina női táncosok szobrai a gudzsaráti Abu-hegyen olyan női érzékiséget jelenítenek meg, amelyben kifejeződik az az öröm is, amikor elkezdi a táncot és felkészíti a testét a mozgásra, egyben kifejezése ez a megvilágosodás egyfajta megtapasztalásának.
A dzsainizmus, akárcsak a buddhizmus, hangsúlyozza az érzékektől való elszakadást és a lemondást az anyagi világ érzeteiről, ugyanakkor ez a vallás ebben az időben kedvelt volt a gazdag kereskedők körében is, akik mecénásként vagyonokat költöttek a minél fényűzőbb templomok kialakítására, amely tükrözte gazdagságukat. Az Abu-hegyen kifinomult formákkal faragott fehér márványból emeltettek templomokat, fényűző, drága anyagokat használtak a díszítésekhez, amikkel a dzsaina templomi élet részét képező bonyolult rituálékat, előadásokat magasztosabbá, fényesebbé tehették. A templomok belsejében, központi helyen jellemzően valamelyik dzsaina tírthankara azaz „gászlókészítő” vagy dzsina puritán vonalakkal megformált ülő szobrát helyezték el, amint intenzív meditáció állapotban van. Ellentétben a táncosokkal, a dzsaina teljesen kivonul környezetéből, teste a tisztaság és erő szimbóluma.
Az egyik legdíszesebb dzsaina templom, a nyugat-indiai Rádzsasztánban , Ranakpurban található első tírthankarának Adináthának szentelt épületegyüttes. A legenda szerint Dharma Sáh, egy helyi dzsain üzletember kezdte el az építését a 15. században, isteni látomást követve. Építési stílusa a Rádzsasztáni Maru-Gurdzsara, amire jellemző a struktúrák és a kifinomult részletek egysége, mindkettő a Rádzsasztáni kézművesek magas technikai tudását dicséri. Több tudós úgy véli, hogy bár a tornyok alakja hasonlít az észak-indiai nágara templomépítési szokásokhoz, a komplexum valójában egyedi jelleggel rendelkezik, összekötő kapocs a Hojszala-dinasztia templomépítési stílusa (vészara) és a nágara sikharákl között. Világos színű márványépületek borítják be a 60×62 méter nagyságú területet. A templom jellegzetes kupolákkal, sikharákkal, egyedi tornyokkal és kupolákkal emelkedik egy hegy lejtőjén. Több mint 1444 márvány oszlop található a komplexumban, mindegyik másképp faragva, azaz nincs két egyforma pillér a komplexumban.

### A Maurja Birodalom művészete

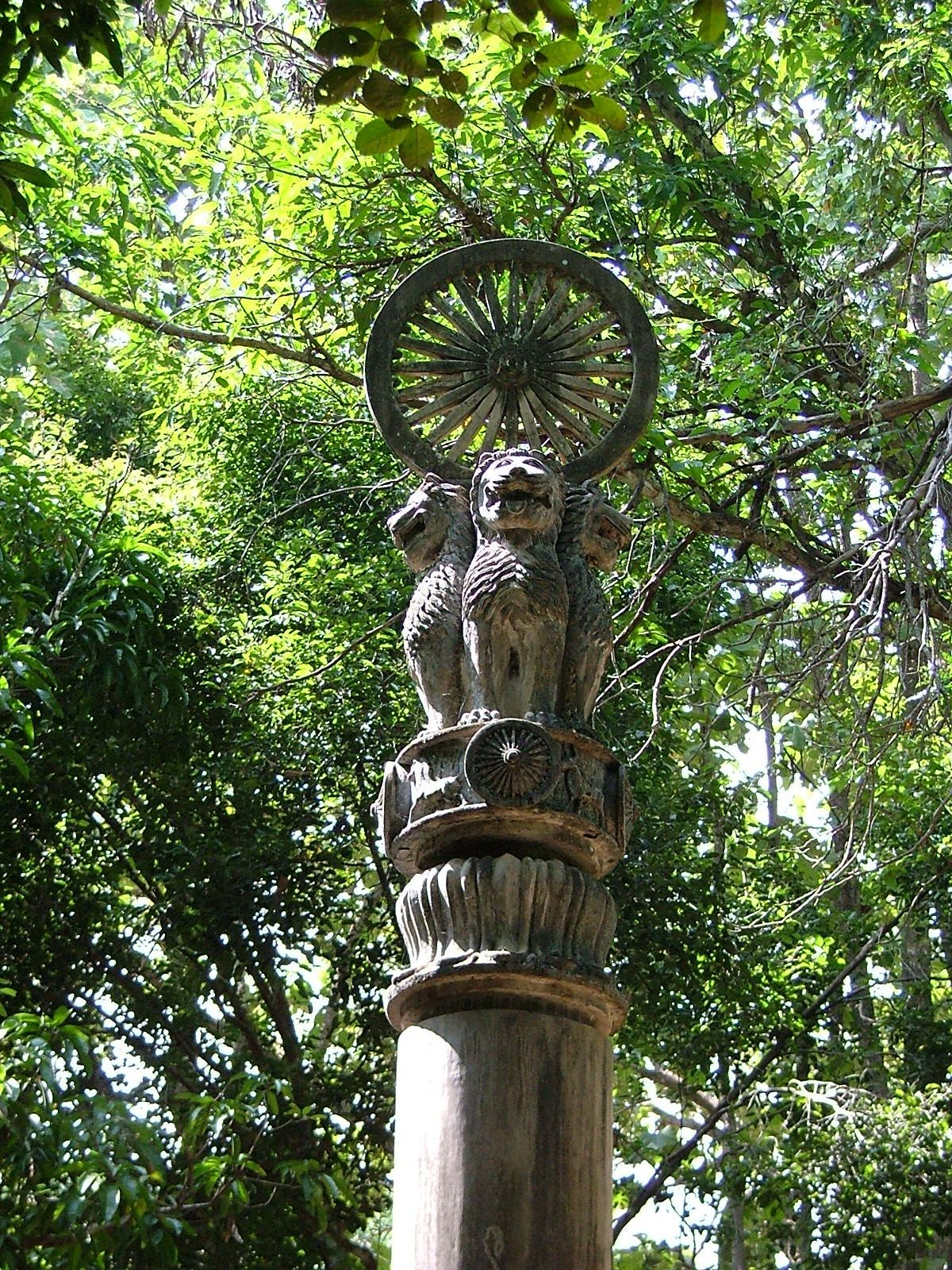
Asóka egyik oszlopa az oroszlánokkal, és a dharma kerekét jelképező csakrával

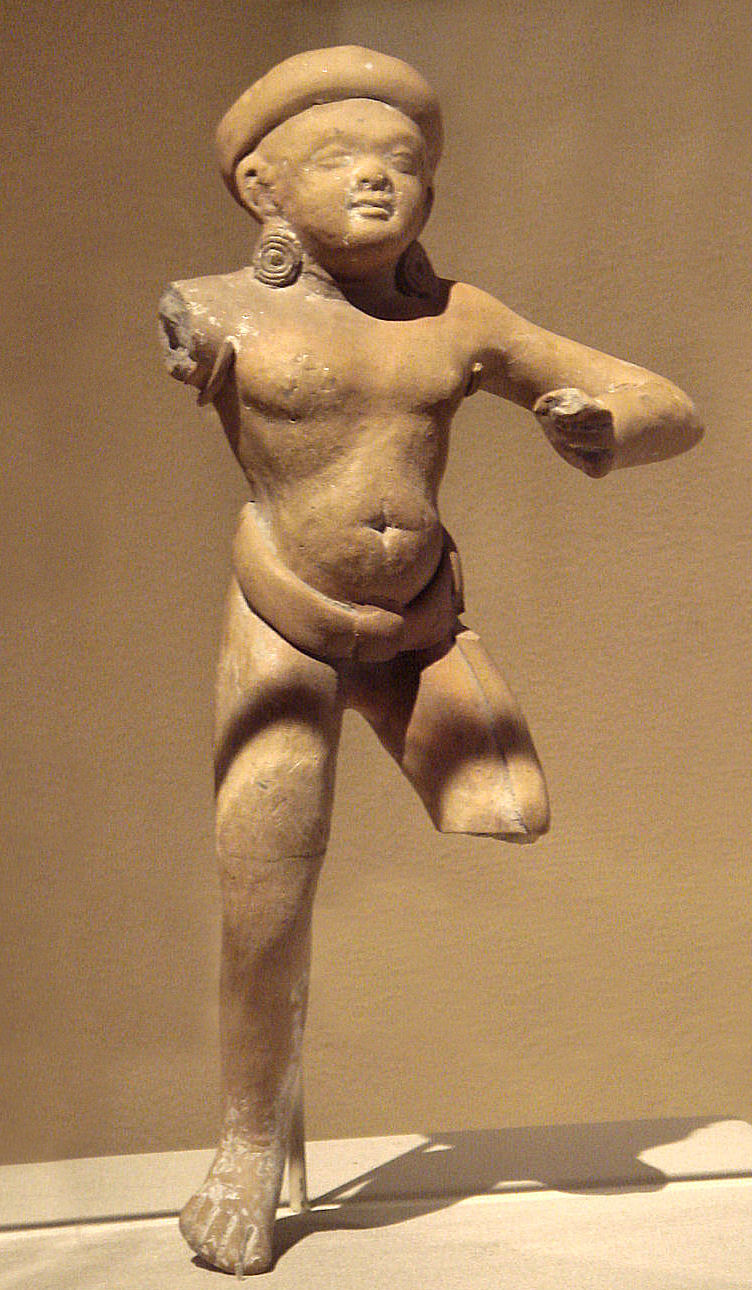
Maurja-kori szobor a 2. századból

Nagy Sándor görögjeit Csandragupta király, a Maurja-dinasztia első királya űzte el, aki elfoglalta a Magadha trónt, és békét kötött a perzsákkal. A szeleukidák visszatérését sorozatos szövetségekkel sikerült megakadályoznia. Erős kézzel hatalmát egész Észak-Indiára kiterjesztette. Birodalmának fővárosa, Pátaliputra már kötött tervek szerint épült tovább, bár templomokat ekkor még nem emeltek. Gazdagon díszített faragott faházaikat fémekkel, ezüsttel, arannyal borították. Az emberek többsége falvakban élt, szigorú rendnek alávetett közösségekben. A falvakat fal vette körül, mellette gyalogösvény húzódott. Két, derékszögben kereszteződő út négy részre osztott minden falut, elkülönítve egymástól a négy kaszt lakóhelyét. Az útkereszteződésnél egy mesterséges dombon fügefa nőtt, ennek árnyékában gyűltek össze tanácskozni a falu vénei. Az utakat négy fakapu zárta el. Az útkereszteződésnél hatalmas oszlopokat emeltek a nevezetesebb események emlékére. A szent állatokat – a tehenet, a majmot és a kígyót – szobrokban is megörökítették. A falut nemcsak azért vették körül fallal, hogy megvédje a lakosokat az ellenségtől, hanem a gonosz szellemektől is. Az útkereszteződésnél emelkedő fa a természeti erők jelképe volt. Az utak a négy égtáj felé mutattak. A falun kívül helyezték el a halottak elégetésére szolgáló máglyákat is.
Csandragupta unokája, Asóka király idejében két új vallás is elterjedt, a buddhizmus és a dzsainizmus. India népei ekkor az építészetben és a díszítőművészetekben is áttértek a kő használatára, s alkotásaik fennmaradhattak. Elkezdődött az önálló szobrok faragása is (parkhami Jaksa szobor). Az első kőplasztikák az Asóka-oszlopokon szerepeltek. Asóka, a nagy maurja király i. e. 272-i. e. 232 uralkodása alatt a fák szellemeivel és oroszlánokkal díszített oszlopfőket faragtak. Palotáját a 400 körül élt buddhista szerzetes Fa-hszien méltatta, akit elvarázsolt az építmény nagyszerűsége. Ebben az időszakban a szobrászat egyre nagyobb jelentőséget kapott. Ekkor készült a parkhami Jaksa-szobor is. Az önálló szobrok kezdetben kisebb jelentőségű, elsősorban férfi istenségeket ábrázolnak, ám ezeknek csak kisebb része maradt fenn napjainkig. A szabadon álló nőszobrok meglehetősen ritkák, az egyetlen, amelyet ebből a korból ismerünk, a dídargandzsi csaurihordózó szobra.
A Maurja-kori szobrászat egyik kedvelt, többször visszatérő alakja a fa alatt álló nő (jaksí). A földi termékenységnek ez a jelképe később is az indiai képzőművészet elterjedt motívuma. Az indiai világnézet sajátos jellege kifejezésre jut benne, hiszen egy olyan ősi mítoszból származik, amit később Kálidásza költ át Malaviká és Agnimitra című művében. A történet az asókafáról szól, amelynek törzse egy ifjú szűz érintésére számtalan csodaszép virágot terem. A növény életét a legenda közvetlen összefüggésbe hozza a női szűziességgel, tisztasággal. Az embernek a növényvilághoz fűződő kapcsolata kezdettől fogva az indiai művészet egyik alapját alkotta. Az indiaiakat nem annyira a virágok, hanem az ezekből kibontakozó, érlelődő gyümölcsök bűvölték el. Rendkívüli kifejezőerővel jelenítették meg a növényvilág termékenységét és a gyümölcsök lassú érését. Ennek megfelelően alakult át náluk a női eszménykép is. A nőt dús idomokkal, a természet teremtőerejének kifejezőjeként ábrázolták. Jelentős történeti források Asóka ediktumai, amiket kharosthi- illetve bráhmi írással sztélékre, oszlopokra, sziklákba vésetett.

### A buddhizmus megjelenése a művészetekben

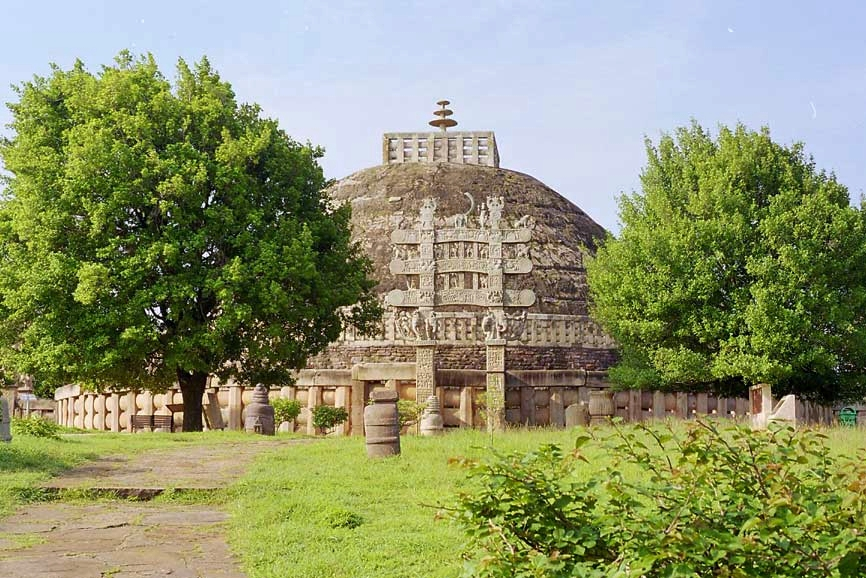
Száncsi, sztúpa

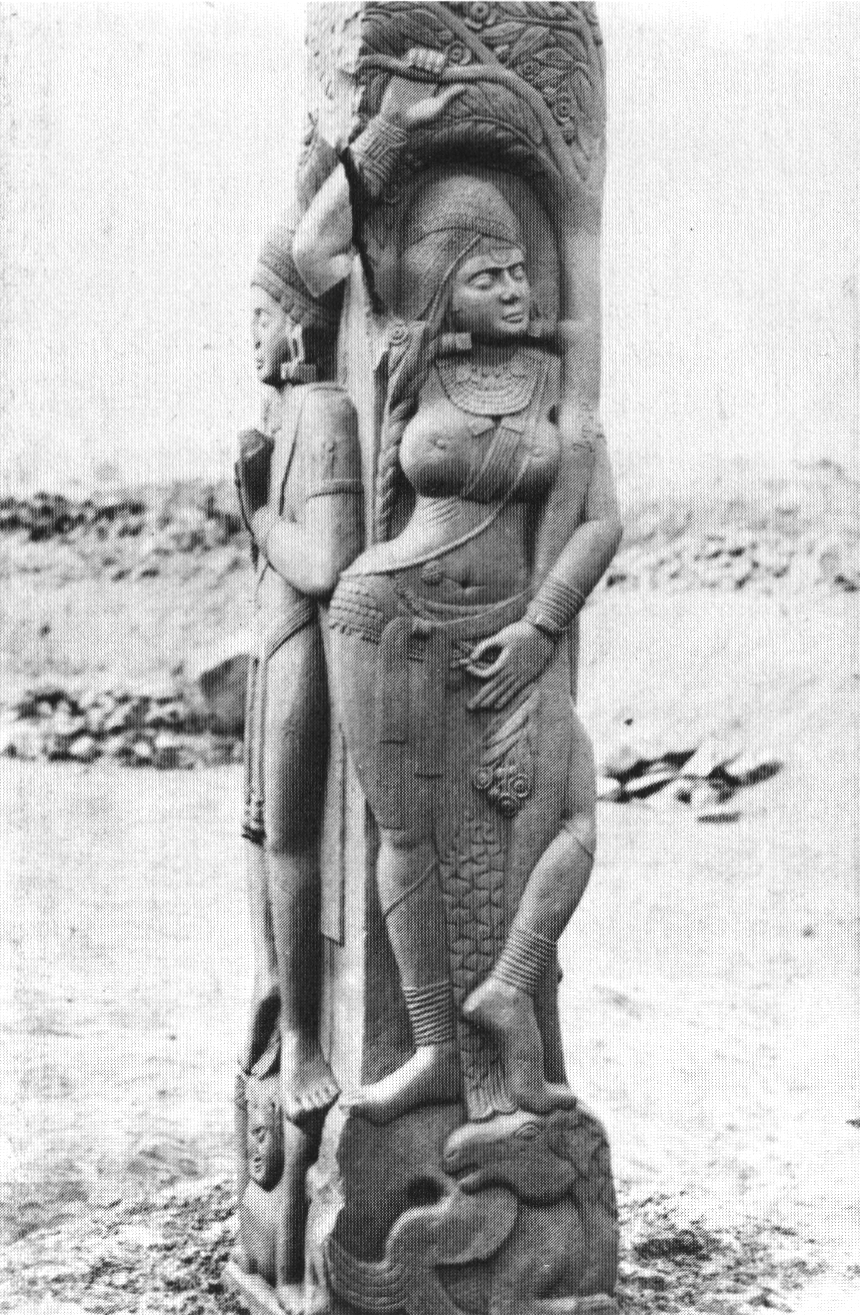
A barhuti sztúpa kerítésének faragott szobrai

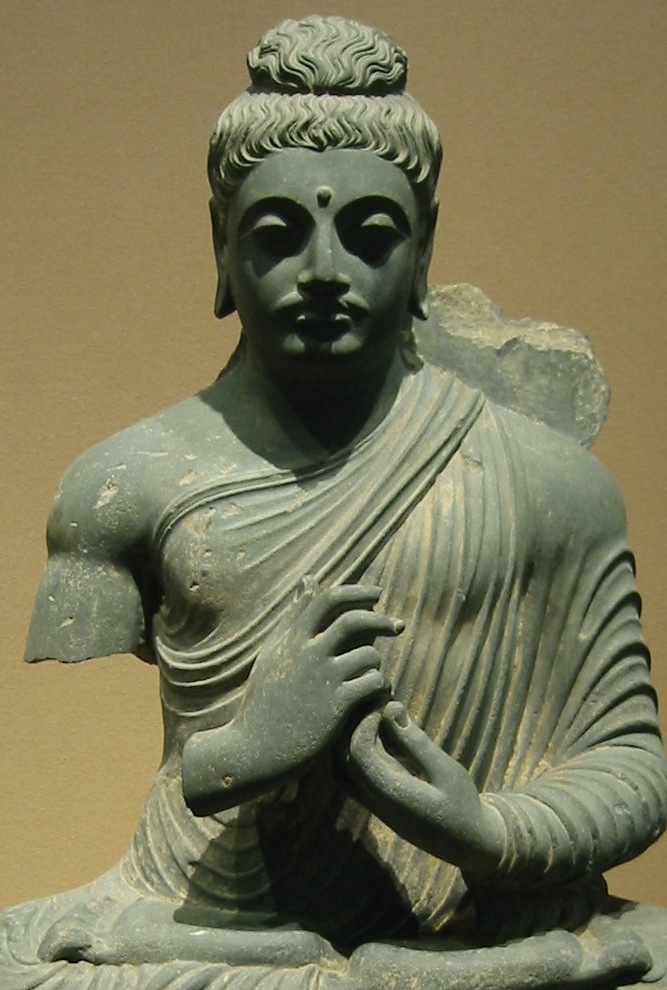
Buddha mudra kéztartással

Az i. e. 6. században hindu gyökereken új filozófiai és vallási fejlődés alakult ki. Gautama Sziddhártha (i. e. 563 – i. e. 483) ismertebb nevén a történelmi Buddha a világ egyik legnagyobb vallásának, a buddhizmusnak a meghatározó alakja az emberi létezés nagy kérdéseire a választ a „megvilágosodásban” találta meg. Tanainak hirdetésével új vallást alapított, tömegek követték. Sok korai, de már említésre méltó szobor jött létre ebben az időszakban, elsősorban a buddhista emlékhelyek díszítésére. Különösen jellemzők ezek a sztúpák (elhunyt buddhista szerzetesek vagy kiválóságok emlékhelyei) és a csaitják (szerzetesi csarnokok) esetében. A történelmi Buddha halála után majd két évszázadig azonban egyáltalán nem jött létre a buddhista díszítőművészet szempontjából említésre méltó alkotás. Az i. e. 3 századtól kezdve műemlékileg is jelentős, díszített figurális és narratív szoborábrázolások jelentek meg buddhista környezetben. Ez a megfelelő mecenatúra, a szerzetességi közösség (szangha), és a szent helyek kialakulásának és kifejlődésének köszönhető.
Az indiai művészet és kultúra nagy fordulata volt Asóka megjelenése, aki az uralkodása csúcspontján a legenda szerint, egy véres csata után buddhistává vált. Asóka, ahol tehette, emlékműveket emelt, oszlopokra vésett feliratokkal tisztelgett Gautama Sziddhárta előtt, az oszlopokra Buddha életének és tanításainak, illetve saját uralkodásának fontosabb eseményeit vésette. Asóka korában alakult ki a buddhizmus első vallási építménye, a sztúpa, amely a kor építészetét meghatározta, sőt a buddhista építészet egyik legjellegzetesebb műtárgya lett. A sztúpa jelentése halom vagy fedél, gondosan megalkotott kőhalmok, amelyek valamilyen módon Buddha életéhez kapcsolódó kegytárgyakat rejtenek. A hagyomány szerint maga Asóka is mintegy 80 ezer sztúpát emeltetett, az egyik legnagyobb csoportot Száncsiban. A száncsi sztúpaegyüttest azonban csak jóval később, az Ándhra-korban fejezték be (az i. e. 1. század elején). Ezek kapuin még felismerhető a fafaragáshoz hasonló technika jellege. A sztúpa olyan emlékmű, amely minden dolognak a földben gyökerezett ősokát képezi. A föld tiszteletére emelték, amelynek méhében, a későbbi hiedelem szerint Brahma és Buddha lakott. Az i. e. 2. századi száncsi sztúpa az egyik legszebb, a szintén ebből a korból való Srí Lanka-i abhadzsagibiri Dagaba sztúpa pedig a legnagyobb. A száncsi sztúpa hatalmas, gömb alakú, téglával és kővel borított domb, magassága kb. 16 méter. Egy közvetlenül rátámaszkodó lépcsős folyosó veszi körül, s nem messze ettől négy kupolás védőfal húzódik, a négy kapu a négy világtáj irányára utal. A sztúpához vezető főbejárat alatt egy magas, oroszlánok alakjaival koronázott oszlop áll. Ekkor jelentek meg a sztúpák kicsinyített kerámiamásolatai is, amiket valószínűleg fogadalmi tárgyként használtak.
Az i. e. 2. században szokásba jött Barhutban, Bodh-Gajában és Száncsiban a kerítések és a kapuk faragása. A száncsi kapukat az állati és emberi világból vett gazdag motívumok díszítik. Eleinte földből emelték, majd később nem égetett téglából, amelyet égetett téglával és gipsszel fedtek. Habár kőből is faragták őket, még így is megtartották a népi eredetű, három keresztgerendás fakapuk formáját. A keresztgerendákat és a pilléreket sűrűn borítják plasztikus ábrázolások. India népének képzeletvilága, bölcsessége és hagyományai jutnak kifejezésre ezekben a domborművekben, akárcsak a Pancsatantra híres népmesegyűjteményében is. A száncsi kapukat teljes egészében ilyen domborművek fedik, de úgy, hogy alulról az egyes figurák még kivehetőek. A kapukat a szó szoros értelmében elborítják a faragások. Az egyes alakok úgy zsúfolódnak egymásra, mint a keleti mesék képei és alakjai. Legfelül középen a törvény szent kereke látható, a gerendák szélein szárnyas oroszlánok ülnek, mellettük és alattuk nőalakok, akik az alacsonyabb rangú szellemeket testesítik meg. A pilléreken a keretbe foglalt növényi motívumok csendélete, pávák és lovasok találhatók, valamint a Garuda madár. A három keresztgerendát domborművek díszítik: a felső gerendán elefántok borulnak le egy fügefa előtt, a középsőn egy szent fa imádása és egy törpe-nemzetség alakjai láthatók, míg a legalsó gerenda domborművei a vadászatra vonuló királyt és a remetékkel való találkozását mutatja.
A száncsi domborművekkel rokonságban áll a Madhja Pradesi Barhutban található pillért díszítő dombormű, amely egységes képként ábrázolja az Apszarák táncát. A művész szorosan egymás mellett ülő nőalakjait úgy sorakoztatja fel a táncosnőkkel szemben, hogy egy mozdulat különböző fázisai bontakoznak ki szemünk előtt. A kapuk kiképzésében a földi élet színpompás gazdagságában elmerült életérzése fejeződik ki, vagyis mindaz, amit a májá (a lét testi formáját megteremtő érosz) káprázatként utasítanak el. E merőben ellentétes szemléletek egymás melletti megnyilvánulása jellemző Indiára. Különösen jelentős a vörös homokkőbe faragott fiatal lány szobra, amely a sztúpa kerítését díszítette.
A Maurja-korszak fontos kőfaragó központjává fejlődött az észak-indiai Jamuna folyó partján álló Mathura városa, ahonnan számtalan művészien megmunkált szobor került úgy a buddhista, mint a bráhmanista építményekhez. Amíg azonban ez utóbbiaknál nem volt szükséges nagy tér a szentély és a gyülekezet befogadására, a buddhista tanok kihirdetése többnyire nagyszámú hallgatóság előtt zajlott, így szükségessé vált az egyházi építészet reformja is. Jellegzetesen indiai forma a mesterséges barlang kialakulása is, amelyet kezdetben buddhista szerzetesek gyülekezőhelyéül építettek, és amiket szintén a maurják korában készítettek először. A legrégebbi barlangtemplom az i. e. 2. században épült Bhadzsa melletti, egyszerű kiképzésű, de az i. e. 1. század elején épülteket már gazdagon díszítették. A barlangtemplomokat csaitjáknak (tisztelet tárgya) is hívták. Ezekben a dolgok őseredetének szimbólumaként egy homályba boruló sztúpa emelkedett ki a földből, amely megtartotta eredeti formáját, de kisebb volt a korábbi sztúpáknál. A legtöbb ilyen csarnokot egyetlen sziklából faragták ki, a benne található sztúpával együtt. A sztúpa körül oszlopos folyosó húzódott, itt tartották a közös ünnepi felvonulásokat. A másik típusú csarnok a szerzetesek elhelyezésére szolgáló vihára volt, ezeknek az oldalába kisebb cellákat vájtak. A barlangok belső tereinek szobrai és festett képei, freskói jobb állapotban élték túl az évszázadokat, mint a szabadban álló alkotások. A Maurja Birodalomban kezdtek kialakulni azok a Buddha ábrázolások, szobrok, amelyek később a dzsaina és hindu vallási figuratív művészetet is erősen befolyásolták. Ennek stílusa kezdetben még a görög-indiai hellenizmus hatása alatt állt, de később kezdett egyéni megoldásokat mutatni. Elsősorban a bejárat közelében helyeztek el díszesen faragott domborműveket, de később a csaitják és vihárák csarnokait gazdag domborművek és freskók is díszítették.

### Gandhárai művészet

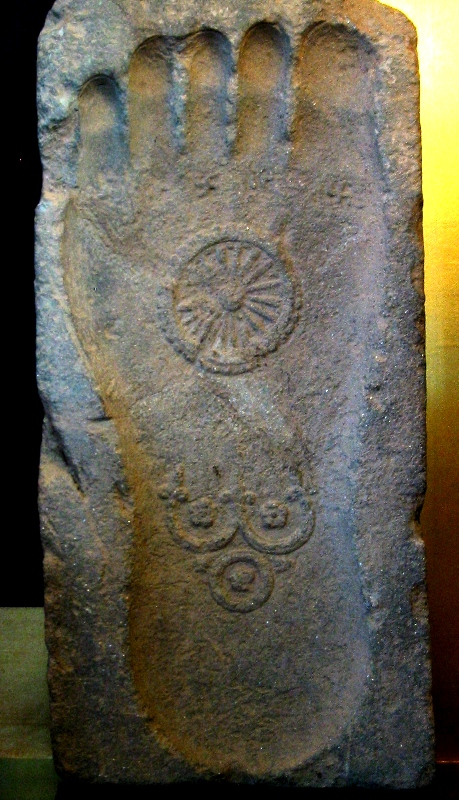
Buddha lábnyoma. 1. század, Gandhára

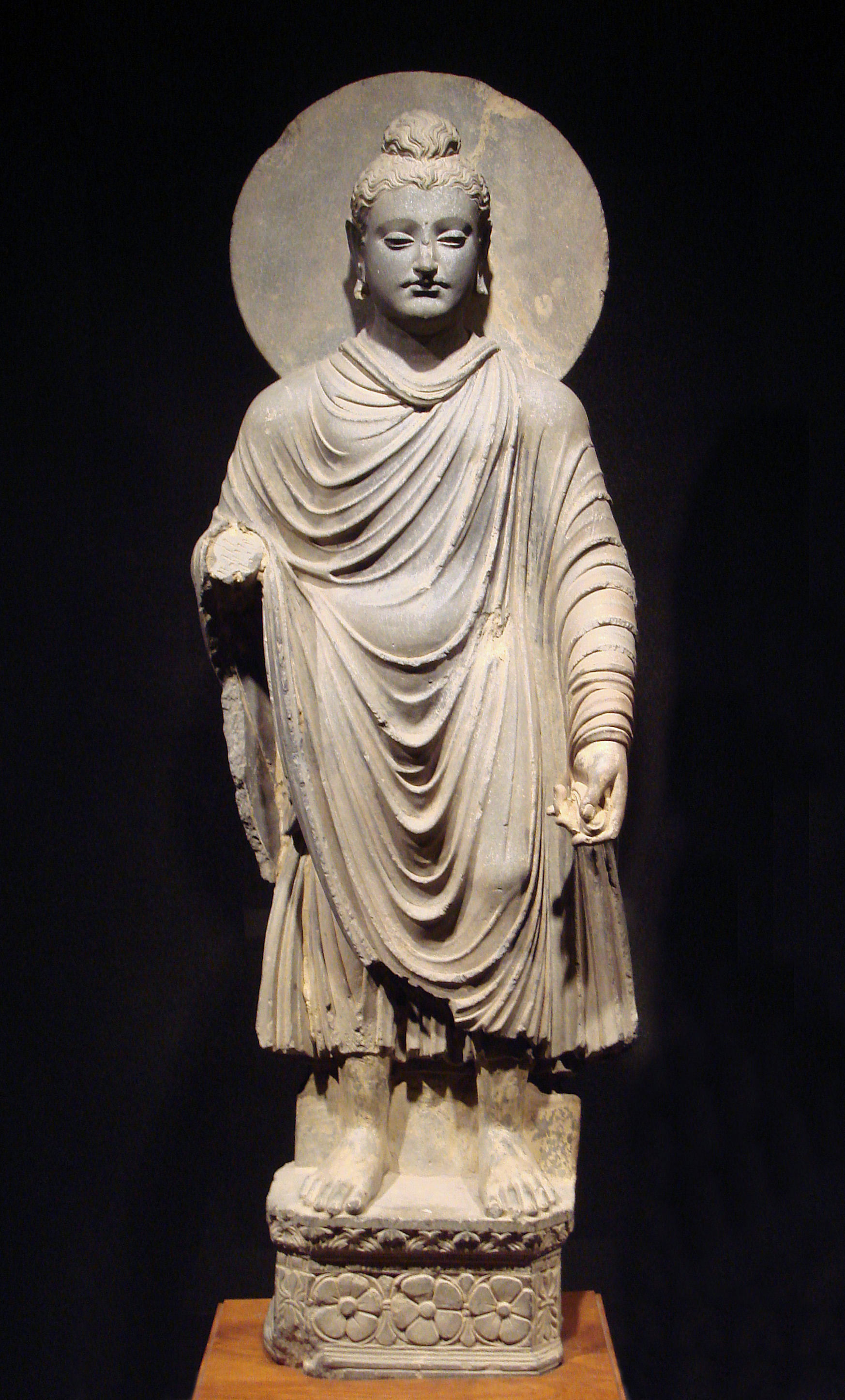
Gandhárai álló Buddha

A Maurjákat és a Szunga-dinasztiát (i. e. 184 – i. e. 70) északnyugaton a görög, pártus, szaka és kusán hódítás követte. A leghíresebb kusán király, Kaniska (az 1. század végén) buddhista lett, pártfogása révén Gandhárában sok sztúpa és kolostor létesült. Ezek kialakításában erőteljesen érvényesült a nyugat-ázsiai hellenizmus stílusa.
A gandhárai művészet egyik jellemzője Buddha szoborábrázolása, mivel a vallásalapítót eddig csak különböző jelképrendszerek segítségével ábrázolták (lásd még: anikonizmus a buddhizmusban). Ekkor alakult ki a ma is ismert formájában a Buddha szobrok típusa is. A legelső buddhista szobrászok csak Buddha földi életéből vett jeleneteket ábrázoltak. A Buddha-ábrázolások két típusa ismert: az egyik bő köpenyben álló, két kezét áldóan kinyújtó, tanait ünnepélyesen kinyilatkoztató mestert jeleníti meg, ez a hellenisztikus hatást tükröző szobrászati stílus Nagy Sándor hódításai révén jutott el az országba. A másik típus a keresztbe tett lábakkal ülő Buddha, ez az ábrázolás indiai eredetű. Valószínűsíthető, hogy az ebben az időszakban, tehát a kusánok alatt a görög-hellén stílusú szobrokat nyugatról hozatott szobrászmesterek készítették.
A gandhárai Buddha-szobrok egész felépítésükben különböznek a brahmanista plasztikától. Többnyire szigorú szimmetria jellemzi őket. Az alak egy háromszögbe foglalható, szabályos geometrikus alkotás. Hátoldalához olykor hatalmas glória csatlakozik, mely eredetileg csak a fej és a kisugárzó emberi erők hangsúlyozását szolgálja. A buddhista művészetben később viszont geometrikus díszítőelemmé lett, amely a szobrot csak még merevebbé teszi. Ruhátlan Buddha-alakokat is készítettek, ezek még kevésbé testszerűek, mint a felöltöztetett figurák.
Az 1. században rengeteg Buddhafej-ábrázolás jött lére. Először ezek a Buddhafejek hidegen, tartózkodóan, kifejezéstelenül hatnak.
Mathura templomvárosa, mely már előbb a kőfaragás központja lett, megfogalmazta a Buddha-ábrázolás végleges típusát. Gandhárával és Mathurával egyidejűleg virágzott az 1. és 3. század között az Ándhra Birodalom területén, Dél-Indiában kibontakozott déli stílus. Ez az ábrázolásmód mozgalmasságával és kifejezőerejével a fejlődés újabb fokozatát jelentette.

### A Gupta-kor művészete

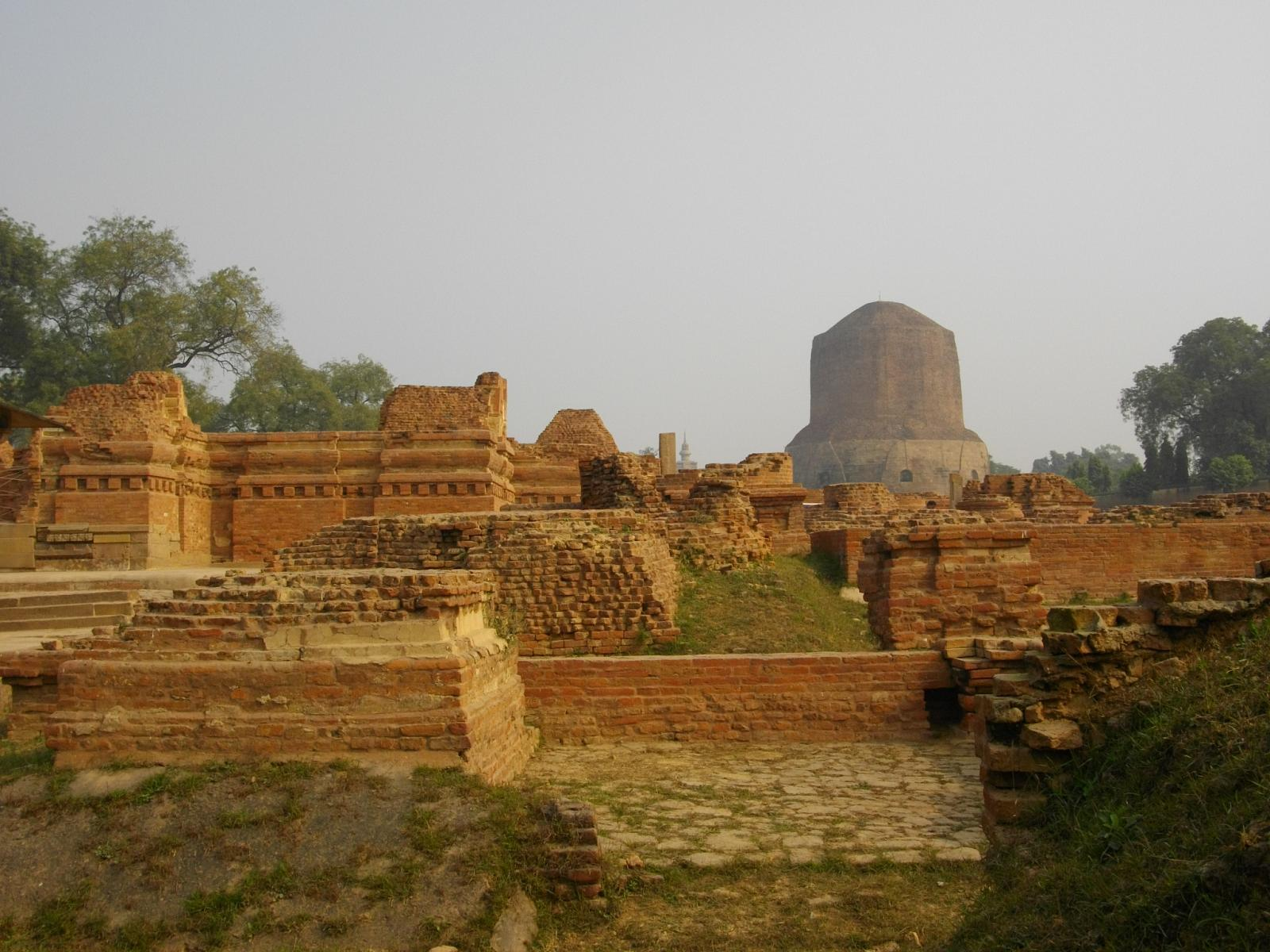
Buddhista kolostor romjai Szárnáthban, háttérben a Dhámek-sztúpa

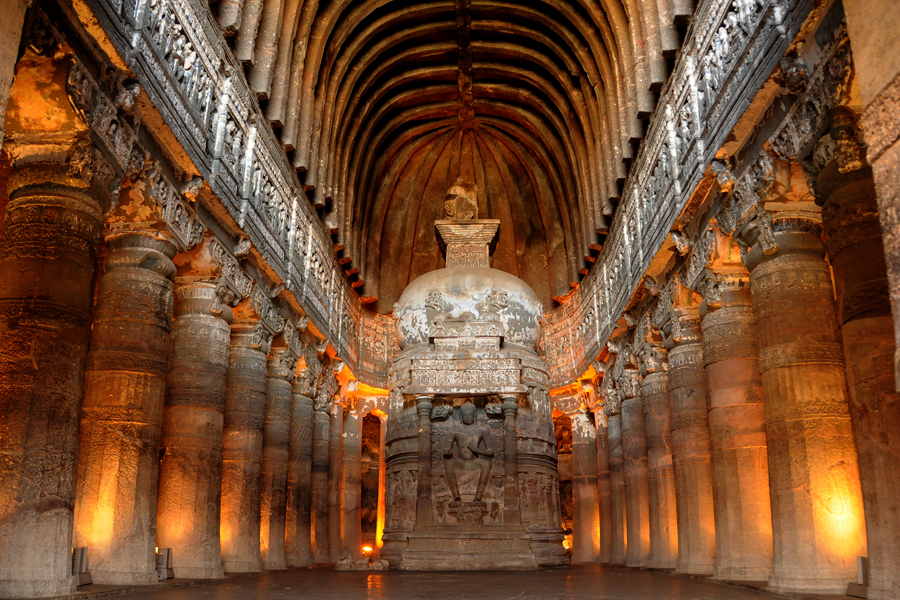
Adzsanta, Oszlopos csarnok sztúpával a 26. számú barlangban

Az indiai művészet aranykora a 3. században kezdődött, innentől a 8. századig hatalmas fellendülés figyelhető meg a képzőművészet, irodalom, vallás és a kultúra terén. Az Indiára máig jellemző művészeti ábrázolásmód innen, a Gupta Birodalom központjából jutott el a Himalájától Közép-Ázsiáig, a délkeleti országrész tartományaiba, sőt az óceánon át Indonéziába is. Ekkor jelent meg az úgynevezett bhágavata mozgalom, amely a szépséget és az esztétikumot előtérbe helyezte a filozófiai tézisekkel szemben, a szépség kultusza így megjelent a templomok díszítéseiben is. A vallási szimbólumok képekben, festményekben, agyagfigurákban jelentek meg. Kialakultak a népszerű írások alapjai, az ágamák és puránák.
A Gupta-dinasztia (320-600) ismét nagy birodalmat épített ki, és uralkodóinak támogatásával India művészete elérte klasszikus korát. Virágzott a költészet, az irodalom is. Az indiai költők számára azonban, akik a társadalom legfelső, szűk körében éltek, a buddhizmus is idegen maradt, akárcsak a régi brahmanista kultuszok, azonban ez utóbbi megújítására törekedtek. A fejedelmi udvarok környezetében élénk művészeti élet alakult ki, amely nagyrészt a népi hagyományokból merített. II. Csandragupta (Vikramáditja) udvarában a tudományos fejlődés addig soha nem látott méreteket öltött. Számtalan eredménnyel gazdagodott a matematika, orvostudomány (ájurvéda), csillagászat. Itt vált ismertté India egyik legkiválóbb és legnépszerűbb költője Kalidásza is.

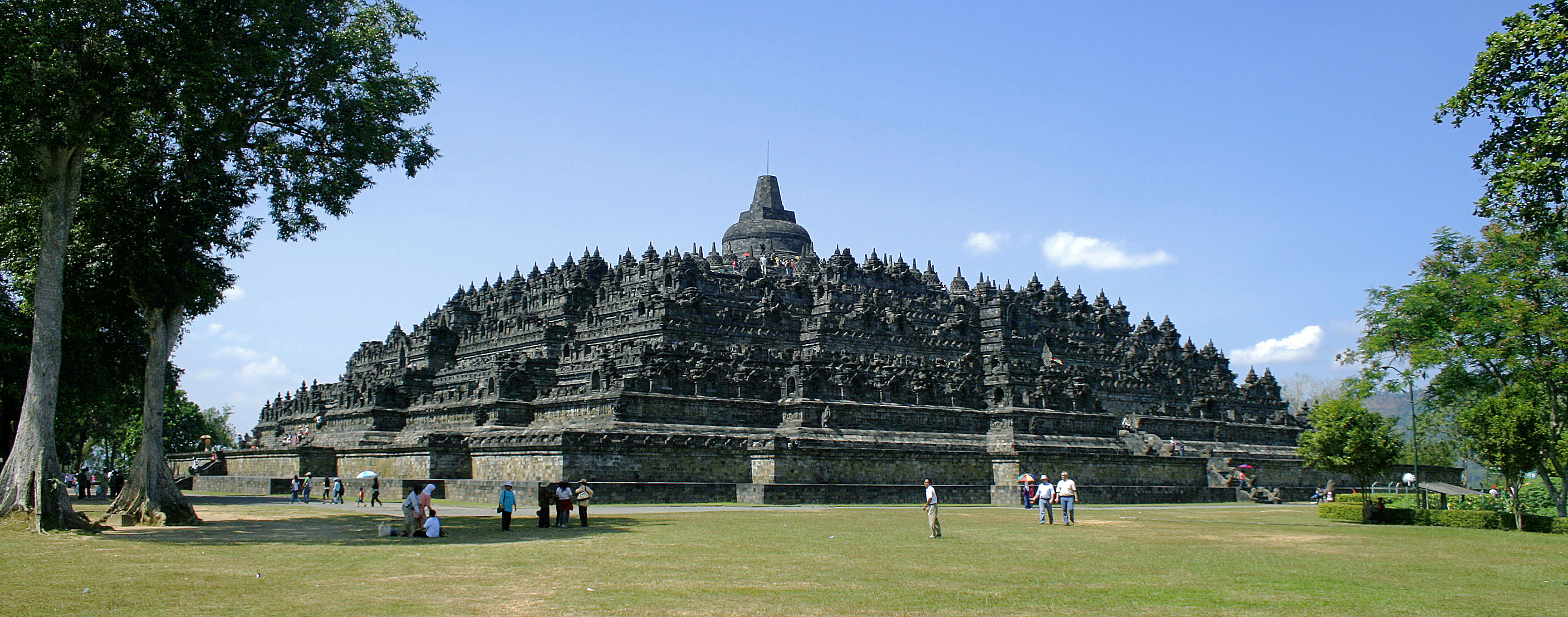
Borobudur temploma Indonéziában, a Gupta-korszak befolyását tükrözi

### Az indiai középkor, a hinduizmus befolyása

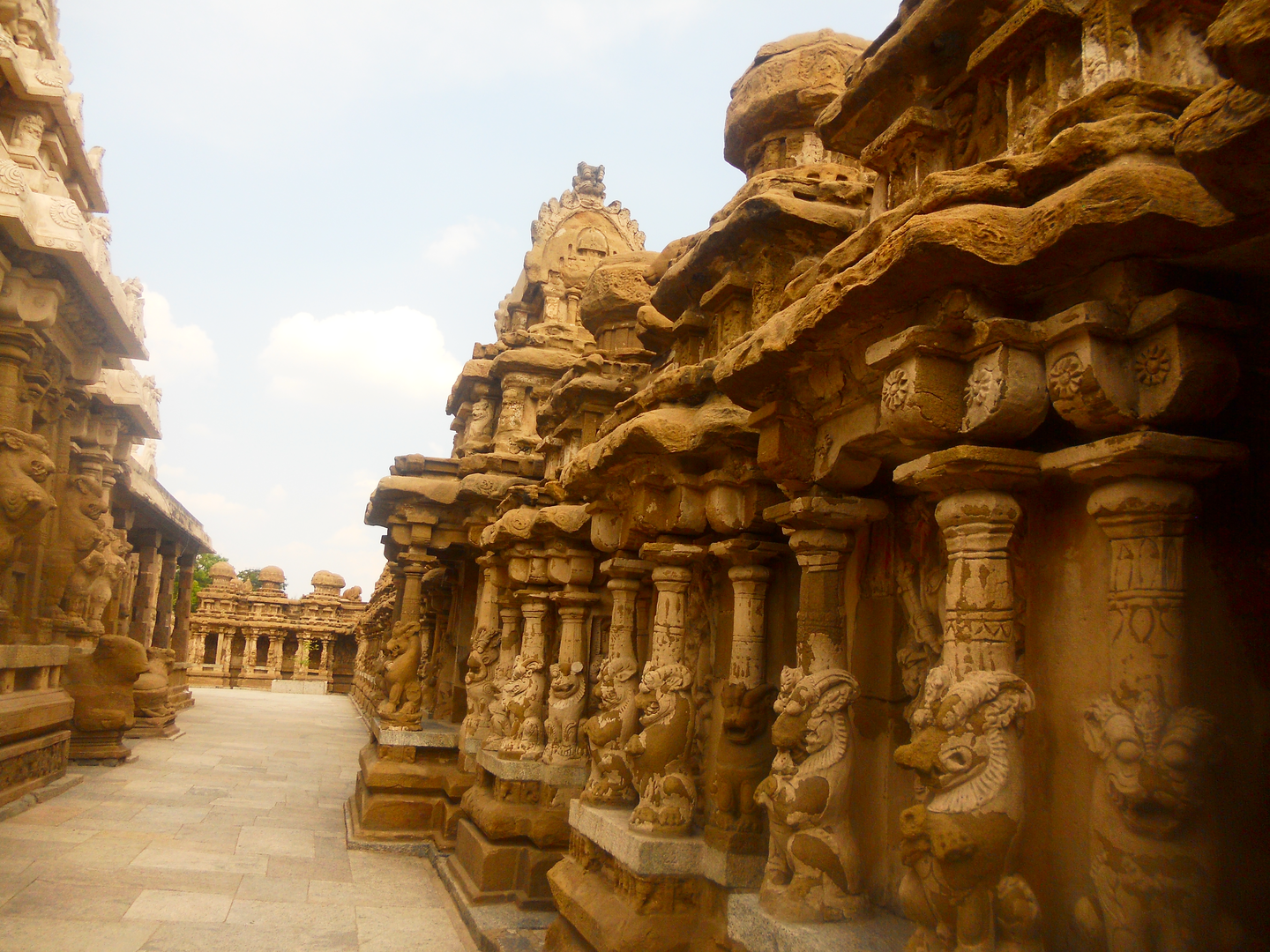
A káncsipurami kailászanátha-templom belső tere (épült a Pallavák uralkodása alatt 6-9. század

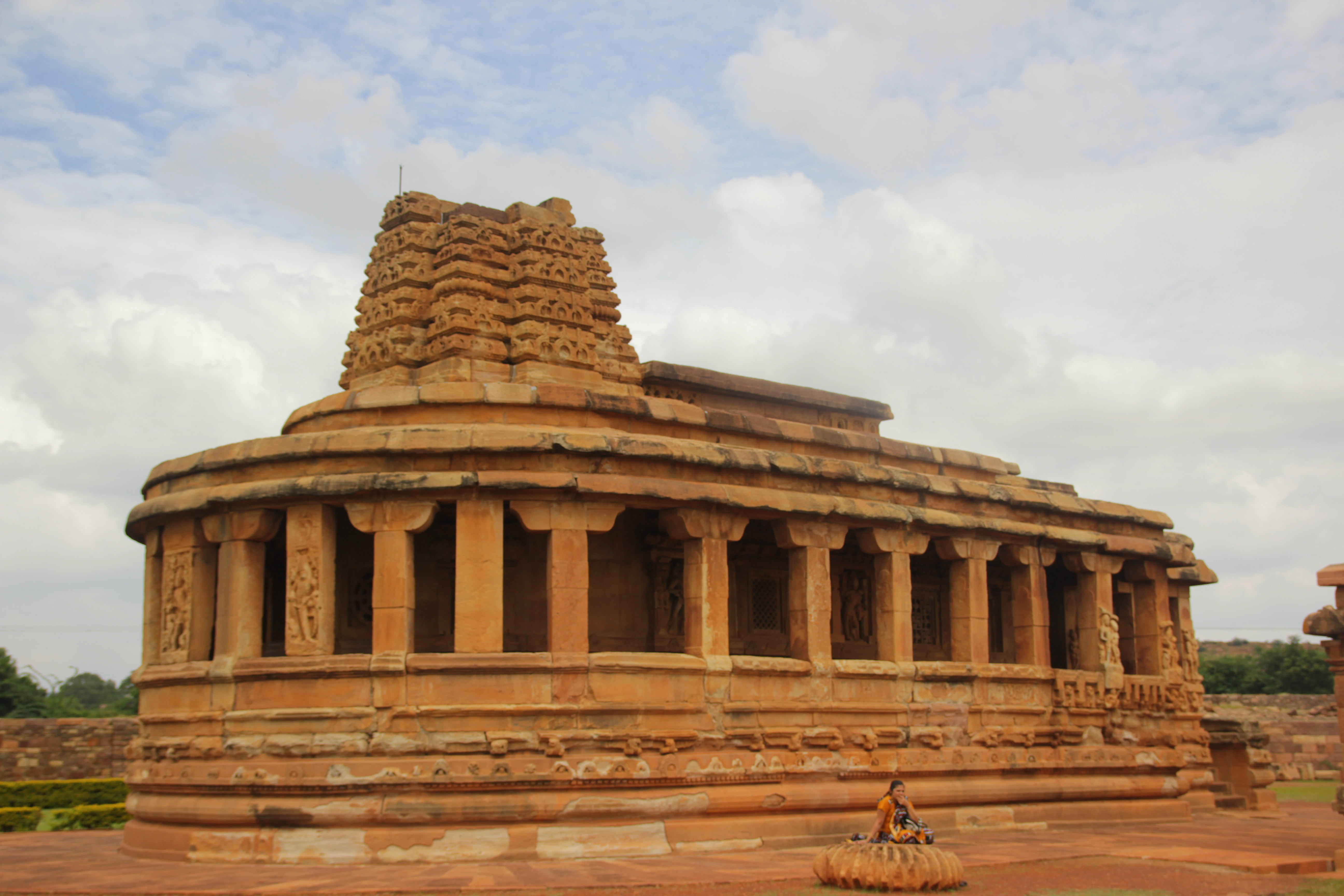
Durga-templom Aiholeban (Csálukja-dinasztia, 6-9. század)

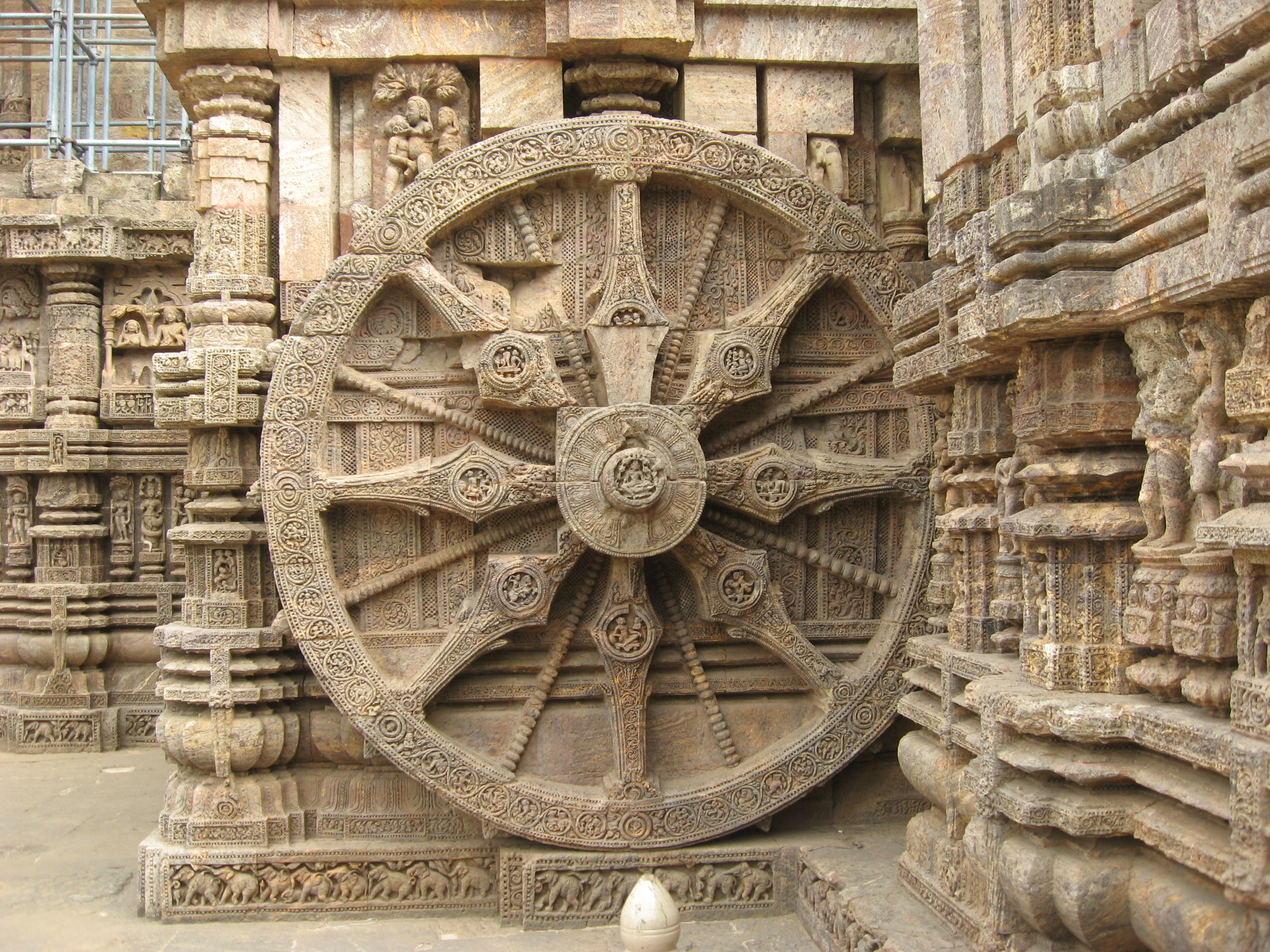
Konáraki naptemplom, a szekérnek képzelt szentély egyik kereke, a Ganga-dinasztiából származó I. Naraszimha Déva király építtette 1238 és 1264 között

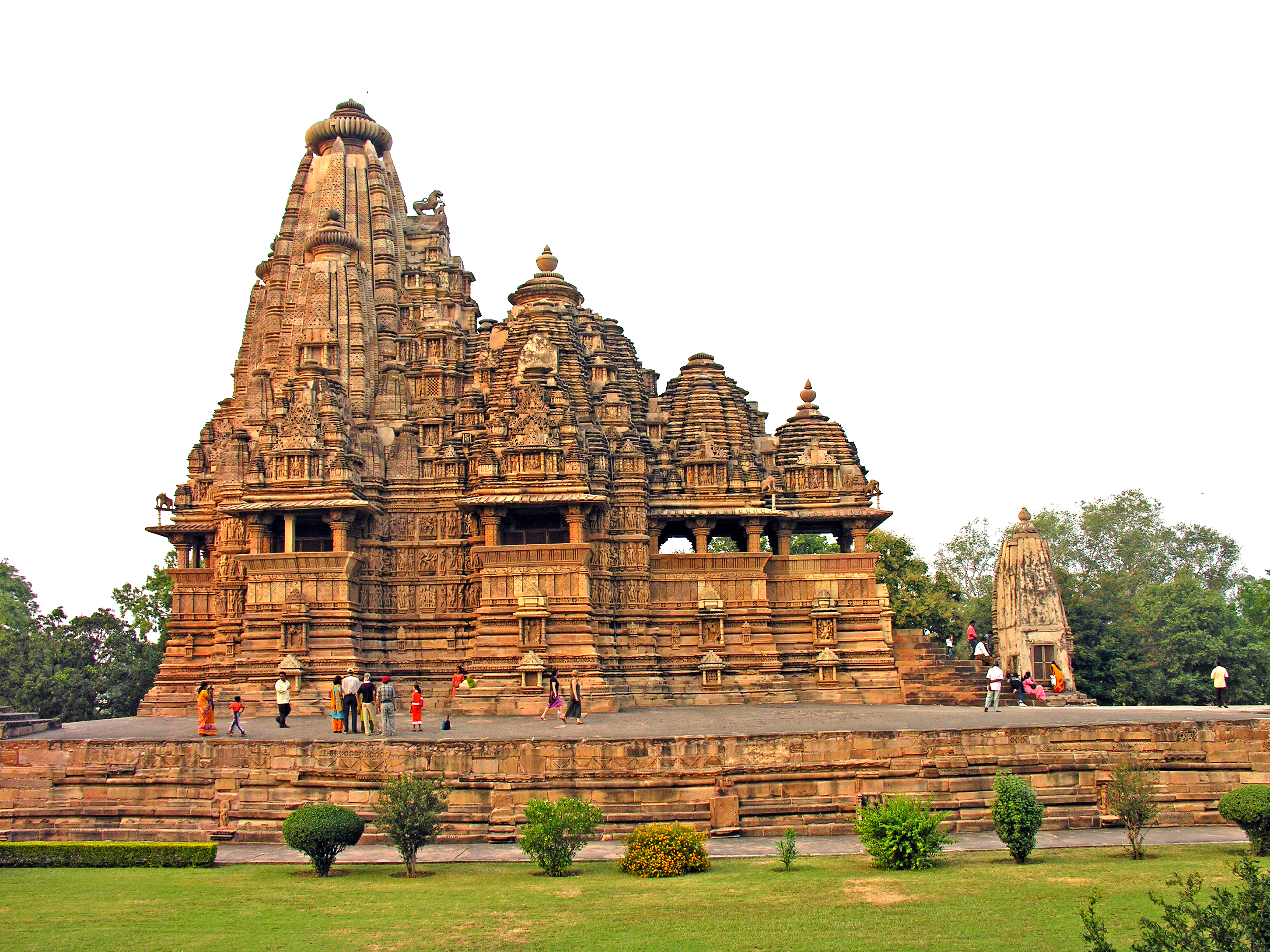
A Visvanátha-templom Khadzsuráhóban

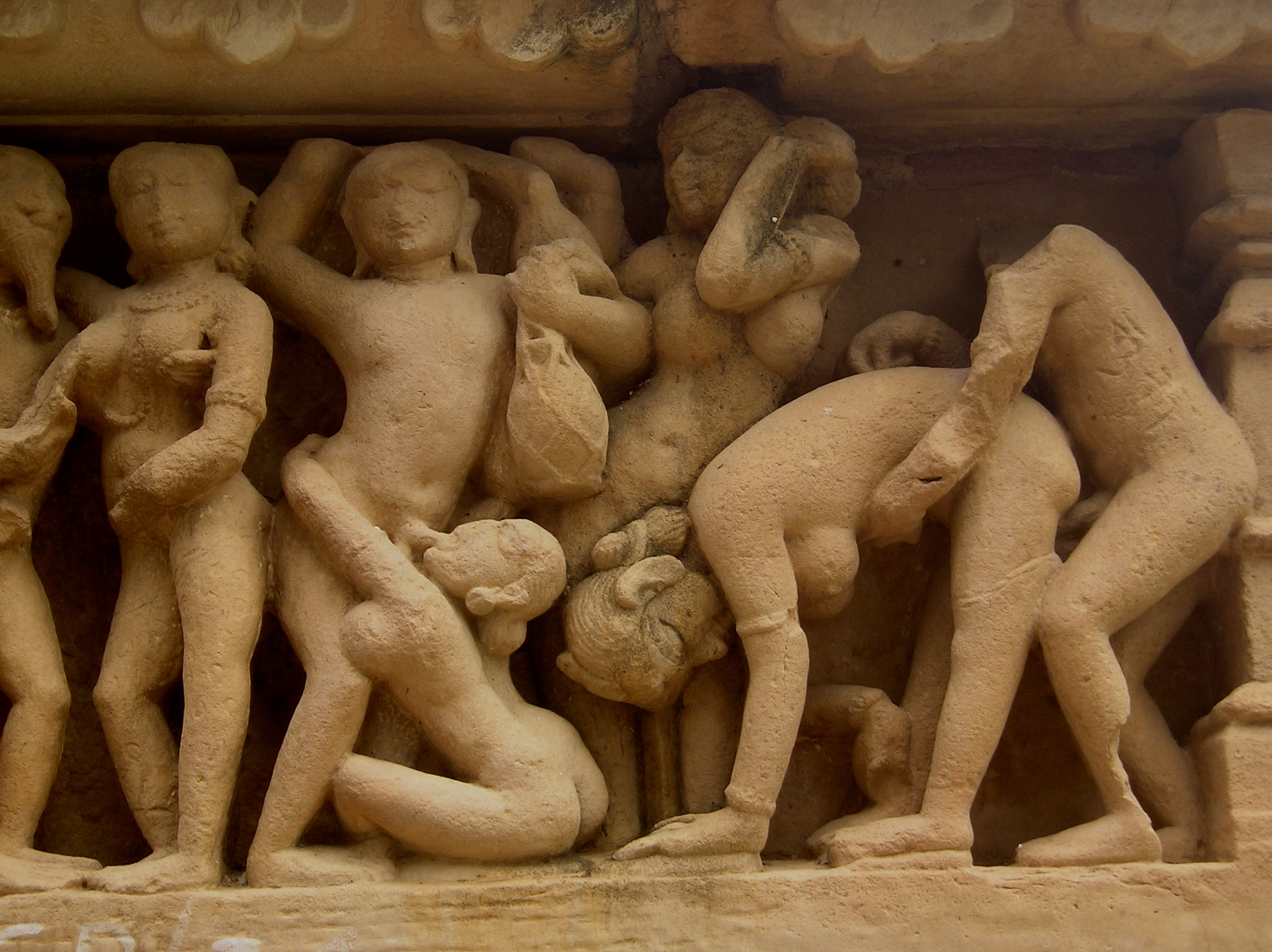
Dombormű részlete a Khadzsuráhói templomkomplexumból, Csandella-dinasztia, 9-12. század

A Gupta Birodalom fokozatos hanyatlását követően a hinduizmus lassanként visszaszorította a buddhizmust. A brahmanizmus megreformálásából születő hindu vallás az 5. századtól alakult ki. Az új vallás sok vonásában érződött a buddhizmus befolyása. Habár a hinduk a Védák régi írásaira támaszkodtak, nem tagadhatták meg Buddha felvételét India istenei közé. A hindu művészet kialakulása szoros kapcsolatban állt a hinduizmus vallási fejleményeivel. A túlnyomó részt buddhista befolyás alatt álló vallási túlsúly mellett a kasztok és áldozatok védikus hagyományai szervesen jelen voltak India vallási életében. Egyre inkább megjelentek különböző filozófiai és spekulatív vallási eszmék, főként a 8. századtól, amelyek a nagy védikus filozófiai szöveggyűjteményre, az ezer évvel azelőtt született Upanisadok tanításaira támaszkodott. A legnagyobb indiai eposzok, a Mahábhárata és a Rámájana követte az Upanisadok korszakát. Mindkét hősköltemény jelentős forrásai lettek a képzőművészeteknek. Maga a Bhagavad-gíta, amelynek szövege a nagyobb epikus műnek, a Mahábháratának egy része, valójában a hindu hit klasszikus esszenciája. Ezeket a szövegeket hatalmas narratívák alkotják isteni alakokról, és amely rengeteg alapanyagot szolgáltatott a képzőművészetekhez.
A hindu művészet szilárd mitológiai alapon áll. Az indiai mitológiát gazdagon díszítette a népi képzelőerő és olyan ősi művekben került feldolgozásra, mint a Mahábhárata és a Rámájana. Ez a mitológia számos elképzelt istenen alapult, akik közül Brahma, Visnu és Siva volt a legfontosabb. Az emberek iránt jóindulatú Visnu leszállt a földre (avatára) és mindig más-más alakokat öltött, hol egy hal, hol egy teknősbéka, hol pedig Buddha képében jelent meg az emberek között. Siva a pusztulást hozta magával az emberek közé, ő volt minden szerencsétlenség forrása, de ugyanakkor áldást is hozott a világra, mert ő készítette elő az új formák születését, így a természet nemzőerejének jelképe volt. A hindu panteon mindig alakult, az istenek szüntelenül változtatták alakjukat, és a folytonos harc, cselekvés és átalakulás jellemezte őket.
A nagy hindu istenalakok, mint Siva, Visnu és Mahádévi, az anyaistennő különböző formáinak (Párvati és Durga) megformálása már a templomok díszítésének szerves részei. Amíg a Gupta-korszakban az istenalakok ábrázolásmódjai domináltak, a későbbi kusán időszakban állatok, pl. bikák, elefántok megjelenése a jellemző, ez mediterrán hatásokra utal. Míg évszázadokon keresztül kőszobrok és domborművek díszítik a vallási épületeket, a néha megjelenő bronz istenalakok későbbi időszakban keletkeztek. A dél-indiai, királyok és királynők a Csola-dinasztia alatt (9–13. század) ismert védnökei voltak a nagy hindu templomépítészetnek. Kis területeken is ezerszám épültek templomkomplexumok. Művészien elkészített bronz szobrokat imádták a templomokban és hordozták végig az utcákon vallási ünnepek körmenetei során. A nagy templomi fesztiválokon hatalmas szekereket vontattak körbe, hogy az istenek közlekedését imitálják. Ekkor alakult ki az egyik legismertebb bronz Siva ábrázolás, Siva Natarádzsa, a Tánc Ura. Átfogó elképzelés egy istenről, aki maga a megtestesült kozmosz, és amelynek időtlen tánca a születés és újjászületés, a pusztítás és a teremtés körforgását testesíti meg. Az ilyen képek népszerűek voltak a Csola-dinasztia alatt, mert az embereknek igénye volt intim, érzelmi kapcsolatot kialakítani az istenekkel. Ezek a nézetek központi elemei az akkor születő bhakti vallási mozgalomnak, ahol jelentős szerepe van a személyes és érzelmi élményt nyújtó istenségek imádatának.
A társadalmi rendszer némiképp az európai feudalizmusra hasonlított, és helyi királyságok kialakulását tette lehetővé. A számos és egymással vetélkedő úri osztály megjelenésének hatására mecénási rendszerek alakultak ki, a művészetek rohamos fejlődésnek indultak. Észak-Indiában nagy múltú dinasztiák váltották egymást, utolsó a Gurdzsára-Pratihára, amelynek bukásával (Taráin 1192) már indiai muszlim uralkodóházak követtek. Nevükhöz fűződnek Oszián, Kirádu, Dzsagat, Nágda és Baroli templomépítményei. Dél-India azonban az áthatolhatatlan erdőségek, hegységek természetes akadályainak köszönhetően viszonylag sokáig zavartalanul fejlődhetett tovább. Itt inkább az évezredes görög-római kereskedelmi kapcsolatok érvényesültek, amelyekhez a kulturális érintkezés is kapcsolódott. Legismertebb uralkodói a hatalmas kulturális befolyással bíró Csola-dinasztia volt, amely egész Délkelet-Ázsiára meghatározó hatással volt. A Csolák 1311-ig, a muszlimok déli megjelenéséig irányították a terület kulturális fejlődését.
A Pallavák uralkodása alatt készült el a 6-9. században a mahábalipurami épületegyüttes és a Kailászanátha-templom Káncsipuramban. A Csálukja-dinasztia (6–8. század) fennállása alatt jöttek létre Bádámi barlangjai, illetve a pattadakali és aiholei templomkomplexumok. A 8–13. században a keleti Ganga uralkodók építtették Bhuvanesvar és Konáraki naptemplom hindu szentélyeit az északi, ún. nágara stílusú sikharákkal. A Rástrakúta-dinasztia alatt épült az ellórai Kailászanátha-templom. Ellórában eleinte a buddhisták vájták ki a barlangtemplomokat kőzetekből, majd ezekhez később hindu szertartások lebonyolítására szolgáló csarnokokat csatoltak. A 7-8. században a Rastrakuta-dinasztia ugyanitt létrehozta a Kailaszanátha-templomot, amely gyakorlatilag nem épített, hanem a monolit sziklából kifejtett alkotás, tulajdonképpen szobor. Sokak szerint ez India egyik legszebb építészeti remeke. Az egyedülálló monolit építmény három részre tagolódik.
A 10–11. században a Szólankik Modhera és az Ábú-hegy gazdagon díszített dzsain templomait építtették fel, a Paramárák (10–11. század) az udajapuri Udajesvara-templom létrehozását támogatta. A Csandellák alatt alakult ki az egyik leghíresebb északi templomcsoport, Khadzsuráhó buja erotikával díszített épületegyüttese. A Csolák alatt építették Tandzsavúr, Gangaikondacsolapuram és Dárászuram templomait a 9–12. századok folyamán, míg a 12–14. századok alatt a Kákatíják Hanamkonda és Palampet templomait alkották meg. A Hojszalák 12–14. század során úgy az északi, mint a déli templomépítészettől eltérő stílusban alakították építményeiket (vészara-stílus), amelynek kiváló példái a halebidi, belúri, illetve szomnáthpuri épületkomplexumok.
Az építészetben a 11. századtól a felszíni díszítés ornamentikává alakult. Ez különösen a dzsainista templomokon érvényesül, például az Ábú-hegyen, ahol a fehér márványt csipkeszerű finomságú díszítményekké faragták ki. Fontos dzsainista műemlék még Gommatesvara 18 m magas, 10. századi monolit szobra Sravánabélagólában, és Satrudzsaja, egy hegyi szent város, 860 templommal (11-14. század). Az alapanyagok közül nagyobb arányban használtak követ, gránitot, vagy egyéb homokkövet, amelyet a gránitnál könnyebben tudtak faragni, ezekkel díszítették a szent helyeket, templomokat, építményeket. Világi építészetből meglehetősen kevés emlék maradt ránk, ezeket az uralkodók és nemesek építtették maguknak, impozáns paloták és kúriák formájában. Úgy tűnik azonban, hogy az ilyen szerkezetek könnyen pusztuló alapanyagból készültek, például téglából és fából és terrakotta és faszobrokkal díszítették. Az indiai meleg és párás éghajlat ezeket az ősi világi műemlékek nagy részét elpusztította. Csak miután az iszlám megérkezett Indiába, a világi épületeket is kőből kezdték építeni.

#### A hindu templom

A hindu templomok szimbolikája

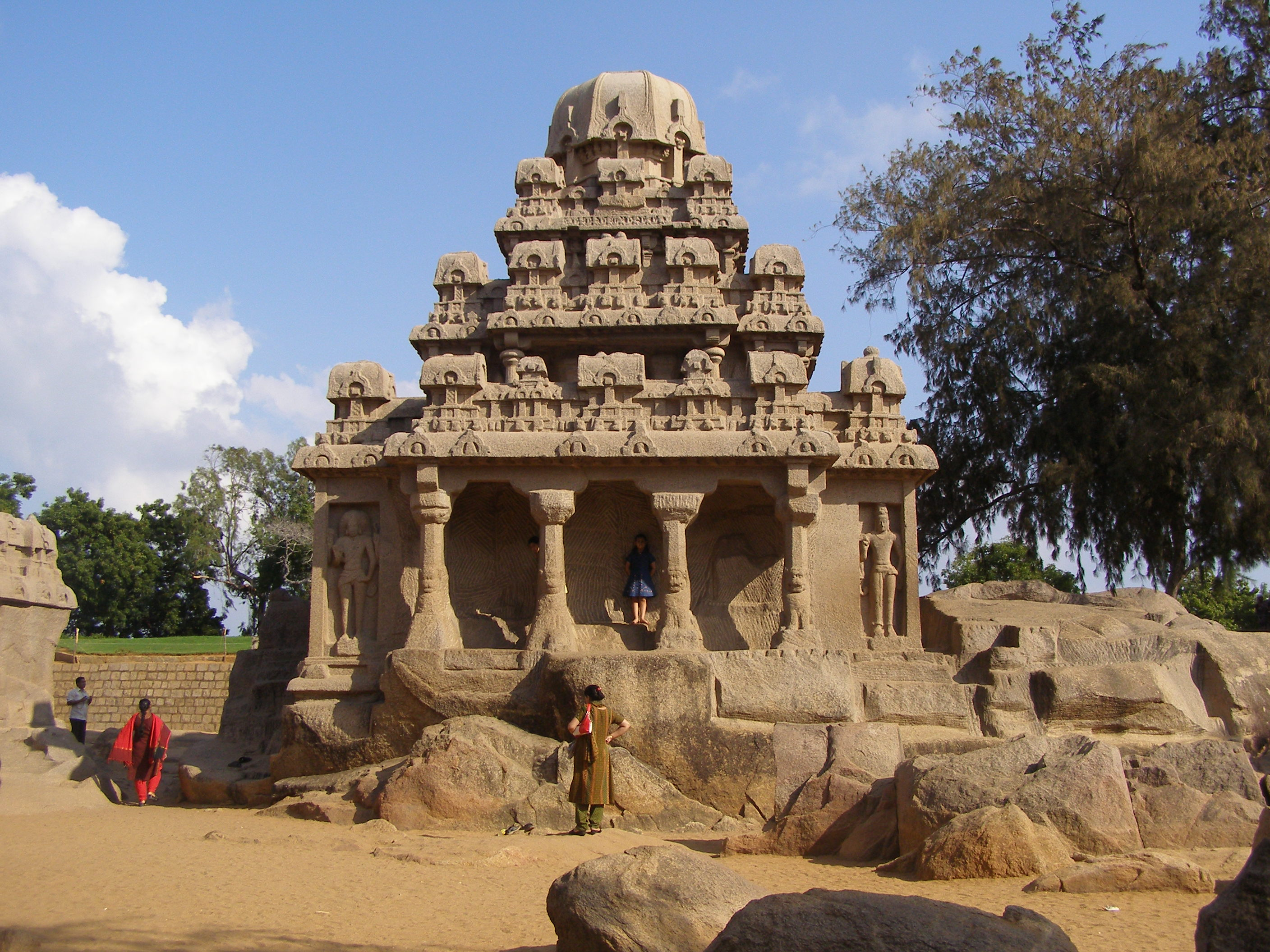
Az öt ratha közül az egyik (Judhisthira) Mahábalipuramban

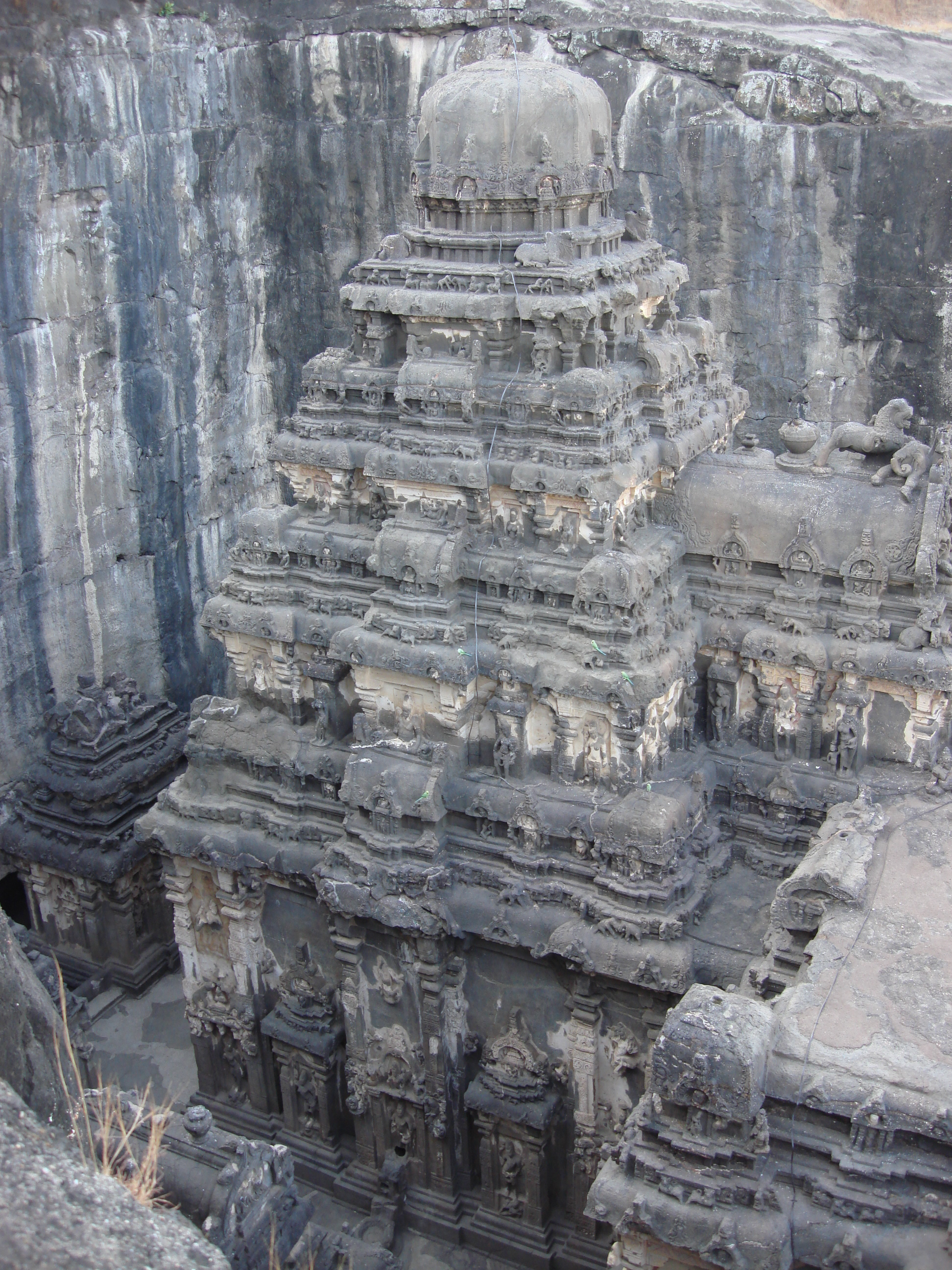
A Kailászanátha-templom Ellórában

A Rastakuta-dinasztia vallás- és művészetpártoló tevékenységének köszönhetően hatalmas monolit templomok építése kezdődött meg, illetve Mumbai melletti Elephanta-szigeten domborművekkel gazdagon díszített sziklából kivájt templomok születtek. Legfontosabb korai alkotások Ellórában, amit három különböző vallás hívei hozták létre. A díszítmények stílusa, az építészeti jegyek, a szerkezet és szimbolika igen hasonló, és a dél-indiai Mahábalipuramban (=Mamallapuram) találhatók, amelyek monolit alkotások voltak, szoborként a sziklából kifaragva. A mahábalipurami templomegyüttes legismertebb csoportja az öt ratha, amelyek a legenda szerint a Mahábháratából ismert öt Pándava testvér tiszteletére épült hatalmas gránittömbökből kifaragott monolit templomok. A ratha, azaz körmeneti szekérforma az istenek szekereinek másolataiból alakult ki, amely formából később a dél-indiai (dravida) templomforma is származik. Közepükön kisebb szentélykamra is található, bár némelyiknél ez hiányzik.
A jellegzetes hindu templom három részből áll: a szentélyből (garbhagirha), előcsarnokból (mandapa), és e kettőt összekötő térből (antarala). Ezeket a templomrészeket a gopuram nevű kaputornyok választják el egymástól, tágas csarnokokkal és medencékkel. A szentély fölé a torony emelkedik, amit sikharának hívnak. A három fő templomtípus: a nágara (városi), kúp alakú tornyokkal, a dravida típus, gúla formájú tornyokkal, valamint a kettőt egybeolvasztó dél-indiai típus. A vallási átalakulás hatással volt az egész művészetre. Kialakult a tipikus hindu templom szerkezete, a templomfalakat sűrűn borító domborművek művészete és a kifinomult hindu szobrászat. Az ekkoriban kialakuló hindu művészet már befolyással volt az időrendben utána következő indiai stílusokra, beleértve az indiai iszlám művészeteket is. Messze elterjedt az országban és a határokon túl is, számos iskolában, irányzatban és művészi központ kiformálódásában jutott kifejezésre. Indiában különbséget tesznek a déli (dravida) és az északi (ún. nágara, vagy „városi”) stílus között. A világi építészetben ekkor épültek a rádzsput királyok várai, erődjei és győzelmi oszlopai is.
A hatalmas tornyok szerepében és a templomok egész szerkezetében egy ősi világszemlélet jut kifejezésre. A főtornyot gyakran kisebb tornyok veszik körül. A templomokon sokszor az egymással semmilyen módon össze nem függő épületrészek szembeállításával vagy a főtoronyhoz tapadó, mellette szinte eltörpülő kis tornyocskákkal (Bhuvanésvar), máskor pedig kapcsolódó csarnokok sorával találkozunk, amelyek az épülethez kapcsolódnak (Khadzsuráho). Alsó részét számos párkány gazdag tagoltsága jellemzi. Ebből a korból származó templomoknál az alaptól a felső lezárásig egymásra épülő részek megkomponálásában bizonyos következetesség érvényesül. Minden résznek megvan a maga rendeltetése. A vízszintes tagolás (pida) azonban olyan gazdag és finom, hogy maga az épülettömb tagolatlan marad, és csak csíkozottnak látszik. Ezek a jegyek együttesen határozzák meg a hindu templom jellegét. Óriási méreteivel és a szemünkkel alig áttekinthető részletek tömegével e templomok egész felépítése a hinduk gondolkodásmódját és mesebeli mítoszvilágát idézi.

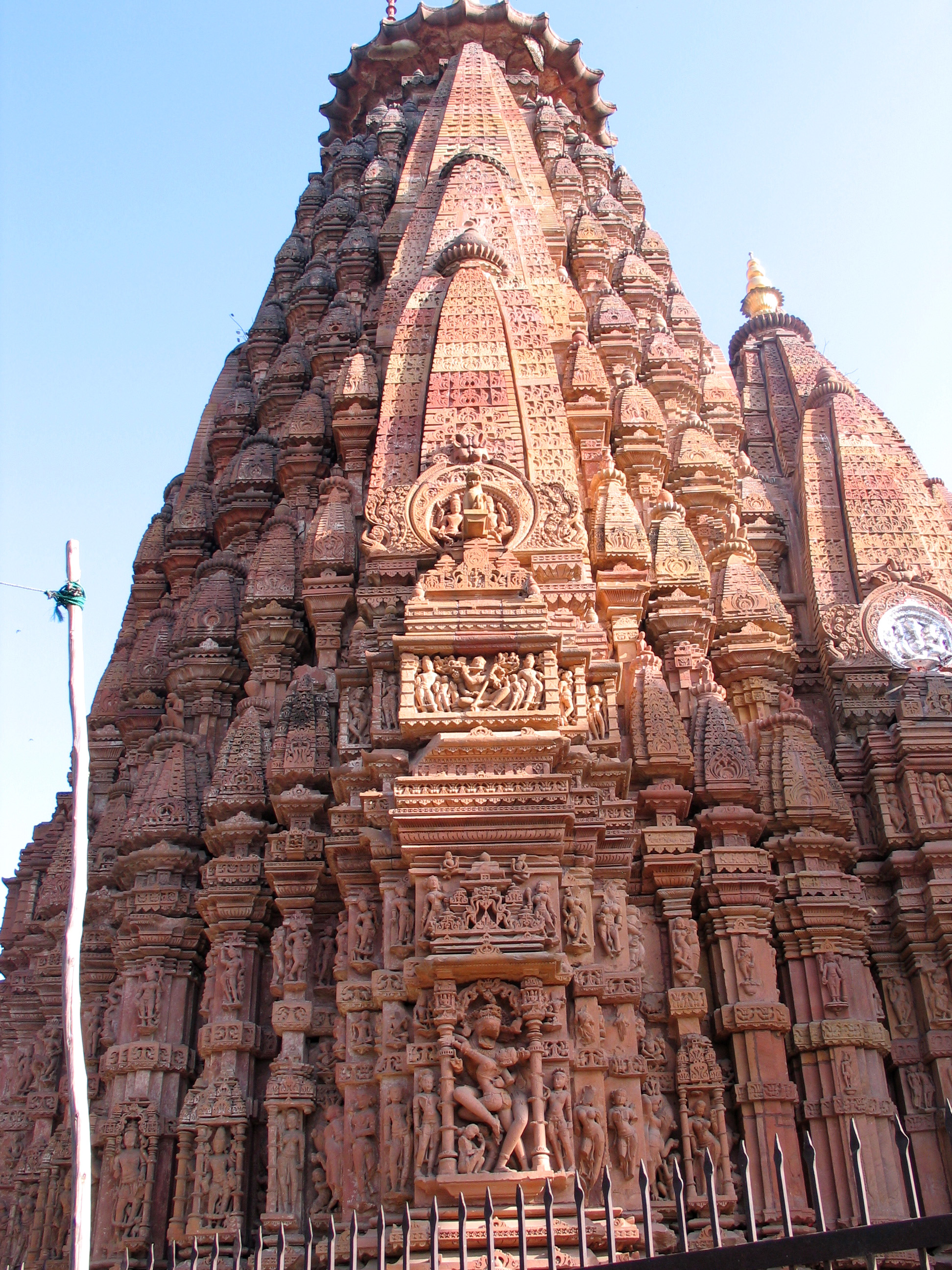
Az északi Sikhara
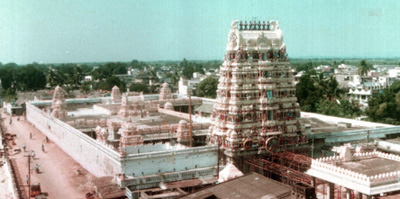
A dél-indiai (dravida stílus) gopuramok, kapubejárók
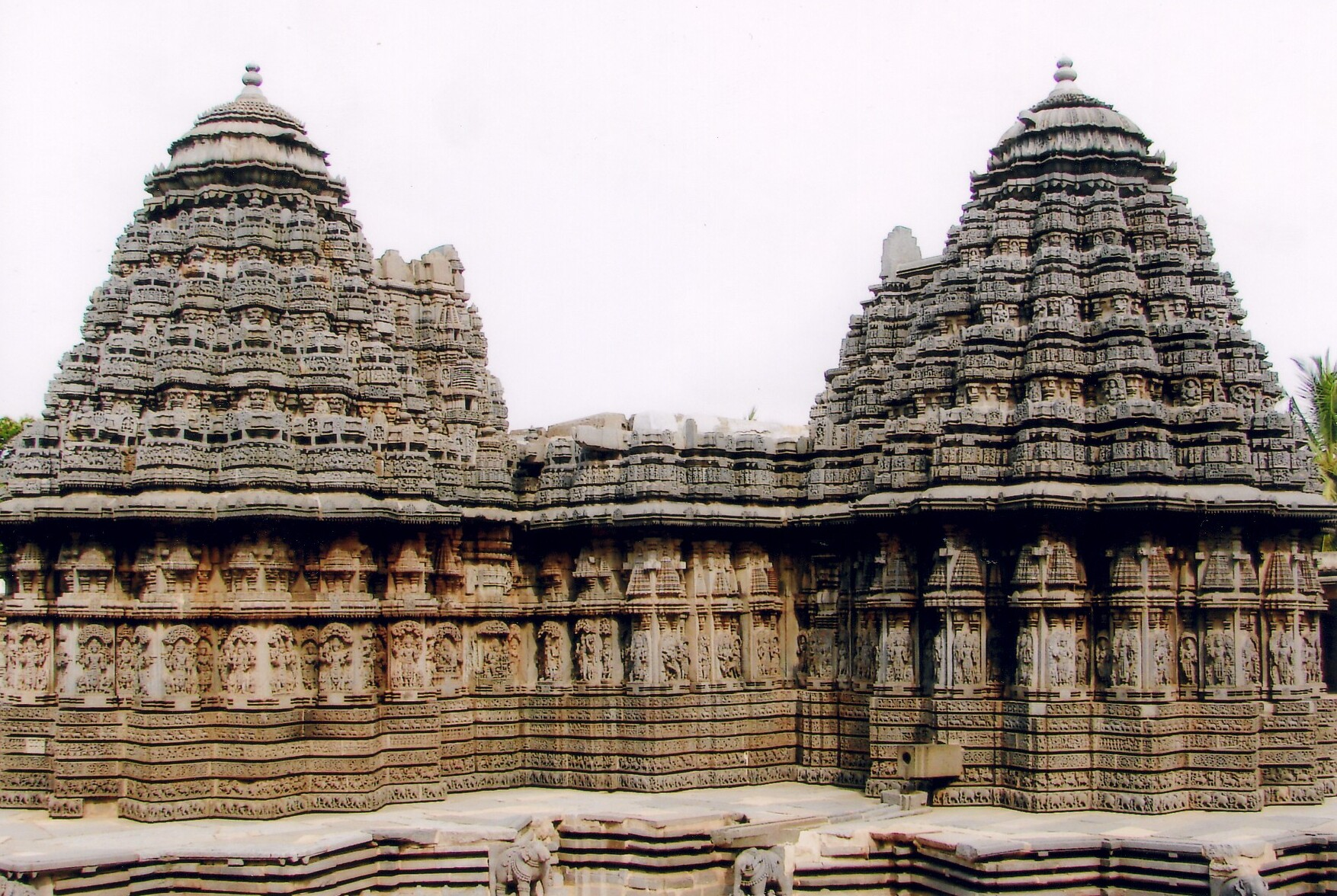
A szomnáthpuri Késava-templom Karnátaka államban vészara stílusban épült

#### Szobrászat

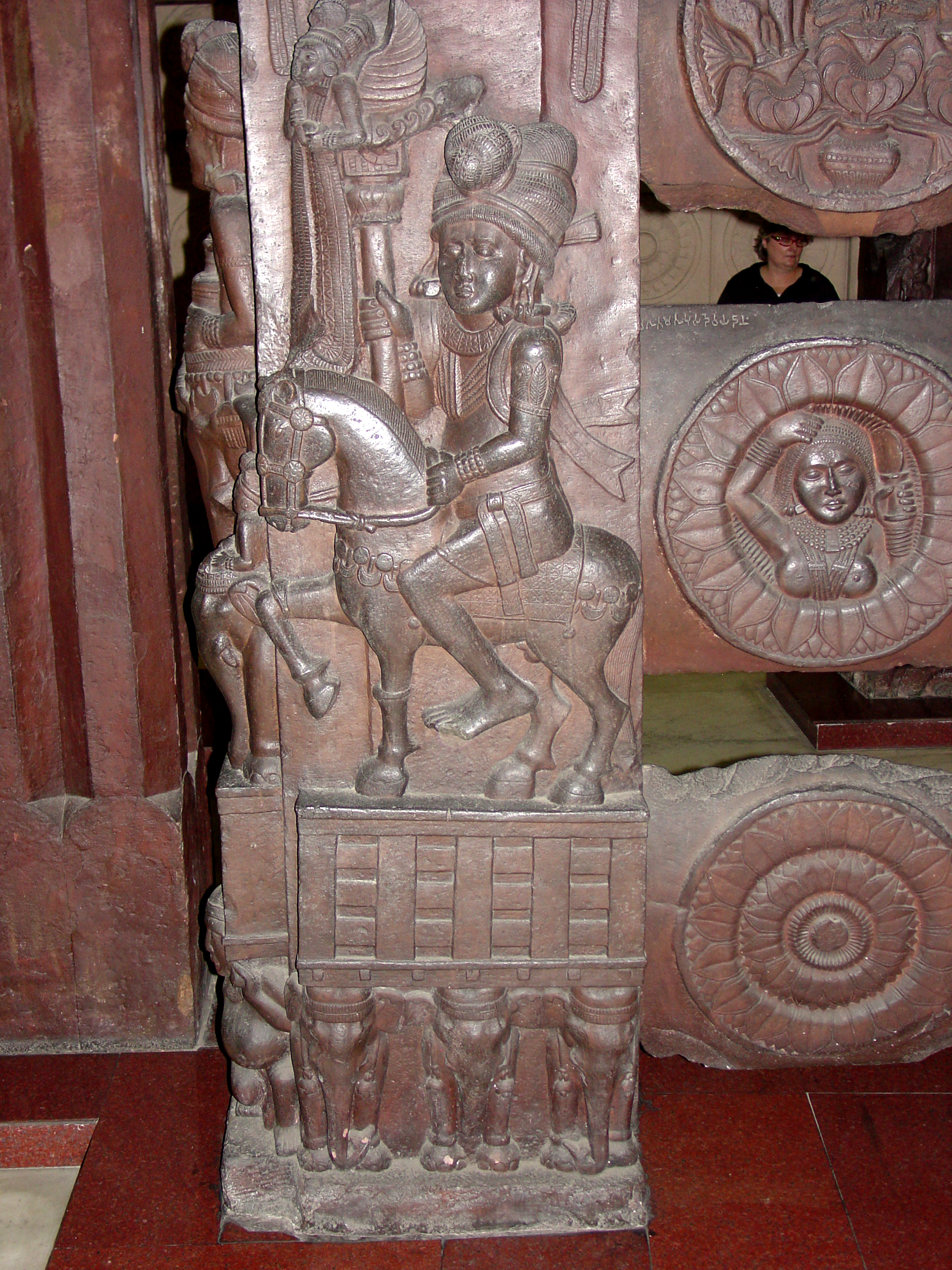
Részlet a bharhuti sztúpa kerítéséről, i. e. 1. század

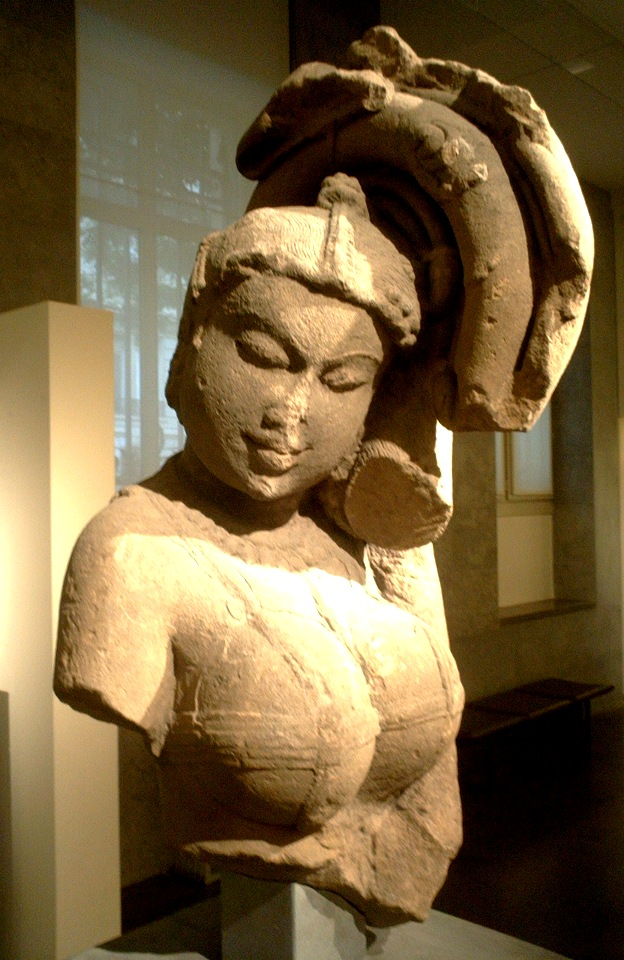
Jaksí, szobortöredék, 10. század

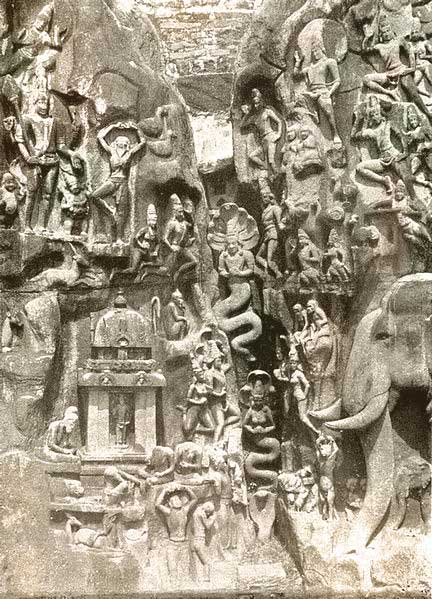
A Gangá-relief részlete Máhabalipuramban

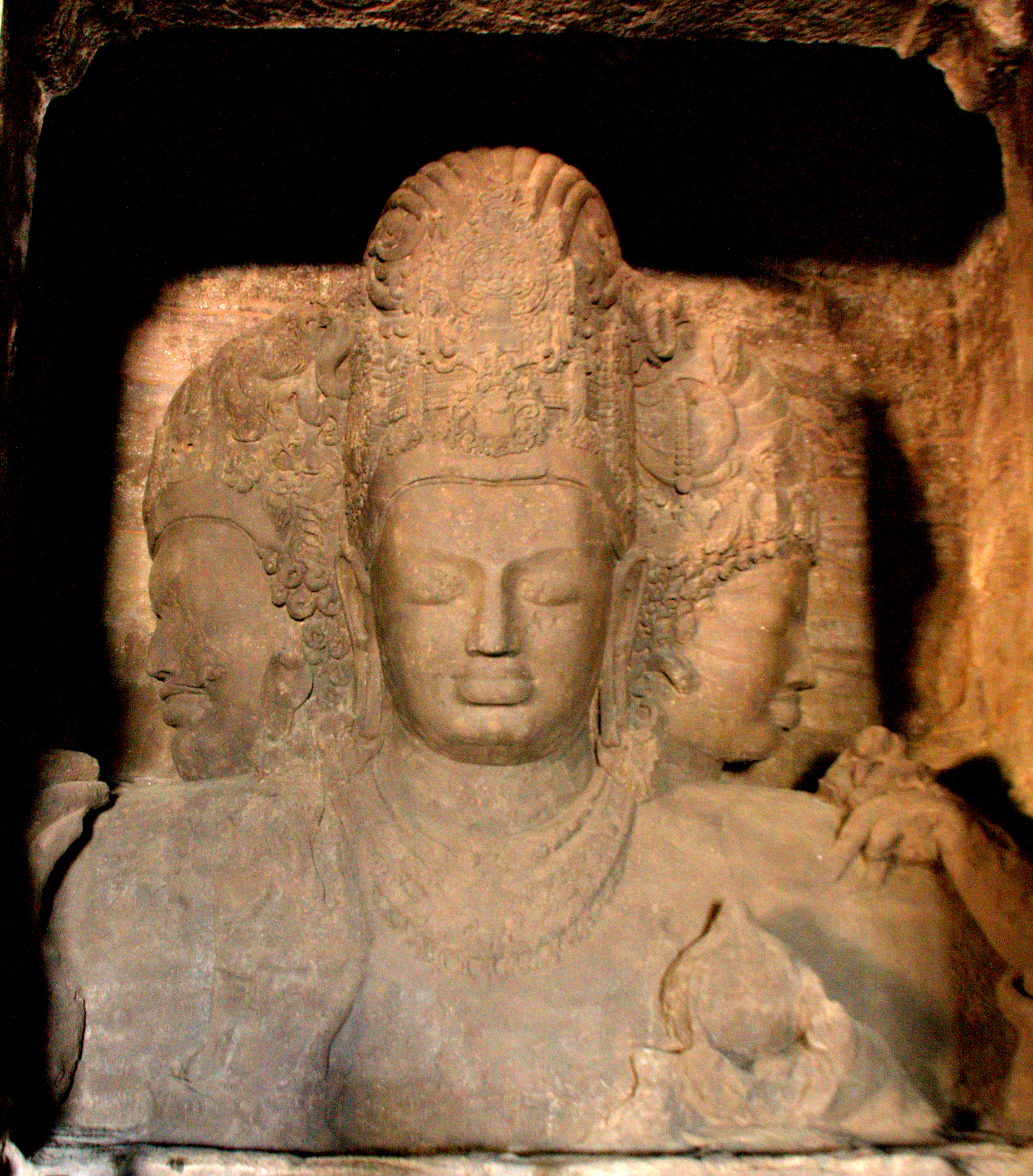
Mahádévi háromarcú szobra az elephantai barlangtemplomban

Művészeti tankönyvek (sásztrák) pontosan leírták azt a módot, ahogyan a szobroknak ki kellett nézniük. Az istenség mindig emberi alakot öltött. Az elsődleges cél nem a valósághű ábrázolás, hanem az eszményi szépség megjelenítése volt. Előírták azokat a méreteket, arányokat, amiket a szobrászoknak figyelembe kellett venni az alkotás során. A méretek alapegysége a tala (tenyér) volt, ami álltól a haj vonaláig terjedő távolság. A talák száma nemtől, rangtól, társadalmi állapottól függött. A női alakok eszményesített formájára is pontos előírások vonatkoztak, így a köldök magasságára, a mellek, a combok alakjára. A többnyire ovális arcú lányok bőre selymesen sima, hajuk dús. A férfiak esetében az eszményt a kéztartás határozta meg. Az istenek alakját a bennük rejlő életenergia (prána) közvetítette, testtartásuk a tribangha. Őket többnyire, a felismerhetőség érdekében attribútumaikkal együtt ábrázolták. Az emberek istenségekkel való egyesülését a jóni és linga szobrai szimbolizálták.
A hindu művészet bujasága különbözött a Védák ősi költészetének egyszerűségétől. A természeti erők, amelyek a Védák keletkezésekor homályosabban, de harmonikus ősi egységként éltek az emberekben, most világosan kidolgozott, változatos plasztikai formákat öltöttek, amelyek egy lényegesen fejlettebb kor szelleméről tanúskodnak. A kőbe faragott alakok ábrázolása a koncepció fantasztikuma miatt a részletek precíz kidolgozásával párosul. A hinduizmus számtalan istenségei a hívők többségének a szemében az egyetlen Isten sokféle megnyilvánulása. A három arccal, fejjel ábrázolt istenek ezeket az aspektusokat jelenítik meg.
A hindu művészet legszebb alkotásai azok, amelyek a természetet, főképp az állat- és a növényvilág formáit jelenítik meg. Az állatoknak az ősi indiai mondákban óriási jelentőségük volt. Az indiaiak nem a természet utánzásának vagy átalakításának tekintették a művészetet, hanem folytatásának.
Ellórai-barlangok egyik monumentális domborműve a kozmoszt jelképezi. Fent a harcias Siva isten trónol hitvesével démonok és kisebb istenalakok táncoló körében. Fekhelyét őrök védik. Alulról a démonkirály, Rávana próbál feltörni, hogy elpusztítsa az istenek lakhelyét, Kailásza hegyét. Egy sötét barlangból sokfejű és sokkarú lény bukkan elő, az emberfeletti erők eleven megtestesülése.
A Rastrakuták műve volt a 8. században Mumbai (=Bombay) melletti Elephanta szigetén Sivának szentelt sziklatemplom és barlangrendszer kialakítása is, a domborművek között Mahádévi („Nagy istennő”) háromarcú, nagyméretű ábrázolásával. Az alkotások az Ellórai barlangokhoz hasonlatosak, a hegy sziklatömbjéből faragták ki, a domborművek azonban a nyugati hódításoknak esett áldozatul, amikor a holland katonák ágyúkkal próbálták a pogány emlékeket megsemmisíteni. Mahabalipuramban, Csennai (=Madrasz) közelében látható a Hét Pagoda nevű sziklatemplomcsoport és egy 28 méter hosszú szikla-dombormű, az úgynevezett Gangá-relief, amely a hindu mitológia egyik leghíresebb korai ábrázolása. A Gangá-relief kompozíciója zárt, és az egészet az ember és természet összetartozásának olyan átérzése tölt meg, amely az európai művészetben teljesen ismeretlen volt. Az álló indiai állatképmásokat, melyek többnyire bikákat vagy elefántokat ábrázolnak, kis udvarokban vagy a templomok bejáratánál helyezték el. A szigorú rend a dél-indiai művészek számára teljesen idegen volt. Ezekben az állatábrázolásokban még kevéssé mutatkozik meg az észak-indiai hinduizmus művészete. Ennek a felfogásnak megfelelően a mahabalipurami dombormű cselekménye a szabadban játszódik, a kompozíciónak nincs kerete, az ablakok a valóságos térben helyezkednek el. Valamennyit egyetlen hatalmas sziklából faragták ki, és ugyanígy a folyamágyat is, melyben az ár hömpölyög. E vízzuhatag körül gyűlt össze a föld minden lakója, ember és állat egyaránt. Óriási elefántok láthatók itt, oroszlánok, egy púpos hátú zebu, kecses zergék, jávorszarvasok, madarak és sok-sok ember, köztük egy templom tövében ülő jógi is. Az állatok a folyóhoz vonulnak, hogy igyanak, az emberek pedig a rituális mosakodás elvégzése miatt zarándokolnak a vízhez.
A szobrászatban a gandhárai művészet nagy korszaka után új, jellemzően indiai stílus fejlődik ki. A 6. és 7. században a világ művészetéhez mérten is kiemelkedő mennyiségben faragtak ki ruhátlan alakokat India-szerte. Találunk itt olyan férfiképmásokat, amelyek világos, nyugodt formáikkal, lágy arcukkal és mosolyukkal az ókori görög szobrászat kuroszaira emlékeztetnek. A női szoboralakok megtartják telt formáikat, de ezeket is a korábbinál nyugodtabb ritmus és világos formaképzés jellemzi. A testek lágyabb megmintázásúak. Az ércszobrászat ebben a korban tökéletesen kifejlődik, főleg kisméretű szobrok jönnek létre. Híresek a dél-indiai bronzok, ezek között is Natarádzsa (táncoló Siva) ábrázolások, melyek típusa a 18. századig fennmaradt. Az elephantai táncoló Siva egy fülkében helyezkedik el. Táncának ritmusa és a félhomály, melyből az alakja előbukkan, indokolják a mozgást szimbolizáló számos karját. Egy másik Siva-szobor fejéhez még egyet illesztettek, ami az isten sokoldalú jellemére utal. A táncoló Sivát ábrázoló bronzszobrok karjait mindig igen gondosan kidolgozták.

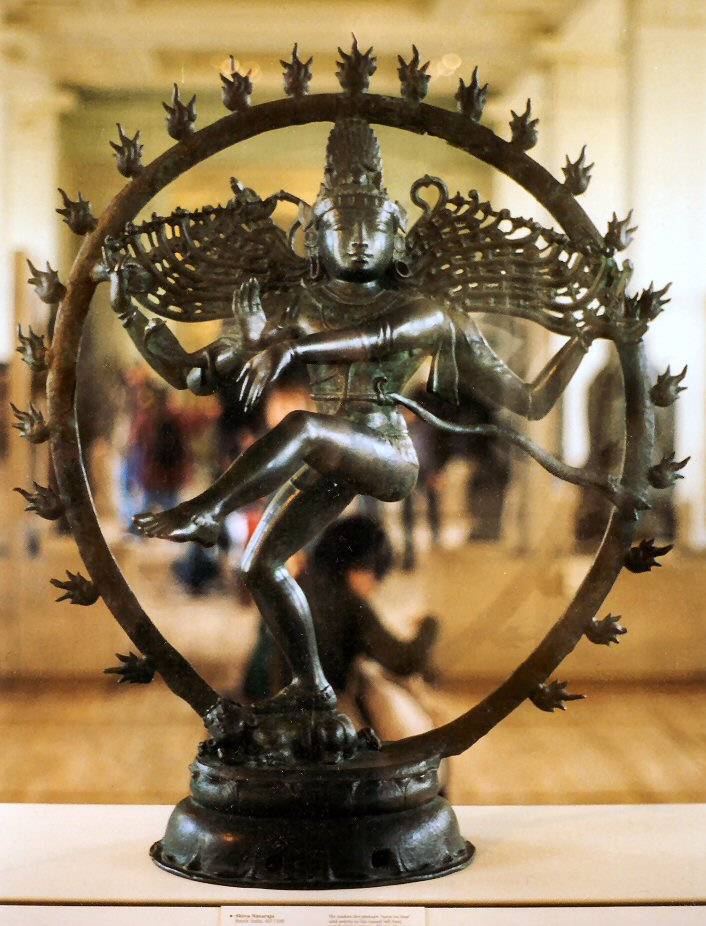
Táncoló Siva, „Siva Natarádzsa”, „a tánc ura”, 12. század
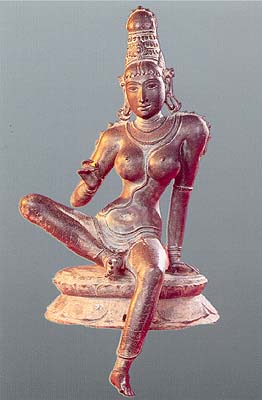
Dél-indiai bronzszobor, Párvati, 13. század
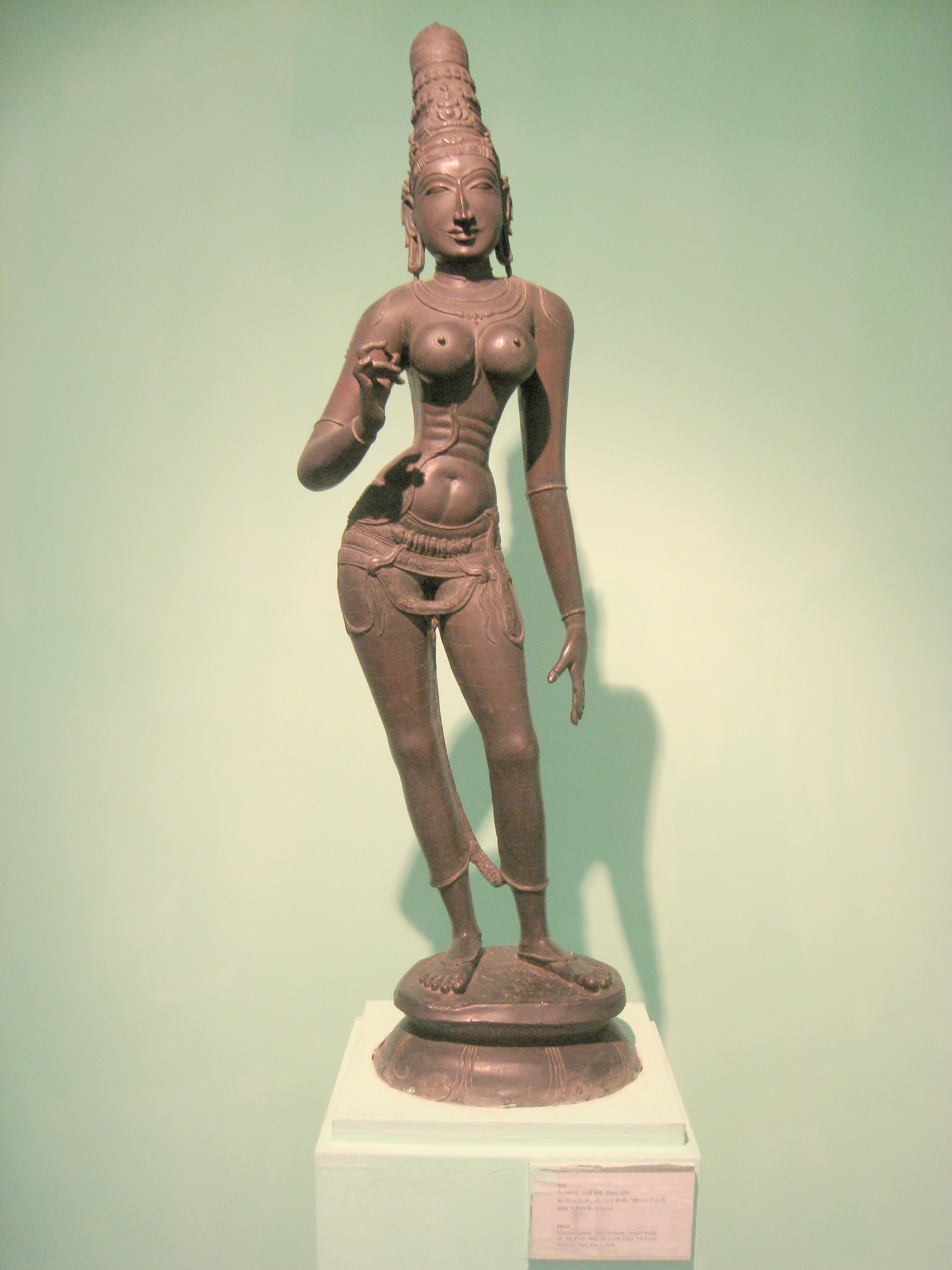
Dévi Vidzsajanagara szobra, 15. század
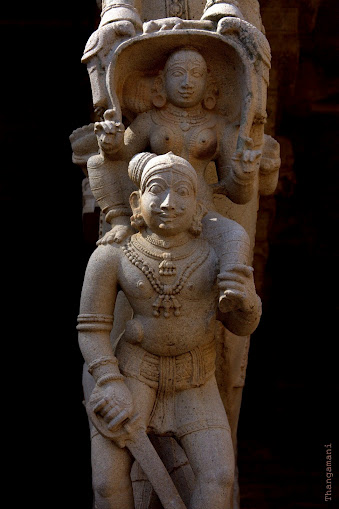
Szrírangami hindu templom oszlopszobra a Sesaraja mandapában, gránitszobor
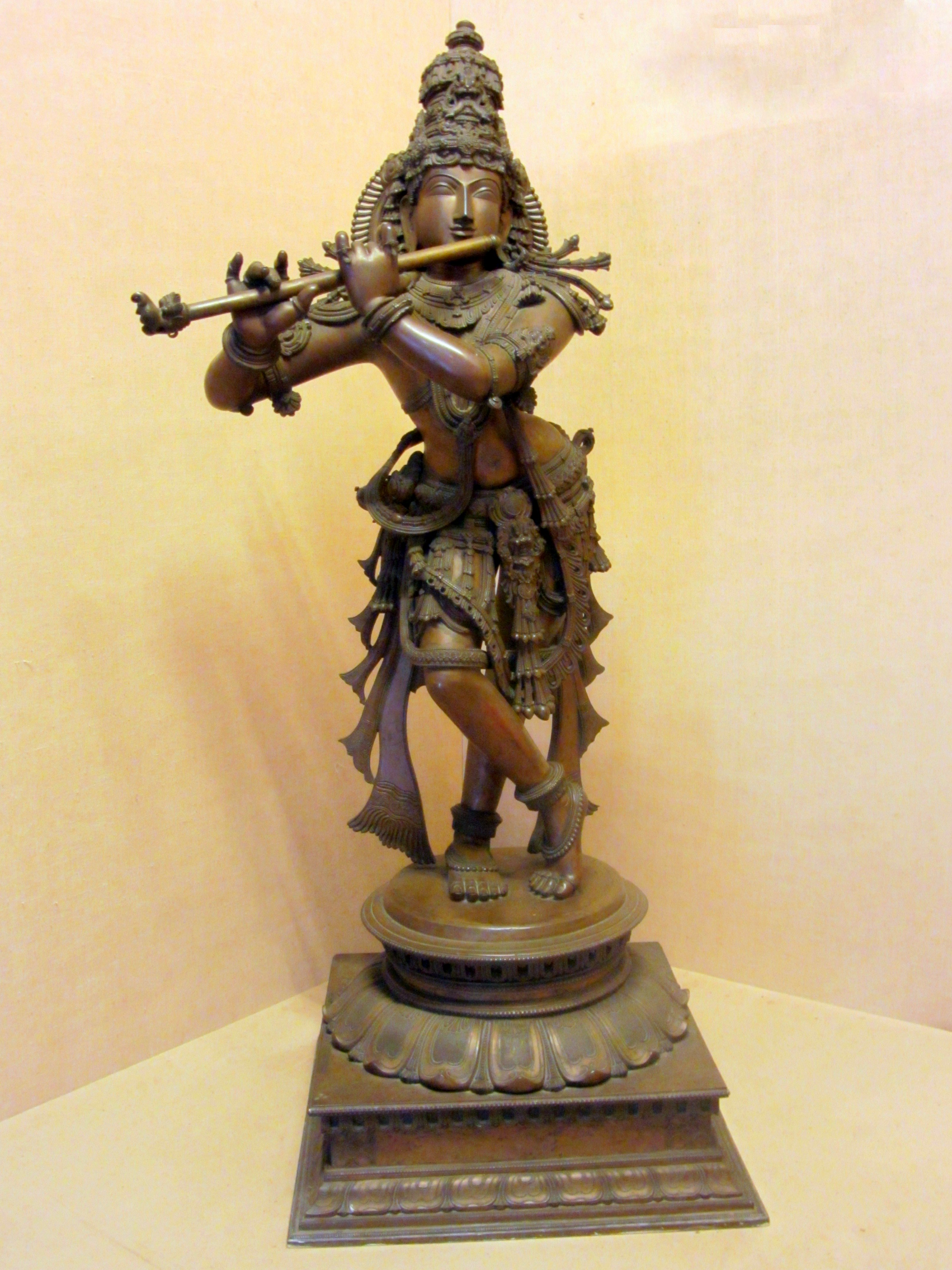
Krisna bronzból készült szobra

### Az iszlám India művészete

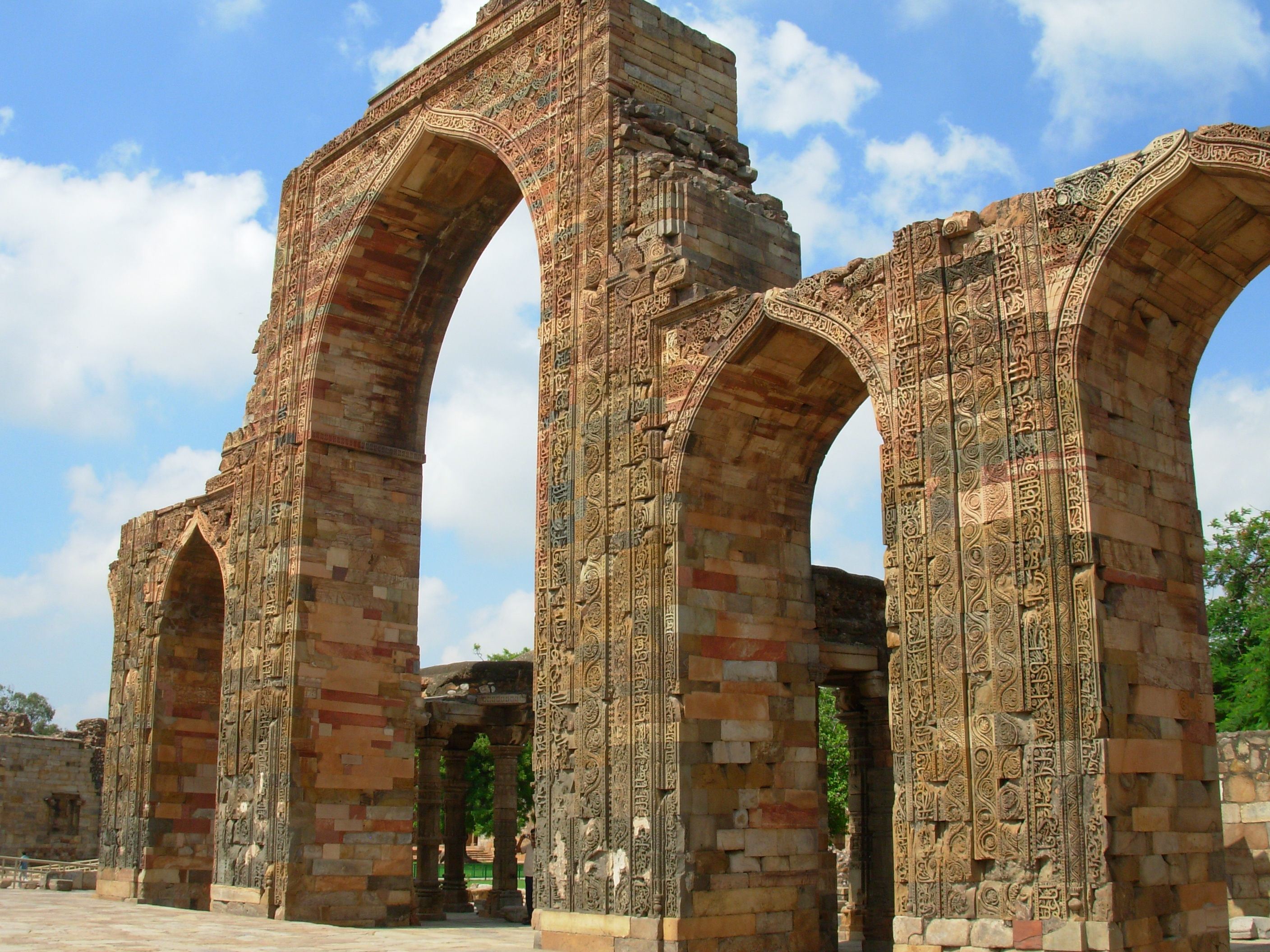
A Kuvvat al-Iszlám-mecset Delhiben

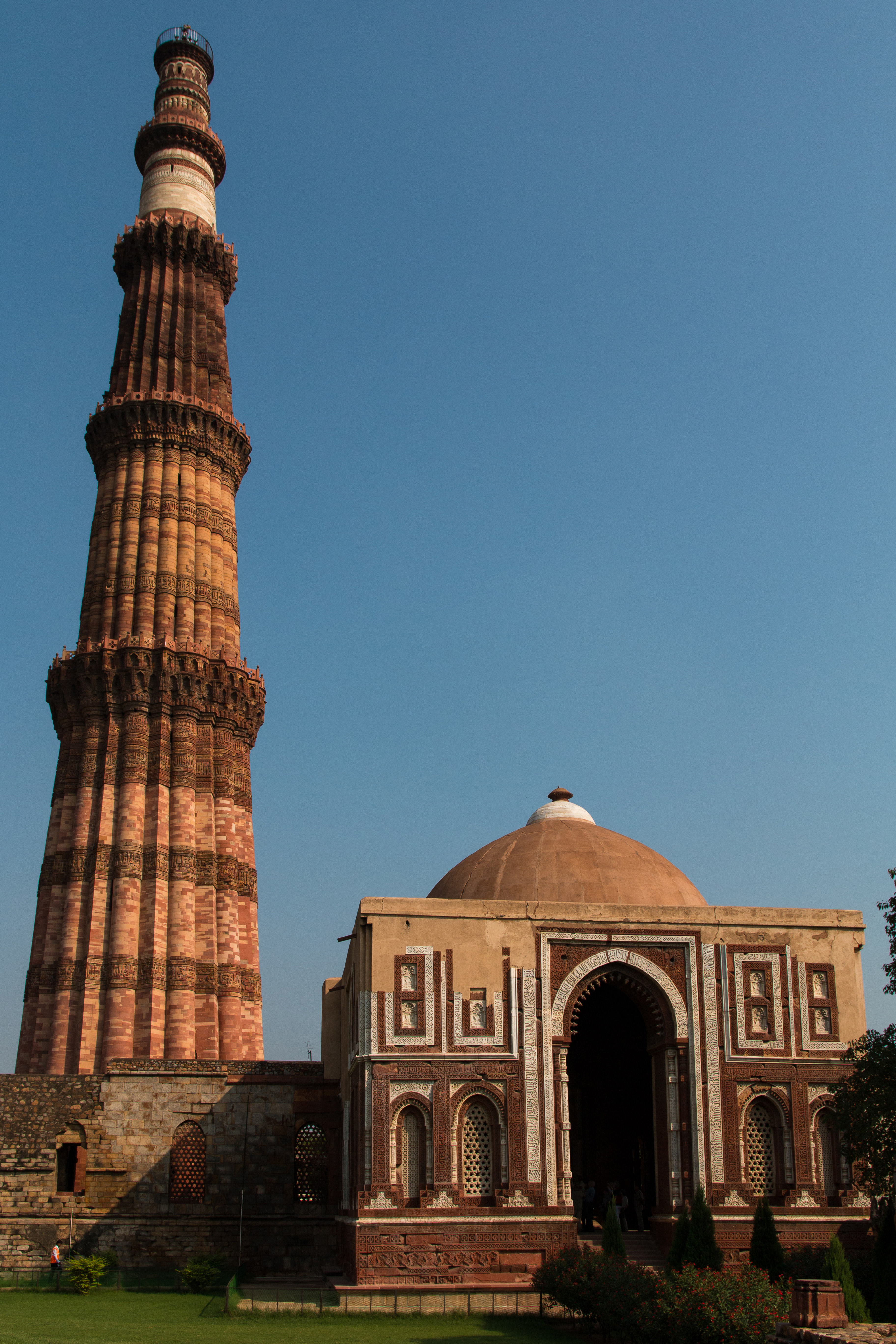
A Kutub Minár

Már a korai arab expanzió során megjelent az iszlám vallás az ország északi részein, az Indus folyóig terjedő területeken. A 12. század végén afgán csapatok, először a Gaznavidák, majd a Gúridák rohanták le a területet. Később kialakult a két nagy indiai iszlám birodalom, először a Delhi Szultanátus, majd a Mogul Birodalom. Az indiai iszlám művészet egészen sajátos színezetet nyert azáltal, hogy a muszlim célra készült műalkotásokat kezdetben nem muszlim vallású művészek, kézművesek készítették. Ezt a stílusjelenséget nevezték el indo-muszlim vagy indo-pathan stílusnak.

#### Delhi Szultanátus

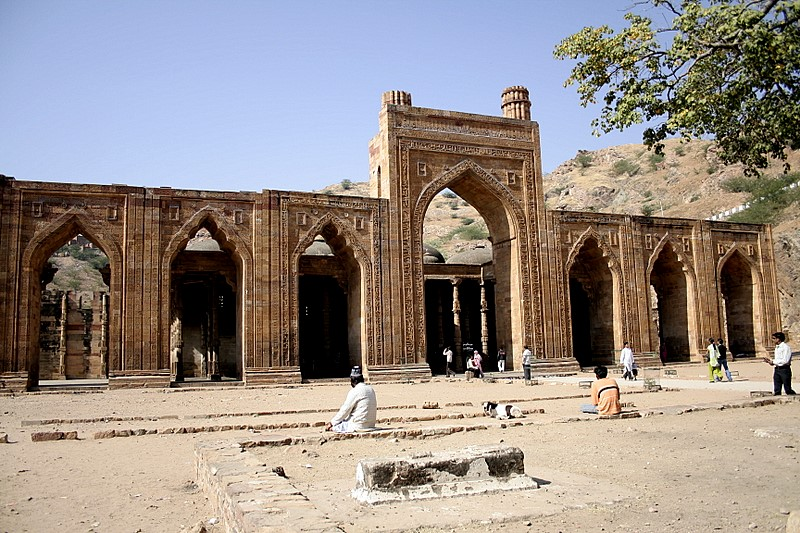
A Ka-Dzsonpora-mecset Ádzsmírban

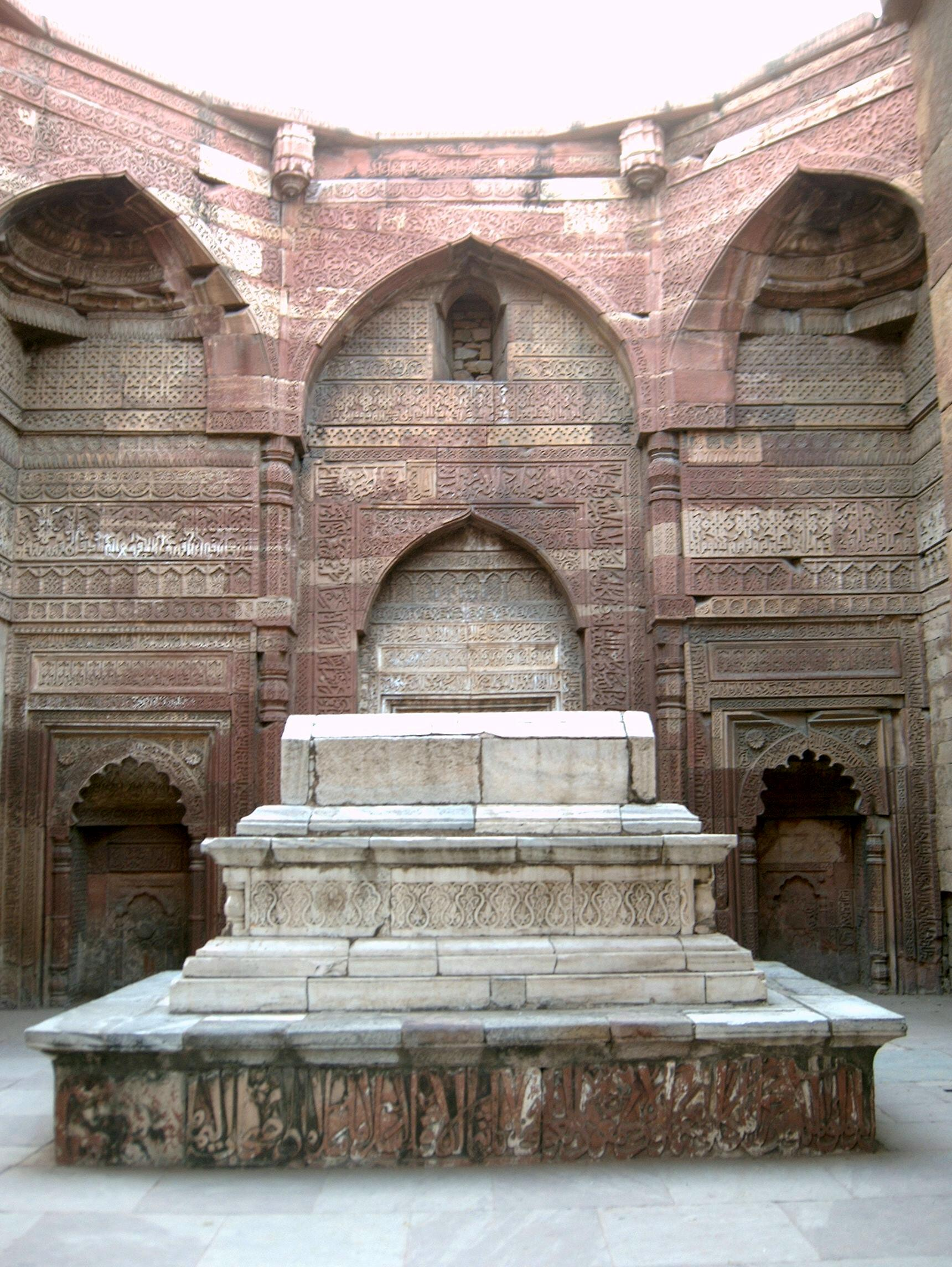
Iltutmis síremléke a Delhiben, a Kutub Minár közelében

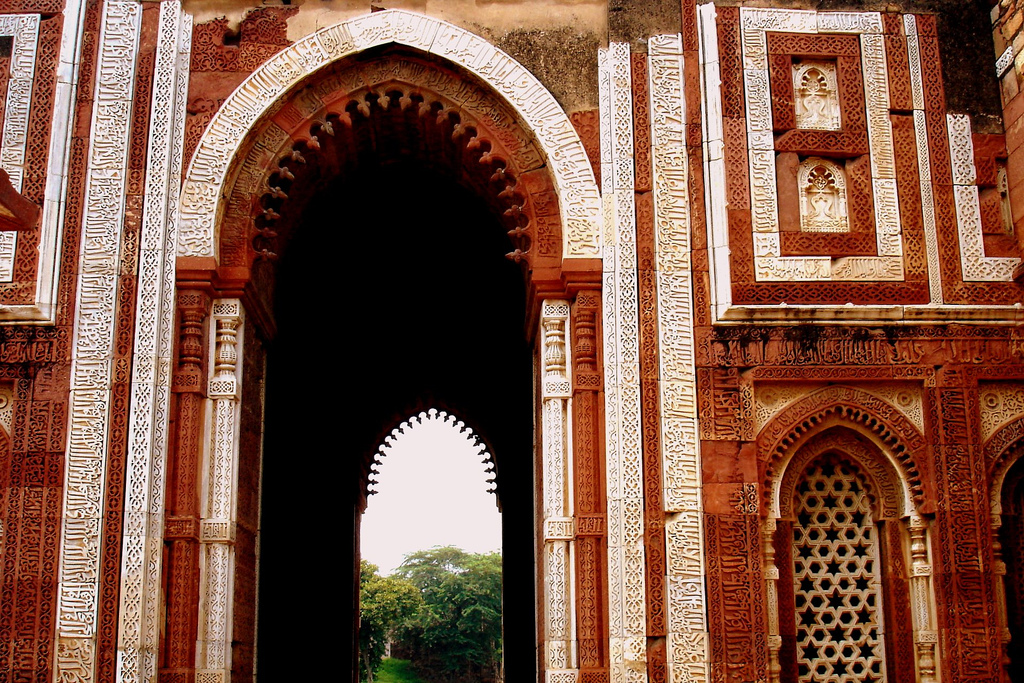
Az Alai Darváza a Kutub Minár mellett. A második Hildzsi szulrtán, Alauddin Hildzsi építtette 1311-ben

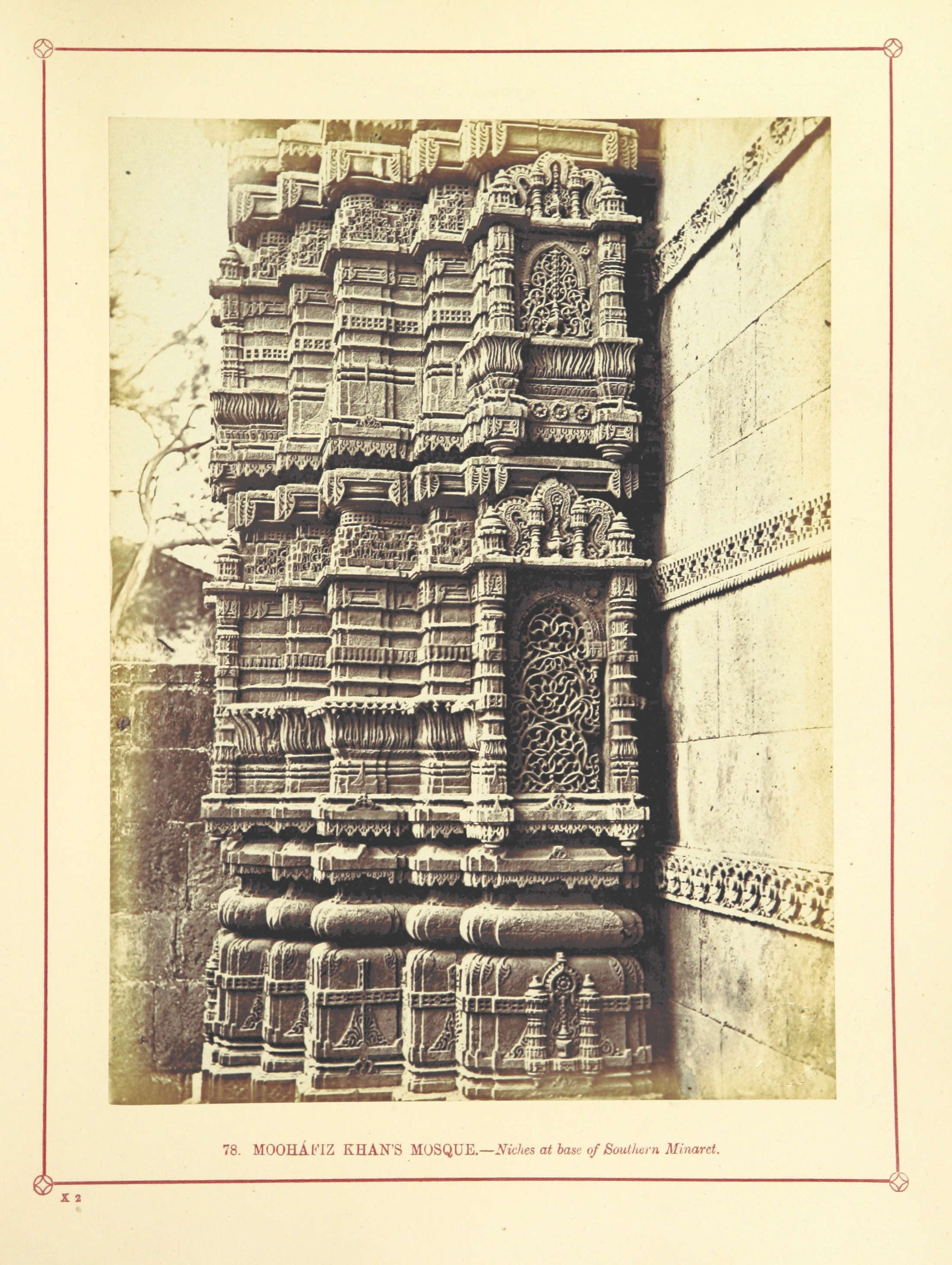
A Muhafiz Khán-mecset Ahmadábádban

Firozábád elpusztult nyugati kapuja

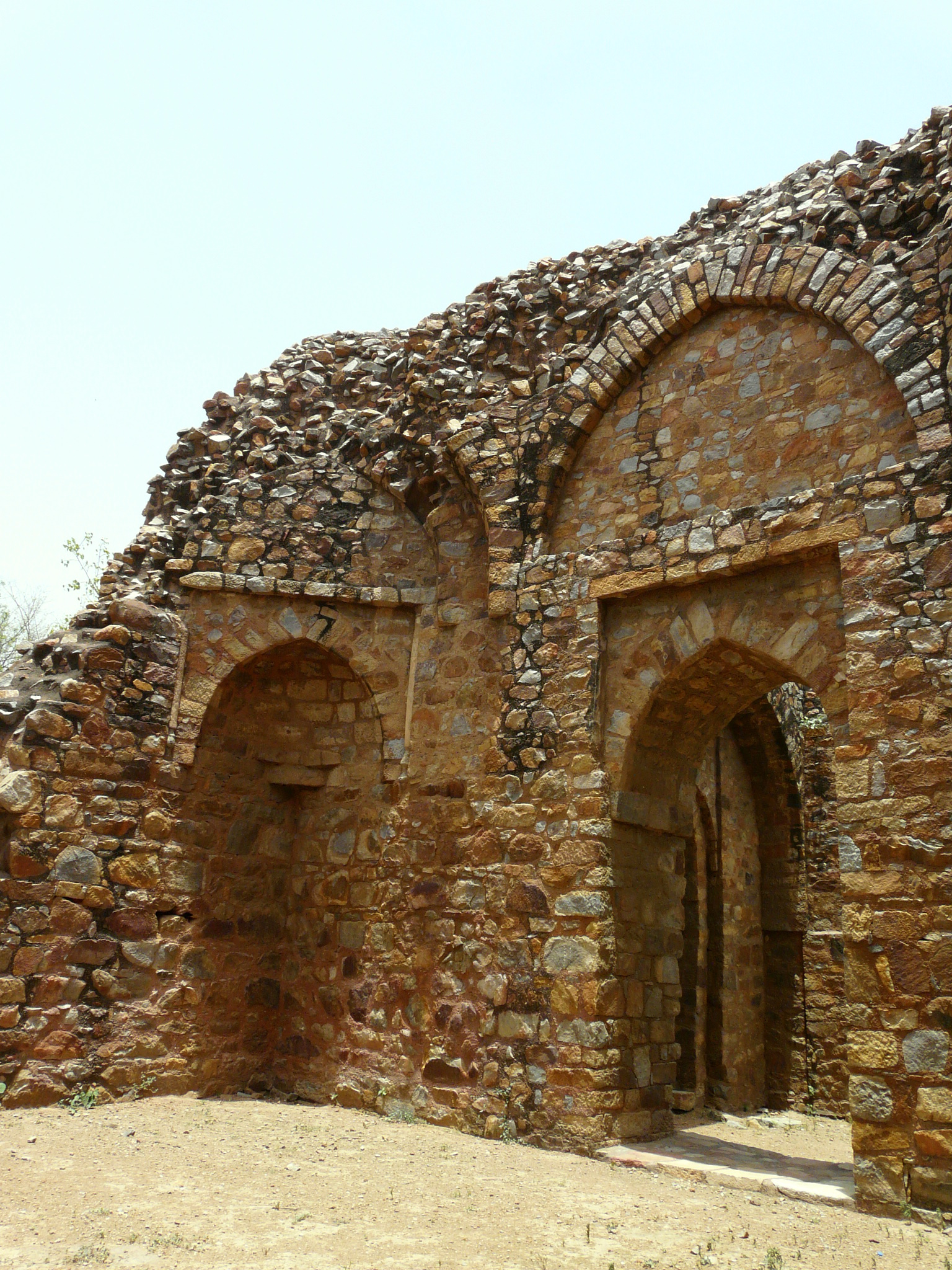
Gijász ad-Dín Balban mauzóleuma, itt található az első valódi boltív India építészetében

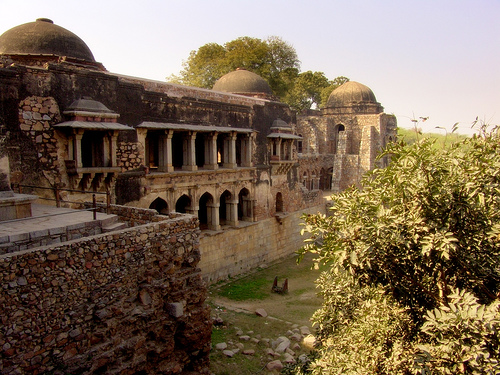
Hauz-i-Khász palotája Delhiben

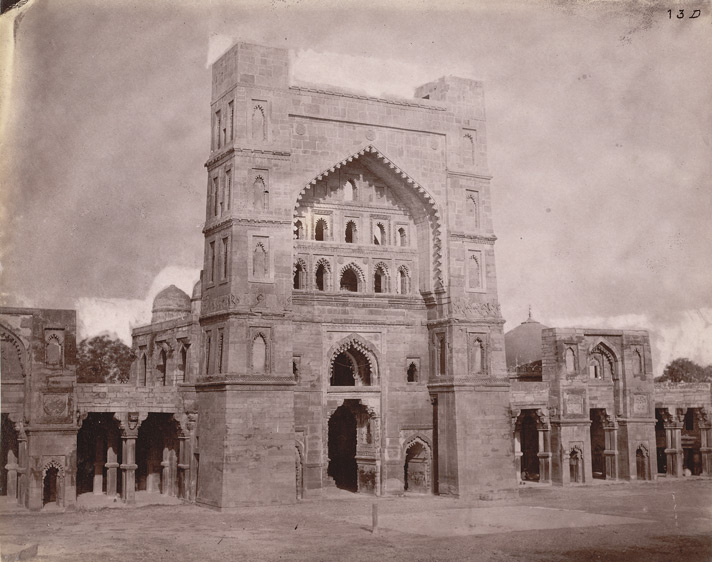
Az Atala Maszdzsid Dzsaunpurban, 1408-ban készült el. A monumentális kaput formáló homlokzat (piszták) itt jelent meg először Indiában

A pandzsábi és észak-indiai Gaznavidák és Gúridák utódjaként 1206-ban Kutb ad Din Ajbek (1206–1210) függetlenítette magát a Gúrida fennhatóság alól, és megalapította az első indiai birodalmat, a rabszolgákból álló (mamluk) Delhi Szultanátust. A legkiválóbb ebből a dinasztiából Iltutmis (1210 – 1236) volt, aki Szindh-tartomány meghódításával, mint birodalomépítő szerzett nevet. Az első mamluk birodalmat a Hildzsi-dinasztia (1290–1320) váltotta, melynek során megvívtak a mongol betolakodókkal, majd a Dekkán-fennsík elfoglalásával növelték a szultanátus fennhatóságát. Az őket követő Tuglak-dinasztia (1320 – 1414) legkiválóbb uralkodója Firúz még megszilárdította hatalmát India északi területein, de halála után Kelet-Bengál, Dekkán, Gudzsarát, Dzsaunpur, Málva leszakadt a delhi fennhatóság alól. A Delhi Szultanátus központja védtelen maradt a második közép-ázsiai – mongol hódításokkal szemben, így Timur Lenk bevette és kifosztotta a várost. Miután Timur Delhit elhagyta, a Szajjid-dinasztia (1414–1451) vette át a hatalmat, őket az afgán Lódi-dinasztia (1451–1526) követte. A Lódikat a Közép-Ázsiából betörő mongol származású Bábur, a Mogul Birodalom megalapítója győzte le. Bábur fiát, Humájunt Sér Sah Szúri afgán származású vezér üldözte el, és átmenetileg visszahozta a Delhi Szultanátus régi hatalmát. Humájun, szafavida segítséggel az ország visszahódítására indult, és 1554-ben visszafoglalta Delhit.
A korai indiai iszlám építészet (1206–1550) nem volt tisztán iszlám, hanem magába szívta a korabeli közép-ázsiai, iráni, afgán, iraki, sőt közép-afrikai építészeti stílusokat még az előtt, hogy a törökök meghódították volna India egyharmadát, a Jamuna és Gangesz termékeny síkságait. Az építményeken a kézművesek nagy hangsúlyt fektettek a vonalak és ívek művészi összekapcsolására, a monotonitást szobrok elhelyezésével oldották fel. A két eltérő építészeti stílus jótékony hatással volt a helyi kifejezésmód alakulására. A hindu építmények merevségét az iszlám hajlékony vonalvezetésével oldották fel, az iszlámban szokásos szigorú ornamentikus díszítést emberek és állatok ábrázolásával színesítették. Nem kétséges, hogy az iszlám művészetet jelentősen befolyásolták a hindu építőmesterek és építészek hagyományai. De hiba lenne azt feltételezni, hogy az iszlám építőknek nem volt eredeti elképzelésük az építészet jellegét illetően. Valójában a két építészeti eszmény fúziójáról van szó inkább, mint az egyik vagy másik túlhatalmáról. Ugyanakkor a művészetek fejlődése során fel kellett oldani bizonyos ellentmondásokat. A hinduizmus támogatja a bálványok elhelyezését, az iszlám megtiltotta azt; a hinduizmus kedveli a dekorációs színpompát, míg az iszlám inkább az egyszerűségre törekszik. Ezek a különböző eszmék olyan erősen ellentétben állnak egymással, hogy egy bizonyos fúziós megoldásokban ölthetnek testet, amit ma már indo-muszlim stílusnak neveznek.
Az időszak muszlim emlékei Indiában mecsetek, mauzóleumok, paloták, fellegvárak és a városépítészet kialakításában jelennek meg. A stílusnak sajátos jelleget kölcsönöznek a kupolák, boltívek, perforált ablakok, kerítések és rácsszerkezetek, intarziák, valamint a művészi kalligráfiák. A korai mecsetek a hindu templomok átalakításával jöttek létre, miután az iszlám vallás által előírt szükséges módosításokat elvégezték. A legfontosabb átalakítás a mihráb helyének kialakítása a templomon belül (a kiblafal helye), ami a hagyományos mecseteknél a keleti falban volt, azonban Indiában a nyugati oldalra kellett azt áthelyezni, mivel a földrajzi hely szerint Mekka nyugat felé esik. Ugyanígy a kapuk elhelyezését is módosítani kellett. Egyúttal meglehetősen nagy tereket kellett kialakítani, hogy sok hívő közösen imádkozhasson.
Eltávolították a képeket és az élőlényeket ábrázoló szobrokat a templomból, és építettek egy külön boltívet a mihráb részére. Megváltoztatták a hindu templomok karakterét azzal is, hogy a többnyire lapos tető fölé kupolákat emeltek. A téglalap alakú ajtók felső részét ívekkel látták el. Az épületet színes téglákkal vagy színes kövekkel rakták ki, hamis, boltíves ablakokkal látták el, virágokkal vagy geometrikus mintákkal és művészi kalligráfiával díszítették. A Kutb-ad-Dín Ajbek uralkodása alatt készült legfontosabb mecset, a Kuvvat al-Iszlám-mecset, aminek lábazata eredetileg is egy hindu templom volt, de a falakat mintegy 27 különböző helyen fekvő hindu templom köveiből emelték. A közel 72 m magas Kutub Minár is hindu templomok összegyűjtött anyagaiból épült. A hindu építőmesterek és kézművesek ugyanolyan belső díszítésekkel látták el, mint saját templomaikat. A minaretet Firúz Tuglak idején villámcsapás érte, ekkor az uralkodó elrendelte, hogy a negyedik szintig le kell azt bontani, és helyette két kis szintet kell létrehozni, amint az a korabeli feliraton is olvasható. Teljes magasságát 1368-ban érte el. A felső emeleteket Szikander Lódi javíttatta meg 1503-ban.
Az ádzsmíri Arhai dín-Ka-Dzsonpora-mecset Kutb-ad-Dín Ajbek mecseteihez hasonlóan épült 1200-tól 1206-ig. Ezt a mecsetet Ajbek veje és utódja, Iltutmis 1229-ben egy hét boltíves díszes ablaksorral kibővítette al-Musztanszír abbászida kalifa Delhi látogatása alkalmából. Ajbek veje, Iltutmis (1211–1236) Badaonban egy mecsetet épített, amikor a kormányzója volt a területnek. A török szultánok korai időszakában az összes épület azonos típusú és stílusú, és mind a hindu építészeti stílus határozott ismérveit mutatják. Delhiben (a Mehrauli kerületben) Iltutmis vejének, Gijász ad-Dín Balbannak a mauzóleumában látható az első igazi boltív az indiai épületeken, leszámítva egy templomot a Gupta-korszakból. Egyéb nevezetes épületei ennek az időszaknak az Iltutmis által badaoni kormányzása alatt (1203-1209) épített Hausz-i-Samszi és a Samszi Idgah és az 1223-ban épült Dzsám-i-Maszdzsid, tizenkét évvel az után, hogy elfoglalta a trónt. Alauddin Hildzsi (1296–1316) uralkodása alatt a Delhi Szultánság területe és befolyása rendkívüli mértékben megnövekedett. Alauddin már valamelyest próbált eltávolodni a hindu építészeti tradícióktól. A két legfontosabb épülete Dargah Nizamuddin Aulia és az Alai Darváza a Kutub Minár közelében fekszik. Az utóbbi egy díszes átjáró a mecset épületébe. Mai napig úgy tekintenek erre az épületre, mint az iszlám építészet egy gyöngyszemére. Felfedezhető az iráni építészet hatása is. Alauddin egyéb épületegyüttesei Hauz-i-Alai, Hauz-i-Khász és a Hazar-i-Situna palota.
Az építészet, a Tuglak időszakban valamelyest egyszerűsödött, ennek oka a hindu uralkodók lázadásai és a sorozatos mongol betörések. A kor stílusát Tuglak sah sírja, Tuglakábád város építményei és erődje szemlélteti. Firúz Tuglak (1351–1388) hatalmas pénzösszegeket költött a városok, paloták, mecsetek, udvarok és kertek építésére. Ő alapította Firozábád városát, ahol egy jól kiépített csatornarendszert is létrehozott. Felépített két másik várost is, Fatahábádot és Hiszár Firozát, lefektette Dzsaunpur alapjait a Gomati folyó partján unokatestvére, Muhammad bin Tughlaq emlékére. Elrendelte két Asóka-oszlop eltávolítását Delhiből, az egyiket Toparba szállították (Ambala kerület) a másikat pedig egy faluba Mirát körzetben.
Dzsaunpur királyai nagy pártfogói voltak az irodalomnak és a művészeteknek, hamarosan a muszlim kultúra hindusztáni központja. Ibrahim szultán uralkodása alatt az Atala Maszdzsid-mecset építése is befejeződött. Huszejn sah építette fel az egyik leghatalmasabb muszlim mecsetet Indiában, a Dzsámi Maszdzsidot is. Korai muszlim építmények a Lál Darváza-mecset, és a törött homlokzatú Dzsehángiri, illetve Khalis Mukhalis épületegyüttese is. A bengáli Gaur uralkodói az épületeket szinte teljes egészében téglából építtették és a hindu templomépítészet hagyományai ismerhetők fel rajtuk. A leginkább figyelemre méltó épülete Huszejn sah sírja, a nagyobb és a kisebb, ún. Arany mecset és a Kadam Raszul, amit Naszrat sah építtetett. A kis Arany Eunuch mecset egy masszívan megépített épület, amely kívül-belül gyönyörűen cizellált faragásokat tartalmaz. A legszembetűnőbb a bengáli szultánok alatt emelt épületeknél a panduai Adina-mecset 20 mérföldre Gaurtól, amelyet Szikander sah építtetett 1368-ban. A legszebb tartományi építészeti stílusok Gudzsarátban kristályosodtak ki. A muszlim hódítás előtt, Gudzsarát a dzsainizmus egyik központja volt. A mestereknek és iparosoknak, akiket a muszlimok alkalmaztak, fel kellett adni saját stílusukat, hogy megfeleljenek az iszlám puritán ízlésének. Ahmad sah nagy építtetője volt a korszaknak, ő alapította Ahmadábád városát a tizenötödik század első felében, és számtalan mecsetet és palotát emelt ott, illetve Kombaj, Csampanir városokban. Az egyik legszebb épülete a Muhafiz Khán-mecset, ez a 15. század végére készült el. Híresek Gudzsarát síremlékei, teraszos kertjei, emeletes kútjai (baolik). Mándu városa is ismert volt pompás épületeiről, amik az uralkodó hatalmát, nagyságát hivatottak hirdetni. Néhány, a leginkább figyelemre méltó épületek közül a Dzsámi Maszdzsid, a Hindola Mahal, Dzsaház Mahal, Husang sah sírja, Baz-Bahadur és Rupmati palotája.
Nemcsak az észak-indiai területeken virágzott az építészet, hanem a Dekkánban is. A Bahmáni uralkodóház városokat alapított, mecseteket és várakat épített. A mecsetek közül a gulburgai és bidari híres példái a Dekkán-stílusú indo-muszlim építészetnek. Néhány fontos épületegyüttesben jelentős szerepet kaptak perzsa építészek is, a Dzsámi-Maszdzsid Gulburgában, a Ghond Minár Daulatábádban, illetve a Mahmud Gavan-medresze a perzsa stílusú építészet jegyeit viseli magán. A Bahamánidák azonban az erődépítések történetében emelkedtek ki, számtalan várat, erődítményt hoztak létre, például Gváligarhban, Narmálában és Mahurban, Adilábád kerületben. Az utolsót ezek közül előőrsként építették a Satpura tartományok hindu lázadó vezérei ellen. Parenda, Naldurg és Panhála erődítményeit is azért építették, hogy ezek segítségével konszolidálják hatalmukat. Gulburgában két csoportra oszthatjuk a korabeli fontosabb épületeket: a kánok, szultánok, emírek sírjai, például Alauddin Haszán Bahman sah, Muhammad sah, II. Muhammad sah. A másik csoport közös néven Haft Gumbad, vagyis „hétkupolás épület”ként ismert, tartalmazzák a Mudzsahid sah, Daud sah, Gijászuddin sah és családja, valamint Firúz sah és családja maradványait. Mindezek nagy hasonlóságot mutatnak egymással.
Bidar városa Ahmad sah fennhatósága alá tartozott. Létrehozott itt egy erődöt, és még két másik nevezetes épületet, Ahmad sah Vali sírját és a Szola-mecsetet, ami III. Muhammad sah uralkodása alatt épült. A leginkább figyelemre méltó építészet Bídzsápurban a Dekkáni királyságok alatt jött létre. Itt épült Muhammad Adil sah sírja, az úgynevezett Gol Gumbaz romos, de díszes épülete. Vidzsajanagar (ma: Hampi) királyai is büszkén támogatták az építészetet. Nagy lelkesedéssel építettek gazdagon díszített közhivatalokat, vízvezetékeket, templomokat, palotákat. Jól szervezett öntözőműveket hoztak létre, amiket ciszternák, víztározók tápláltak. Számos templom épült, köztük az egyik leghíresebb a dravida stílusú Vitala-templom. A Vidzsarnagar kőszobrai a 15–16. században két különböző irányban fejlődtek, mindkét fejlődési vonal megtalálható a királyi fellegvárak építményein. A téglalap alakú kazettákba foglalt domborművek Amman kegyhelyén, a Hazara Ráma-templomban, vagy a trónust körülvevő terület paneljei, a Holi fesztivál ábrázolásával. Ezeket mélyen a falba vájták, de az alakokat kerekdedre formázták. Itt ábrázolják először a klasszikus, mozgalmas táncot, a kathákalit. Ábrázolásmód tekintetében általános szabályként elmondható, hogy a domborművek laposan, de élesen vágottan metszettek a széleiken, ami biztos jele a középkori indo-iszlám stílusnak.

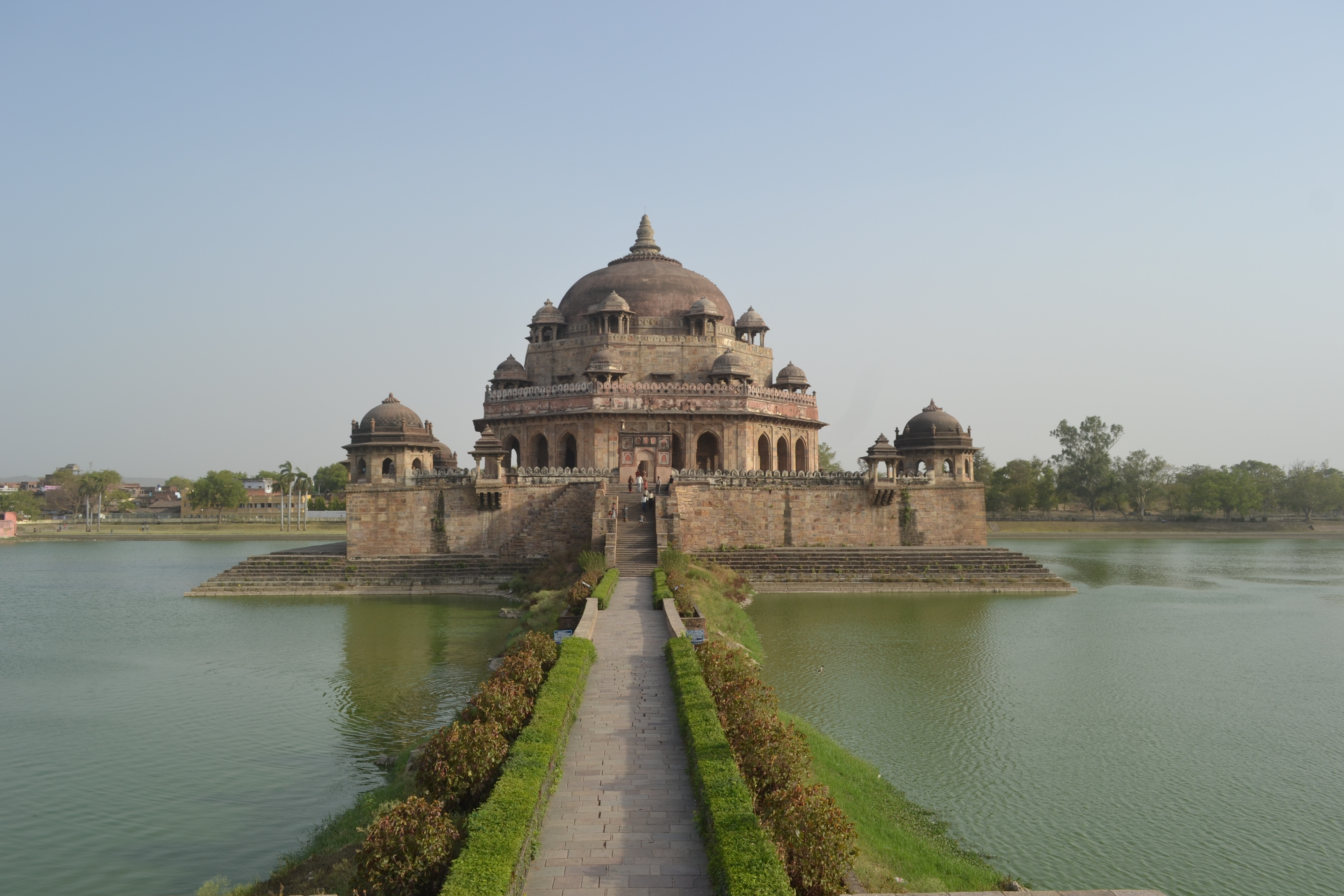
Sér Sáh Szúri sírja Szászárámban
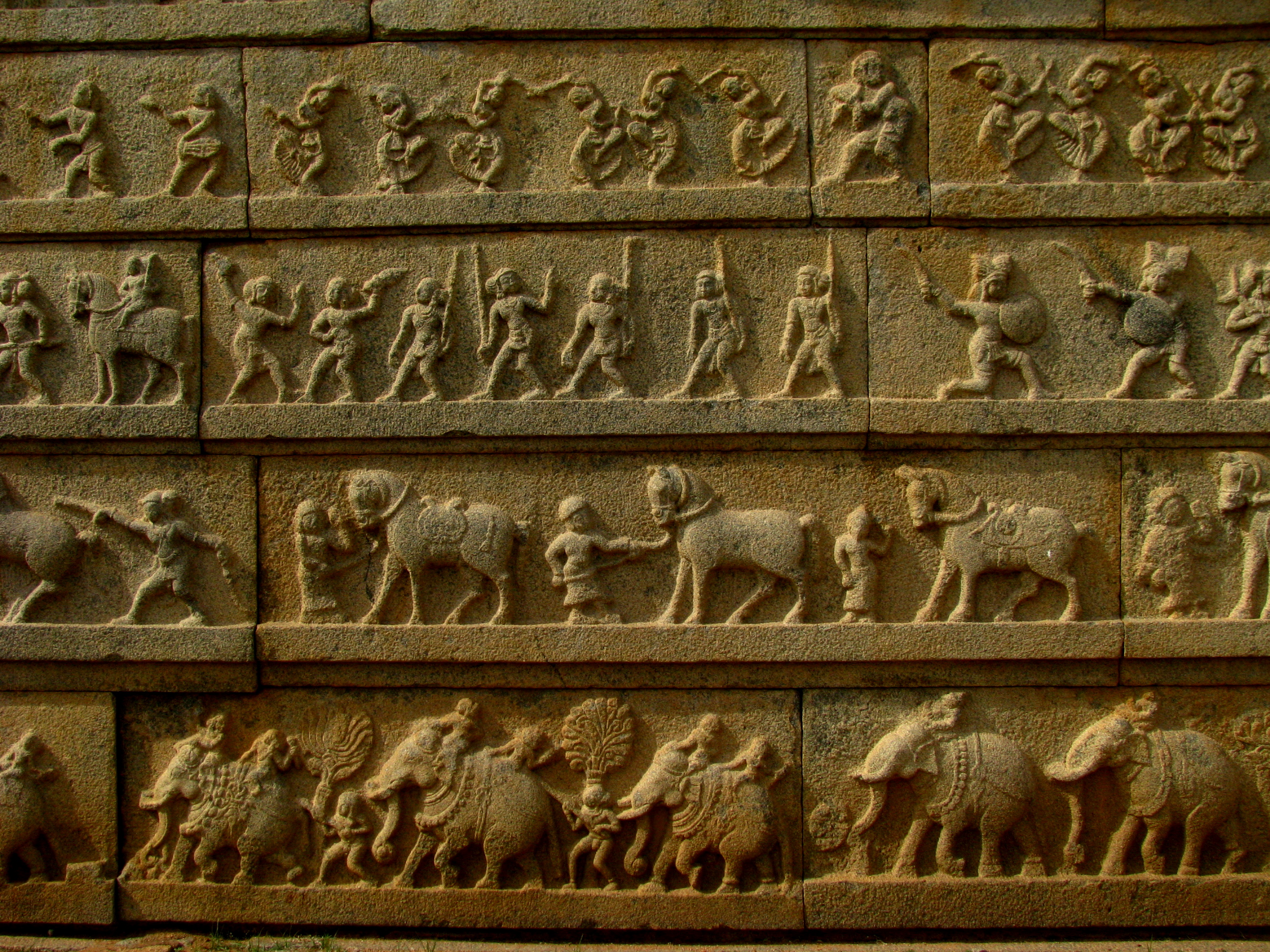
A Hazara Ráma-templom domborművei, Hampi
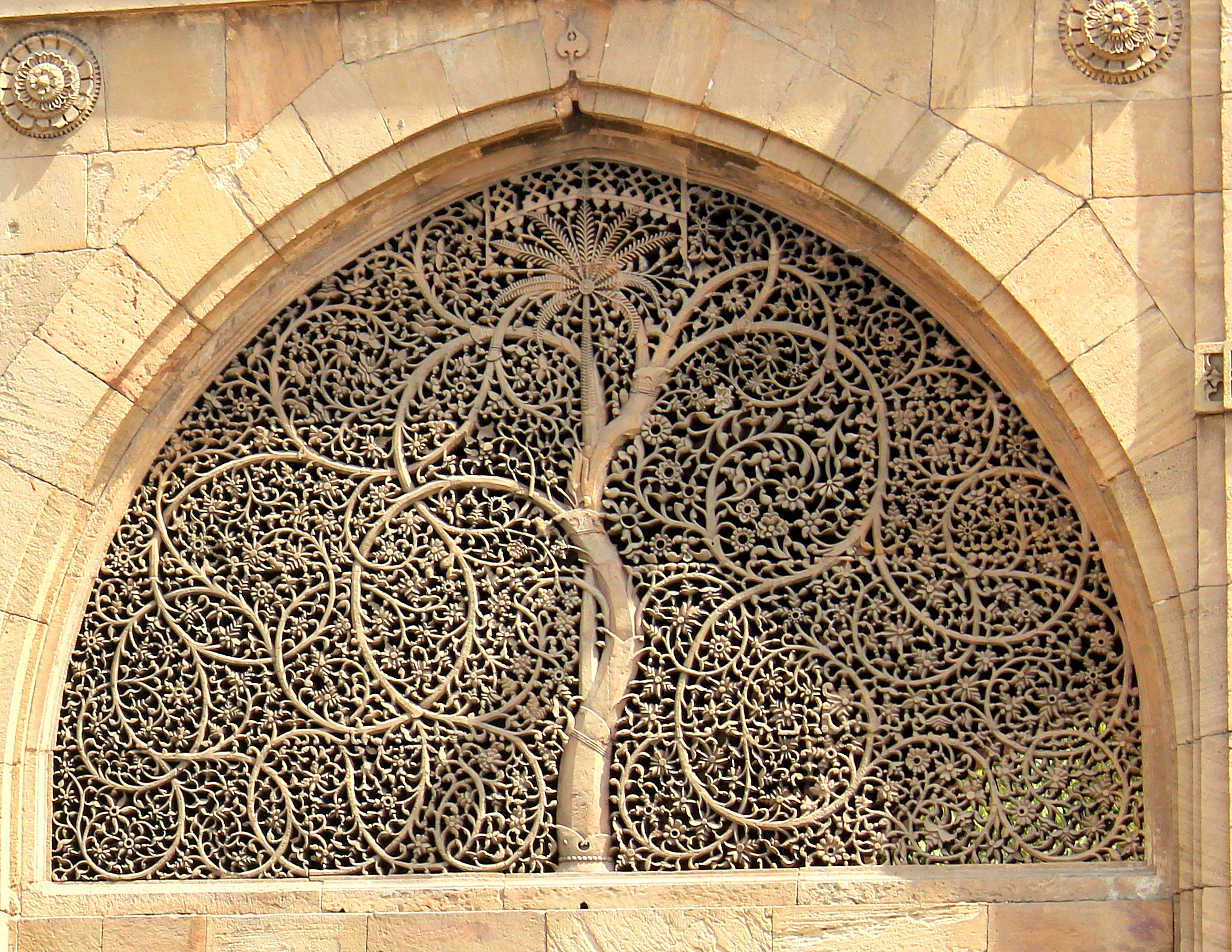
Az ahmedábádi Sziddi Szajjid-mecset áttört üvegablaka a mogul uralkodás kezdetéről (1578).
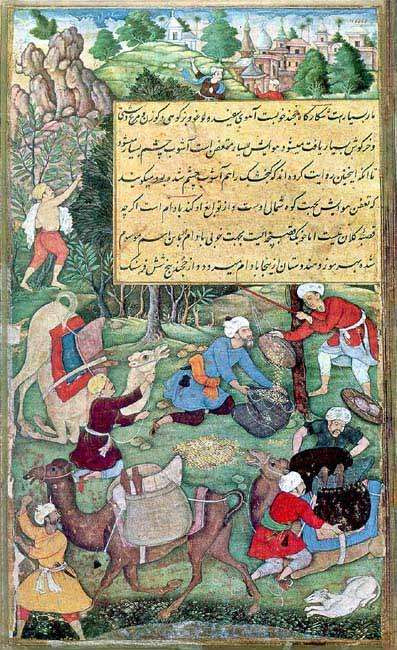
Mandulát szállító karaván a Báburnáméból

#### Mogul-korszak

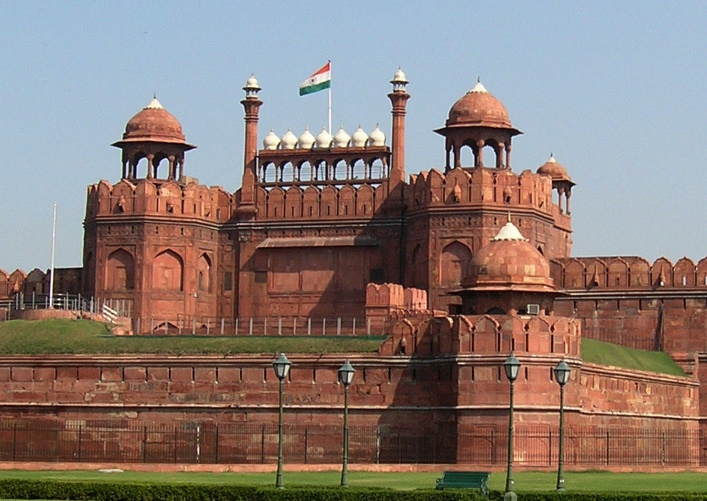
A Vörös Erőd, Delhi

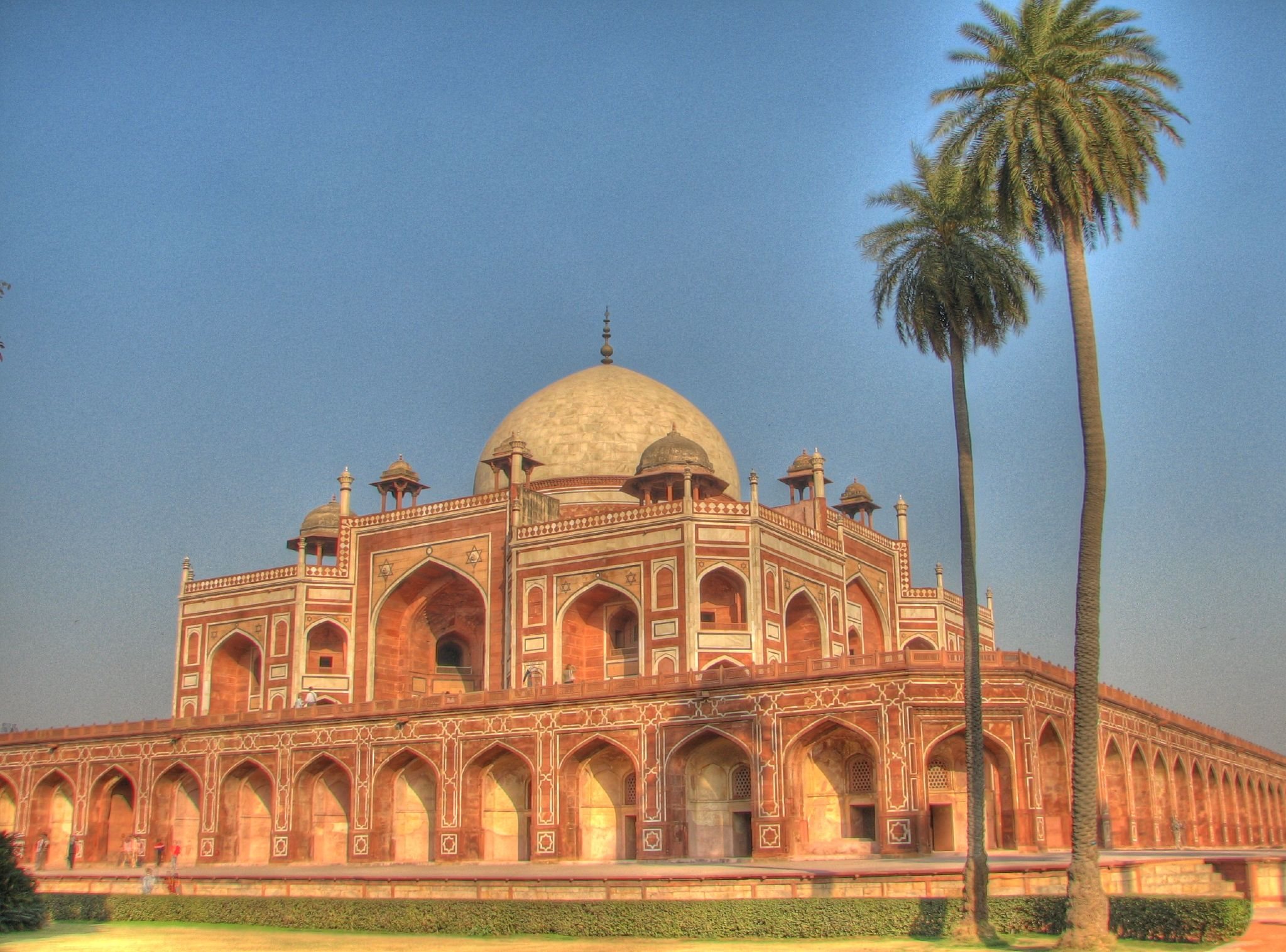
Humájun síremléke, Delhi

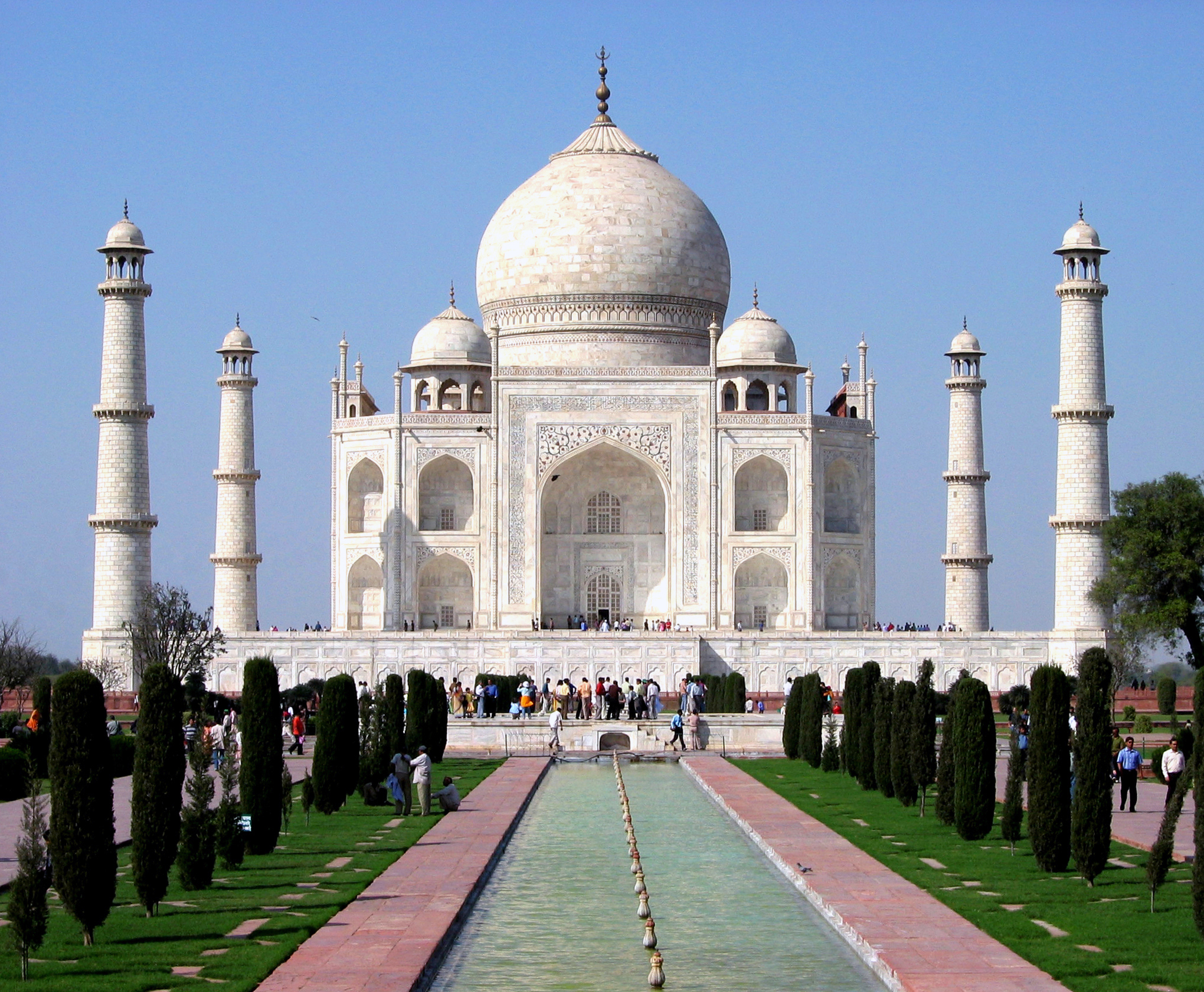
A Tádzs Mahal

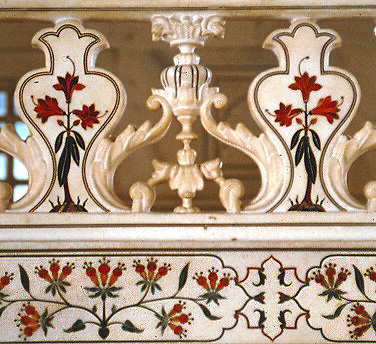
A pietra dura technika a Tádzs Mahal belső díszítésén

Az afgánok által uralt észak-indiai térséget egy új hódító, Zahír ad-Dín Muhammad Bábur (1483-1530) foglalta el, aki édesanyján keresztül Dzsingisz kán leszármazottjának mondhatta magát. Az indiai lódi afgánok belső ellentéteit kihasználva 1505-ben megverte őket. Csapatai Indiában rablóhadjáratot indítottak, és kifosztották a területet. Mivel Bábur származását a csagatáj mongolokig vezette vissza, őt és hadseregét mongoloknak tartották, (perzsául mogul), így dinasztiáján az elnevezés megmaradt, bár katonái törökök és perzsák voltak. A mogulok fogalma a gazdagságot és fényűzést jelentette, dinasztiájukat „nagymogul” néven illették évszázadokon át. Bábur a csagatáj-török nyelven írt Báburnáméban írt hindusztáni hódításairól, ám a területet hadjáratai során hátországnak tekintette Közép-Ázsia visszafoglalásához. 1526-ban a Delhi közelében levő Pánipatnál megverte az afgán lódikat, és elfoglalta a lódik hatalmi központját. Négyéves indiai uralkodása alatt Bábur a Rádzsput hercegek bevonásával új államszerkezetet alakított ki, majd hatalmát fiára, Humájunra (1530–1540, majd 1555–1556) hagyta.
Az első mogul építmény a Humájun által építtetett régi erőd volt Delhiben, az őt elűző Sér Sáh Szúri síremlékén azonban még inkább az indiai stílusjegyek dominálnak. Nagy Akbar mogul sah, építészeti megoldásaiban már tudatosan alkalmazta a hindu művészetek örökségét. Mecseteket, palotákat, síremlékeket építtetett Delhiben, Agrában, Ádzsmírban, és Rádzsputánában. A mogul építészetben elsősorban a bennszülött építőmunkások technikája honosodott meg, de például a boltívek, ejvánok a szeldzsuk hagyományokból erednek. Akbar mauzóleuma (1614) Szikandrában azonban már óindiai példák alapján épült. Saját városa, Fatehpur Szíkri (a Győzelem Városa) Agra közelében épült, de befejezése után nem sokkal uralkodói parancsra elhagyták lakói. A város később már nem volt kitéve hadjáratoknak, ostromoknak, ezért nagy része érintetlenül fennmaradt. Ennek központi épületében helyezte el Akbar új vallásának a Díni Ilháni katedrálisának szánt ötemeletes Pándzs Mahalt. Akbar még saját magának is tervezett mauzóleumot. Fia, Dzsahángír építészeti ízlése inkább perzsa vonásokat mutat, talán feleségének, a perzsa származású Núr Dzsahán hatására. Itt jelenik meg először a pietra dura, a színes márvány-, fajansz-, és féldrágakő-berakás. Ekkor kezdett fejlődni India egyik különleges művészeti ága, a Perzsiában és Közép-Ázsiában kedvelt kertépítészete is. Az uralkodók mértanilag elrendezett kertek kialakításával próbálták kifejezni birodalmuk szervezettségét, és az égi világ egységét.
A mogul építészet Sáh Dzsahán uralkodása alatt (1628-1658) érte el a tetőfokát. Sáh Dzsahán elsősorban Delhiben, Agrában, Lahorban építtetett. Élvhajhász, de igen kifinomult ízlésű uralkodó volt, végsőkig kihasználtatta mestereivel a márvány adta lehetőségeket, a belső terek kialakításában különleges optikai hatásokra törekedett. Ennek egyik példája a lahori tükörpalota, amelynek falait tükörberakás ékesítette. Az általa épített agrai Tádzs Mahal húsz éven át, húszezer mesterember közreműködésével épült, ma a világ egyik leglátogatottabb műemléke. A mogul építészet termékenyítően hatott az indiai rádzsput fejedelmek építészetére is. Mogul hatásra fejlődött a Szikh építészet is, ennek egyik jellemző példája az amritszári Aranytemplom (Harmandir Száhib), a szikhek központi szent helye. Aurangzeb vallási merevsége a művészetek szabad fejlődését már akadályozta. Későbbi építményeik már inkább utánzatok az önálló fantázia hiányával, esetenként túldíszített, cirádásan tobzódó épületek. Dél-Indiát alig érte el a muzulmán hódítás. Itt tovább élt a hagyományos hindu művészet, és a nagy templomok építése sem szakadt meg. Tirumala Nadzsak király madurai palotája (17. század eleje) azonban muszlim, egyes részleteiben portugál stílusban épült.

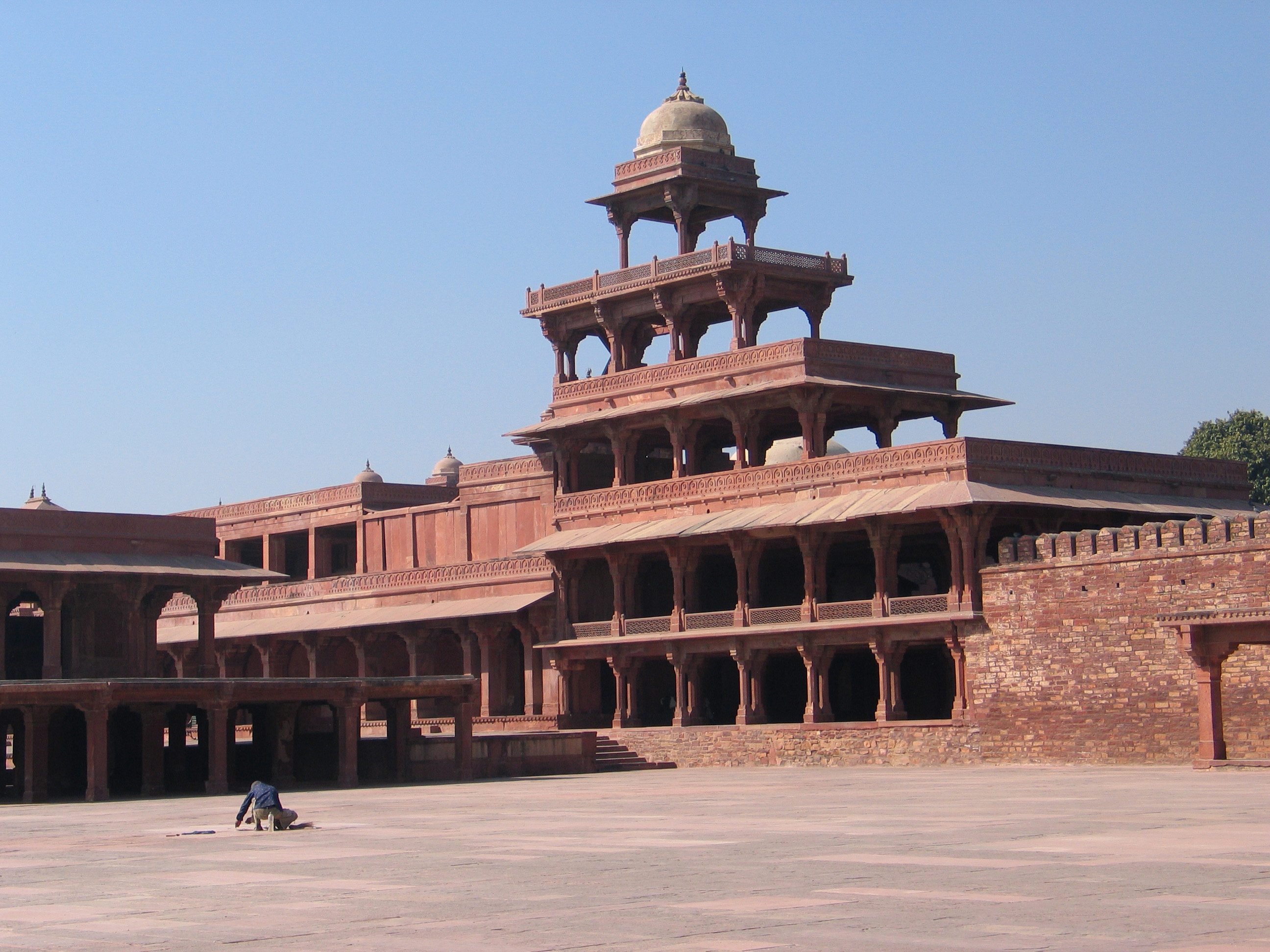
A Pancs Mahal, az Ötszintes Palota Fatehpur Szíkriben
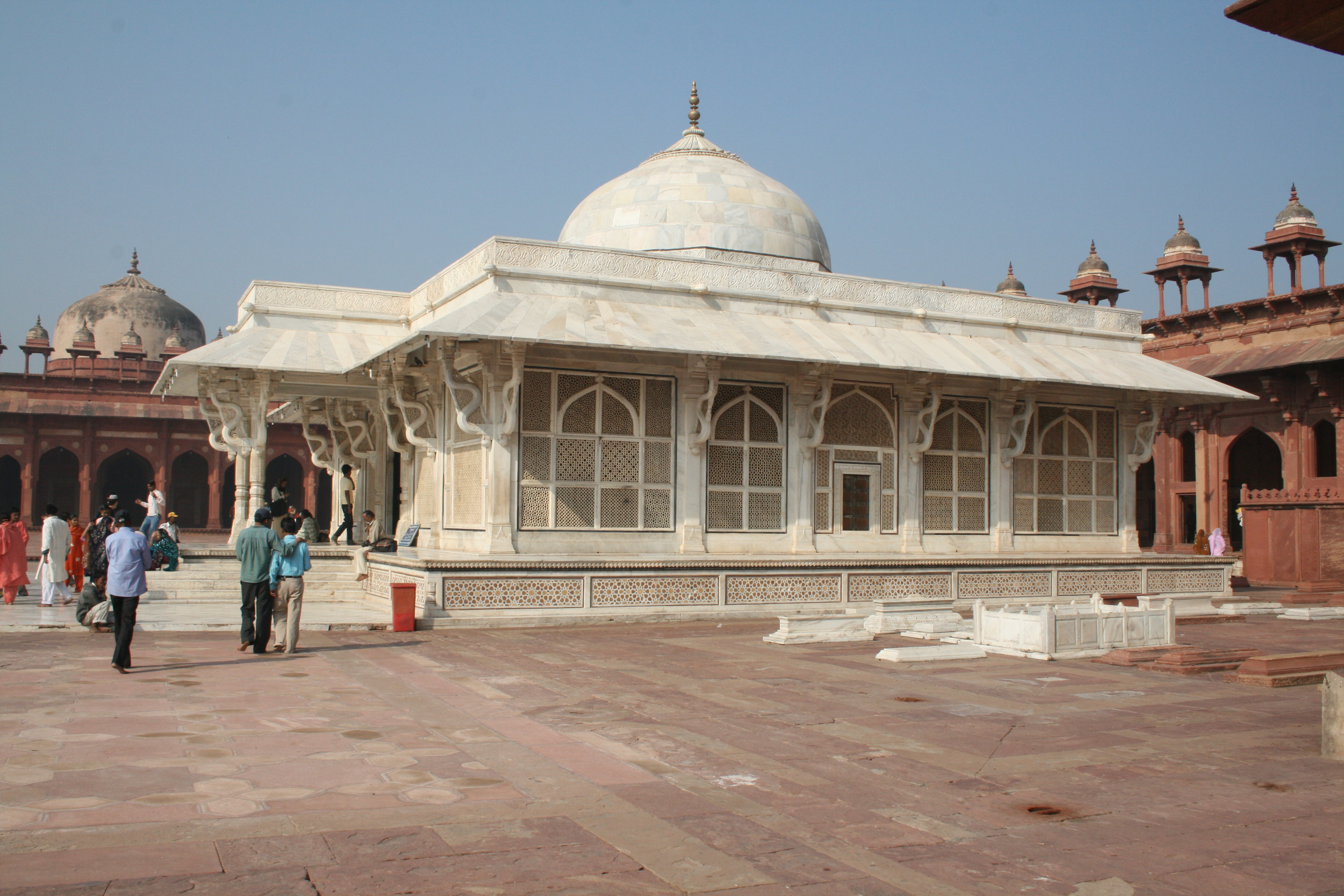
Szálim Csiszti szúfi sejk sírja Fatehpúr Szíkriben
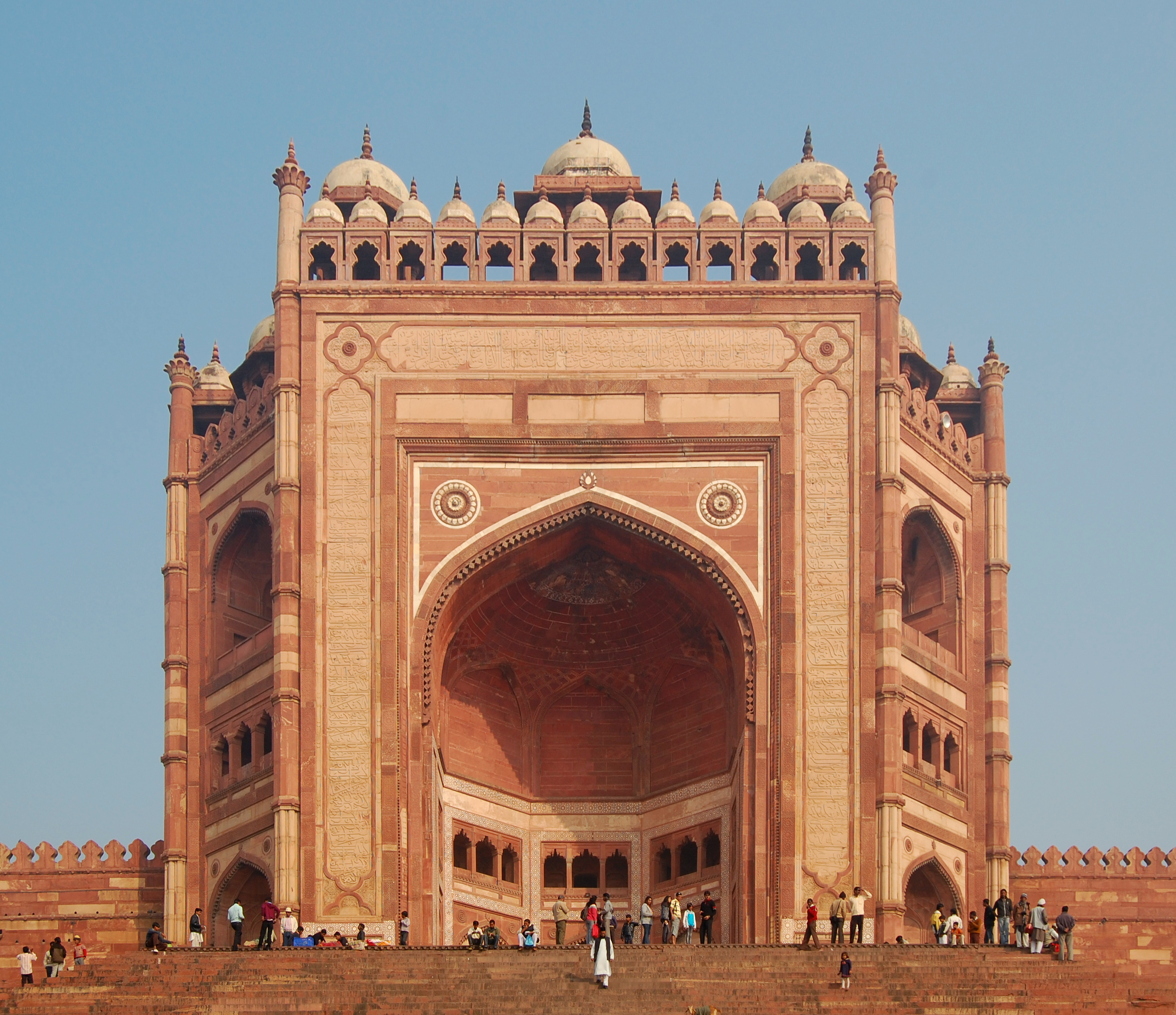
A Buland Darváza épülete (a péntek-mecset udvarának bejárati kapuja) Fatehpur Szíkriben
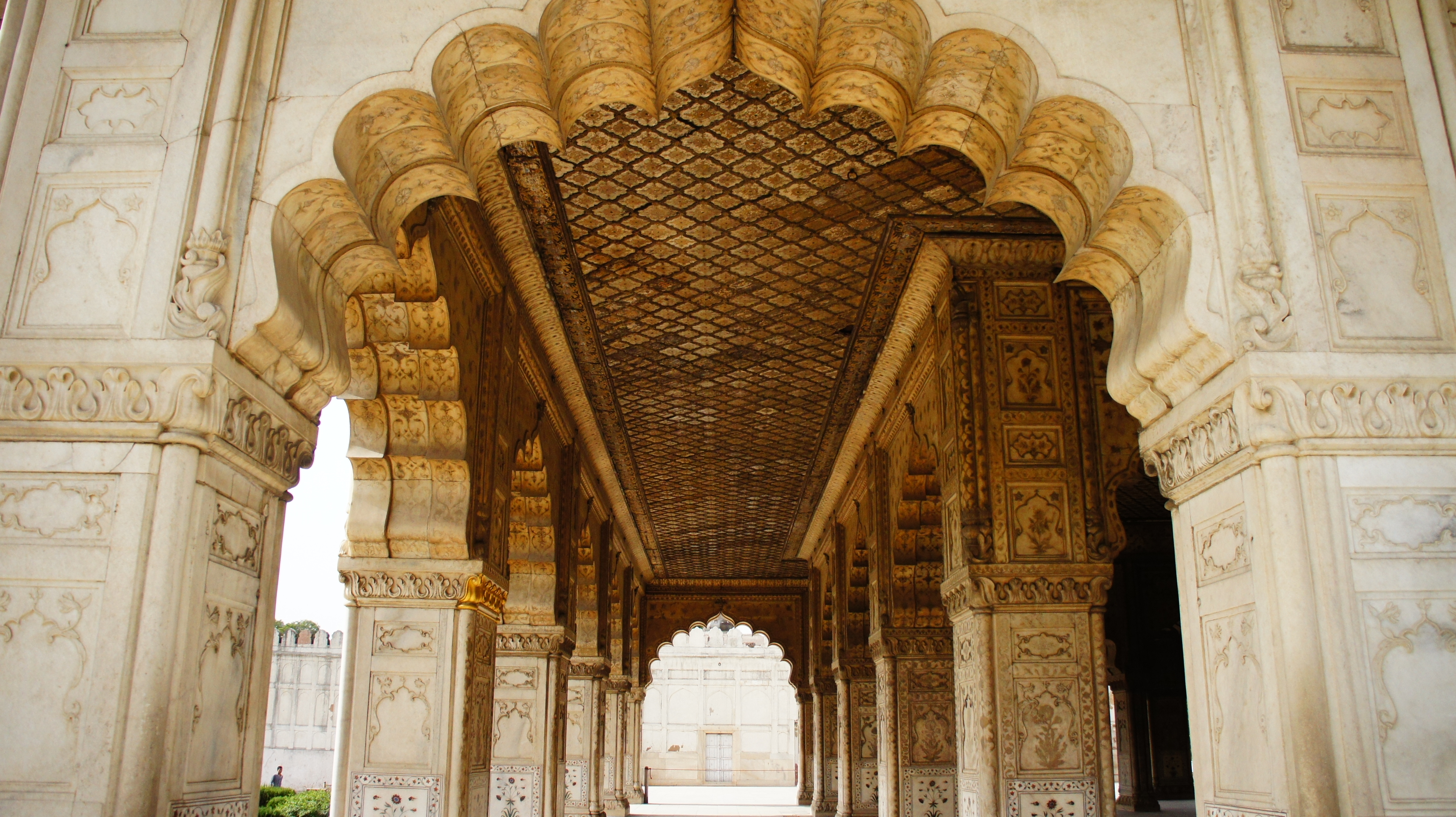
A Díván-i Khász épülete a delhi Vörös Erődben
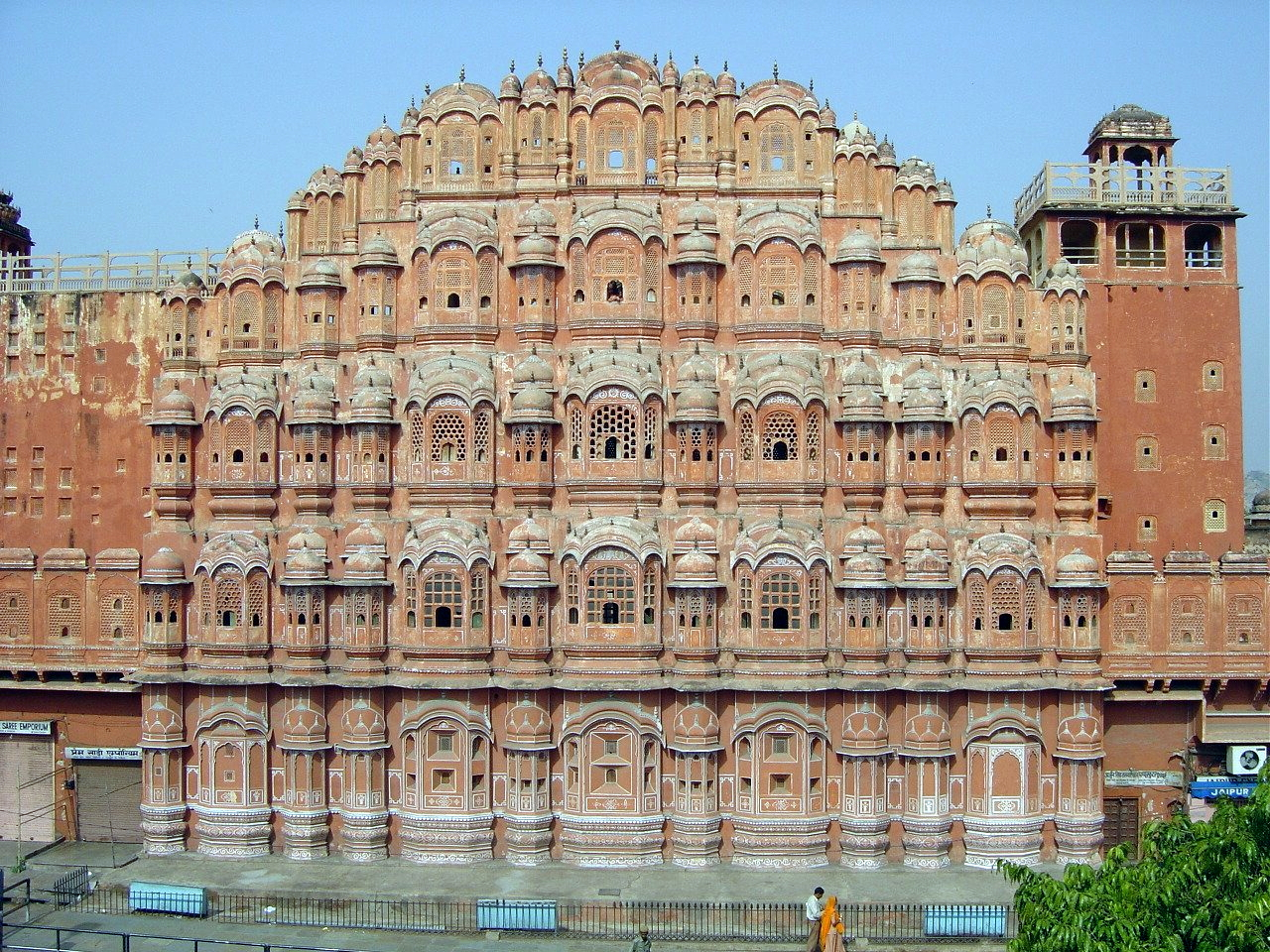
Hava Mahal, a „Szelek palotája” Dzsaipurban (1799)

#### Szikhizmus a művészetben

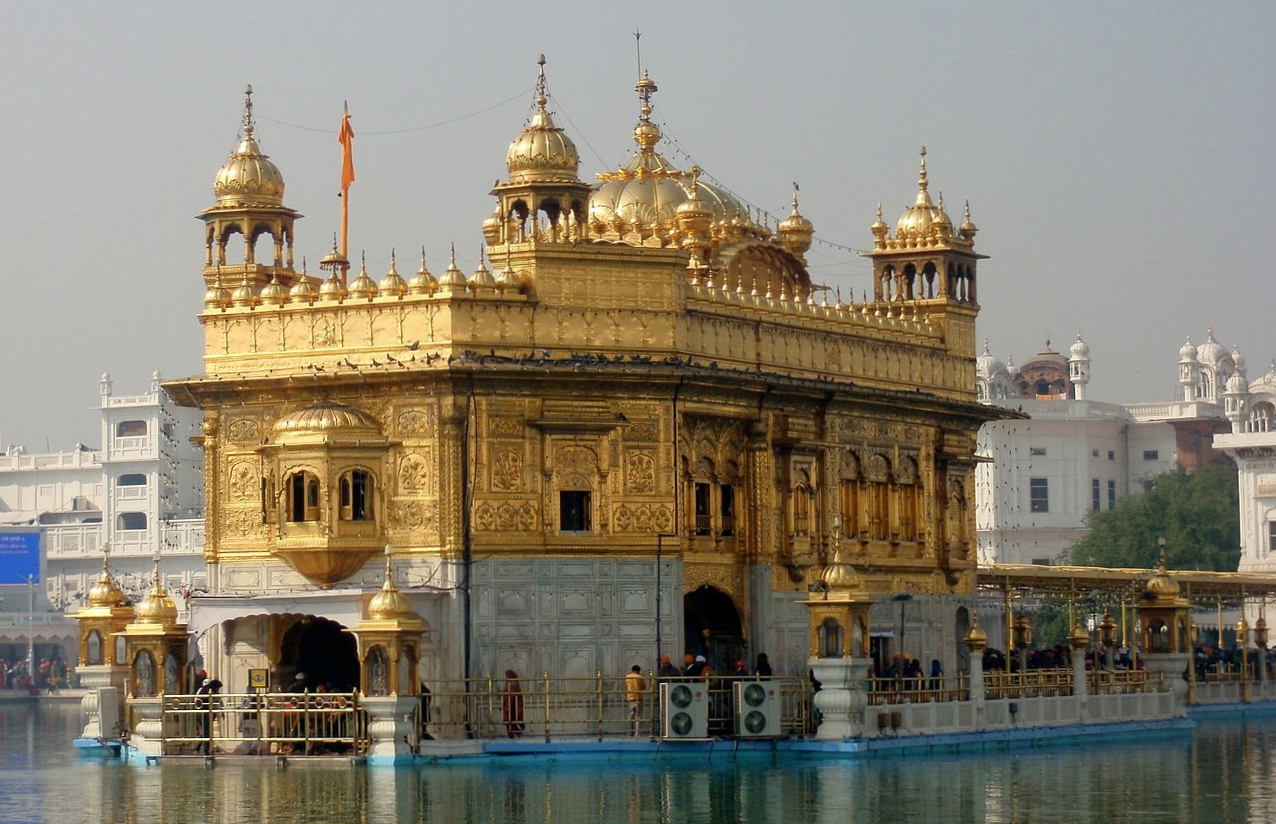
Az Aranytemplom, Harmandír Szahib a szikh vallás legszentebb épülete

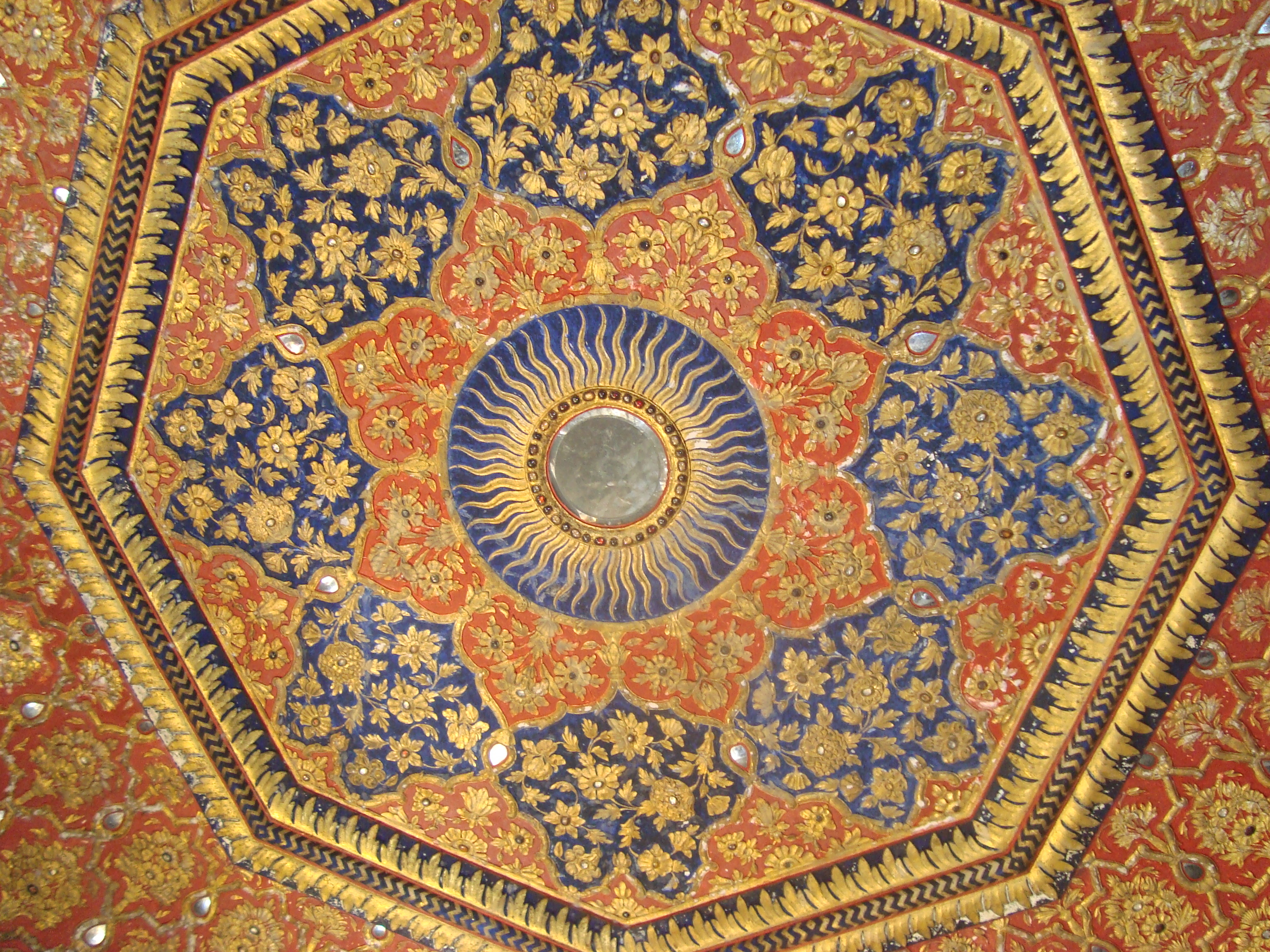
a Harmandír Szahib kupolájának belső díszítése

A 16. században új vallás jelent meg Indiában, a Nának guru alapította szikh vallás, amely a hindu és muszlim vallásháborúk környezetében fejlődött ki. Nem kísérli meg e két nagy rendszer összeolvasztását, bár mindkettőből átvett elemeket, például a hinduizmusból a karma tanát és a szanszárát, az iszlámból a szigorú egyistenhitet. A társadalmi hagyományokat és berendezkedéseket illetően valamelyest eltér a hinduizmustól és az iszlámtól is (így például elutasítja a kasztrendszert és a purdah-t). A szikh építészeti stílusok feltűnően népszerűek a szikhek körében, elsősorban a vallási emlékek miatt. A világi építmények, mint például várak, kastélyok, iskolák már modern stílusban épültek, és többnyire keveréke a nagymogulok és Rádzsputok építészeti megoldásainak. Kiemelkedő példa az ilyen típusú épületekre a Szamadh Maharadzsa Randzsit Szingh Lahore-ban és a Khalsza Főiskola Amritszárban. Ezeket hatalmas oszlopok, portálok, belső struktúrák jellemzik, kettéosztott, nyitott, lótusz alakú struktúrák, kioszkok, párkányok, amik visszavezethetők a Rádzsputok építészetére, vegyítve a mogul építészet kupoláival, boltíveivel, minaretekkel és földalatti pincékkel. A szikhek vallási épületei, a gurdvarák is meglehetősen eklektikus jelleget mutatnak, de ugyanakkor néhány speciális funkcióval is rendelkeznek, ami egyértelműen szikh építészeti stílusként azonosítható. A hindu templomoknál ezek a vallási épületek tágasabbak és kiegészültek a központi terem mellé elhelyezett aszthannal, vagy gyülekezeti teremmel, a bejáratuk viszont nem irányul egyetlen kitüntetett irányba sem, mint a muszlim mecseteknél. A Guru ka Langar (közös konyha és ebédlő) szükségszerű velejárója a gurdvaráknak, legtöbb esetben a szarovarok (fürdőtartályok) közvetlen közelében. Minden Gurdvara messziről felismerhető a nisan Száhibról, a szikhek sárga vagy kék zászlójáról a templomuk tetején. A gurdvarák ellentétben a hindu templomokkal, nem tartalmaznak semmilyen faragott szobrot.
A templomoknak nincs formájukra vonatkozó előírása, ennek ellenére az épületeknek négy alapvető formája van: négyzet, téglalap, nyolcszögletű, és a kereszt alakú belső tér. Az utolsó, azonban ritkán használt, az egyik figyelemre méltó példája a Gurdvara Nanak Dzshira Bidarban, Karnátaka államban. A nyolcszögletűek közül a legismertebb Gurdvara Baba Atal Amritszárban. Sok Gurdwara van nyolcszögletű szentélyén belül négyzet vagy téglalap alakú terem is található. Ide egy fedett folyosón keresztül lehet eljutni. Általános szabály, hogy a gumbad (dóm) központja az a hely, ahol a Guru Granth Száhib, azaz az Ádi Granth, a szent könyv található. Ezt a helyet egy kupola fedi. A kupola tetejét egy fordított lótusz, vagy a hindu templomokból ismert kalásza díszíti. A kupola általában festett fehér vagy néha az aranyszínű. Néhány fontosabb kupolát aranyozott rézlemezek borítanak. A falak külső díszítése gyakran domborműves, virágos ornamentika. A belső díszítés gyakran réz vagy arany domborítás, freskók vagy drágakő berakásos intarziákból (pietra dura) áll.

### Festészet és miniatúrák
A festőművészetnek kevés emléke maradt fenn, északon a kéziratokat miniatúrákkal díszítették, délen a templomok falára festettek. A 15. században a dzsainista Kalpaszútrákat (vallásos műveket) látták el miniatúrákkal. Bengáliában költői műveket illusztráltak. Kialakult a Mogul iskola festészete is, és idegen eredete ellenére indiai stílust eredményezett. Művei a miniatúrák, amelyek új vonása az, hogy az arcképfestést meghonosította Indiában. A 16. századtól kezdve a hindu festészet is fellendült, északon létrejött a Rádzsput-iskola, melyben a régi hagyományok éltek tovább. Ez utóbbi előzménye a dzsaina kódex-festészet volt (14-15. század)
A szent szövegek illusztrációit már az igen korai időktől nagy becsben tartották. A buddhista kéziratokat Bengálban már a 10. században miniatúrákkal díszítették (keleti iskola), a gudzsaráti (nyugati iskola) a dzsainista kéziratokat látta el festett képekkel. A pálmalevél alapanyagokat a 14. században váltotta fel a papír. A keleti és nyugati iskola eltérő témaválasztással és stílussal rendelkezett. Míg a buddhista kézirat-illusztráció Buddhát, vagy egy bódhiszattvát ábrázol, a dzsain képek adott történetet, szituációt mutatnak be a számos dzsaina vallási legendából. Közép-Indiában, a Dekkán vidékén csak a 16. században jelennek meg a miniatúrák. Humájun császár perzsa miniatúrafestőket hozatott az országba, akik Akbar alatt is az udvar szolgálatában maradtak. Vezető alakjai Mir Szajjid Ali és Abdasz Szamad voltak, később a mogul császári festőiskola az ő irányításuk alatt fejlődött ki. Mellettük India számos tartományából származtak hindu művészek is, például Dászávant, Bászávant és Lál
Dzsahángír alatt a miniatúrafestészet már főleg udvari jelleget öltött, az előkelőségek előszeretettel készíttettek magukról portrékat. A korabeli udvari miniatúrafestészetet („mogul stílus”) kifinomult technikák jellemezték, azonban a 17. századra, bár India különböző területein még terjedőben volt, technikai és téma szempontjából a sematizmus és az ezzel járó hanyatlás jellemezte.
Rádzsasztánban a mogul iskolával párhuzamosan egy festőibb irányzat alakult ki, ahol az élénksárga, vörös, türkizkék színek lettek a meghatározók. Témaválasztásuk a hindu vallási hagyományokat tükrözi, elsősorban Krisna tetteit és kalandjait a tehénpásztorlányokkal (gópik) örökítették meg, de szívesen ábrázolták az uralkodók dicsőhadjáratait is. Jellegzetes miniatúradarabok a Rágmálák (rága-füzérek), ezek olyan képsorozatok, amiket egyes zenei hangnemek inspiráltak. Művészeti központok: Udajpur, Málva, Mevár, Bíkaner, Dzsaipur. Leghíresebb iskolája a kisangarhi, itt alkotott a 18. században Nihál Csand. A rádzsput fejedelmek képcsarnokaikban (csitrasálák) miniatúraalbumokat gyűjtöttek.
Pandzsábban a 18. században jelennek meg a művészeti iskolák, rögtön saját jellegzetességekkel (Pahári-stílus). Ezeket a lírai témákkal megjelenő miniatúrákat tónusok nélküli, folthatású színek, hangsúlyos körvonalak jellemzik. Míg a Himalája völgyében a Guler-, Kángra- és egyéb néven működő festőiskolák vitték tovább a miniatúrafestészet eredményeit, addig a táblaképfestészetre még az ekkor felfedezett adzsantai barlangtemplomok falfestményeinek másolása volt a jellemző.

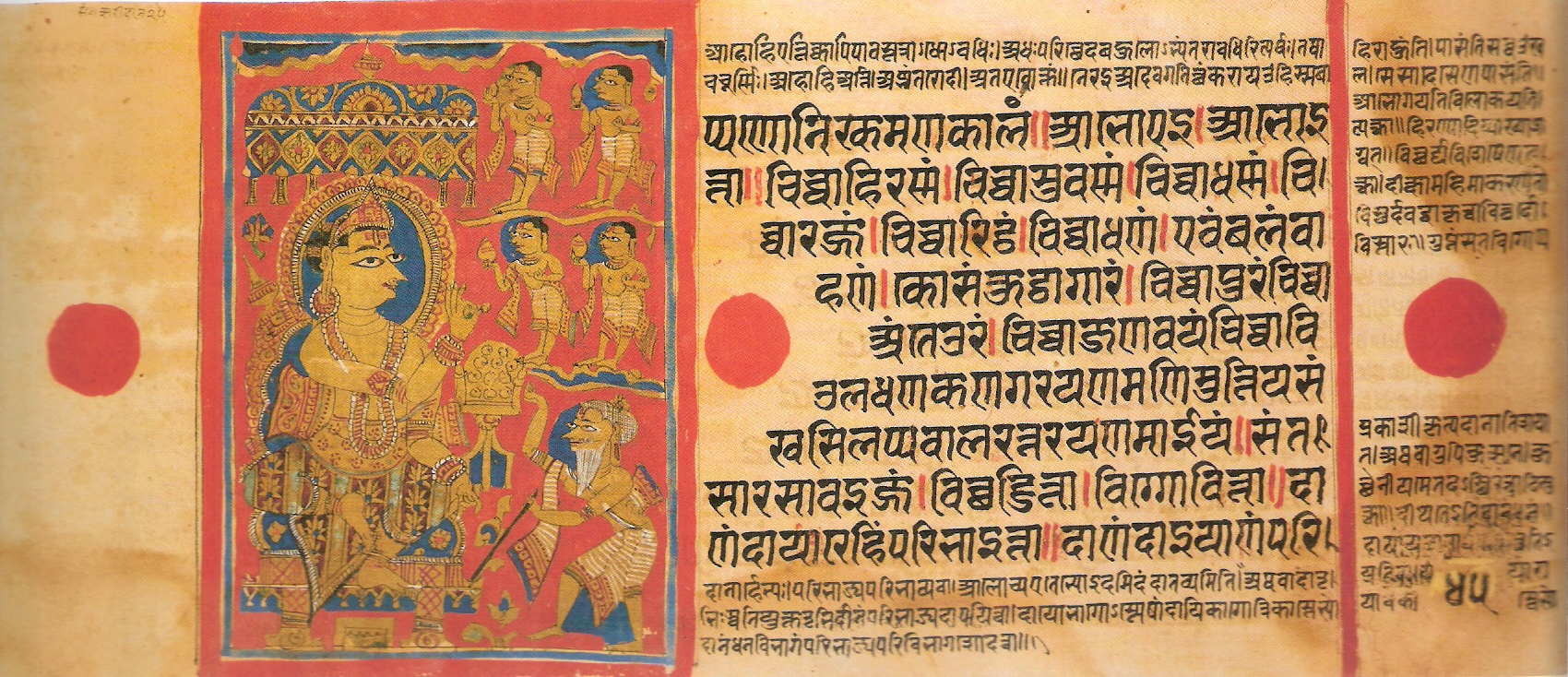
Részlet a dzsain Kalpaszútrából, miniatúra 1472-ből. Mahávira visszavonulása előtt eladja az ingóságait.
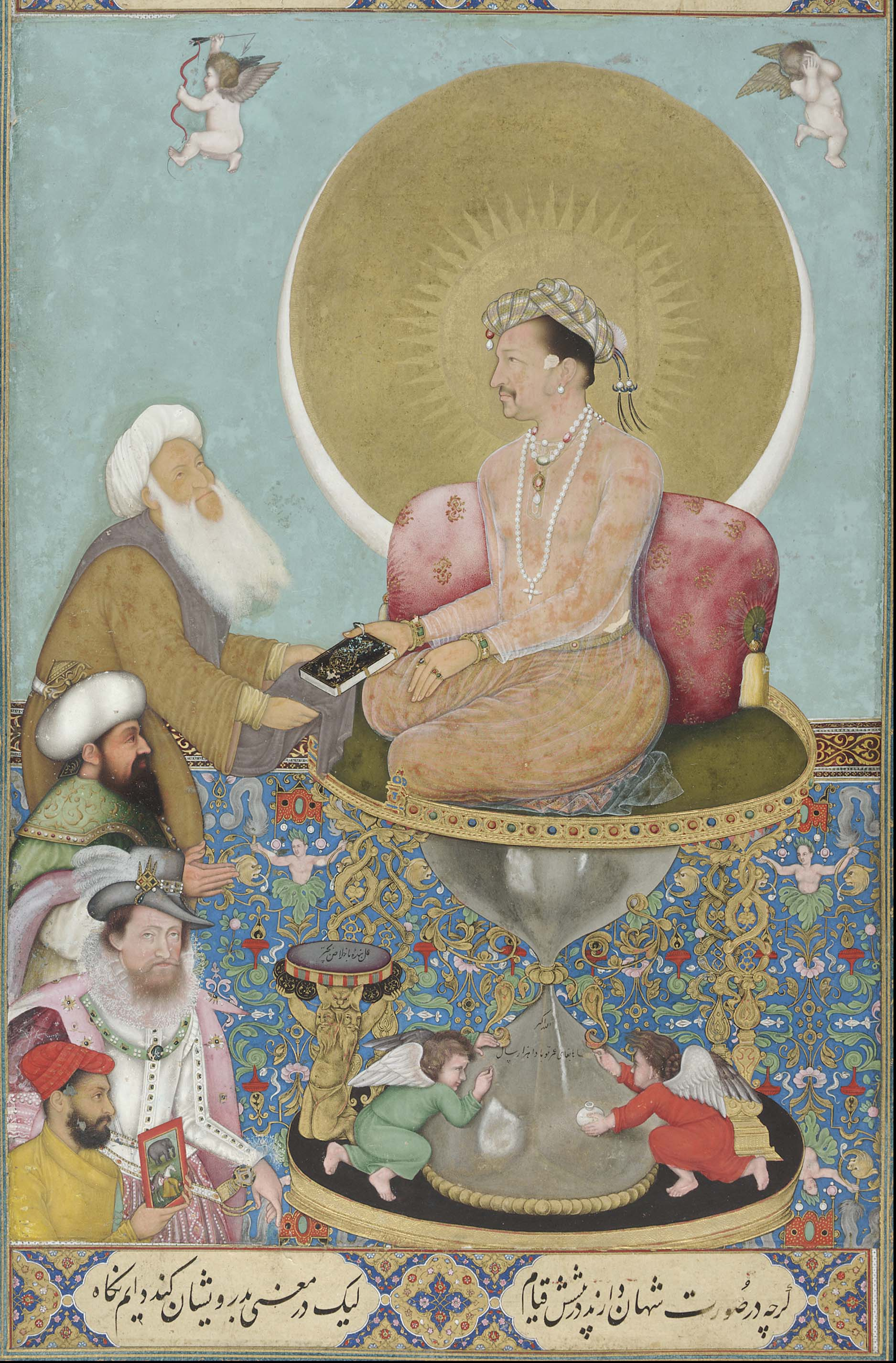
Dzsahángír királyokkal szemben előnyben részesít egy szúfi szentet
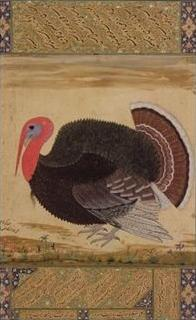
Pulyka, Manszur festménye
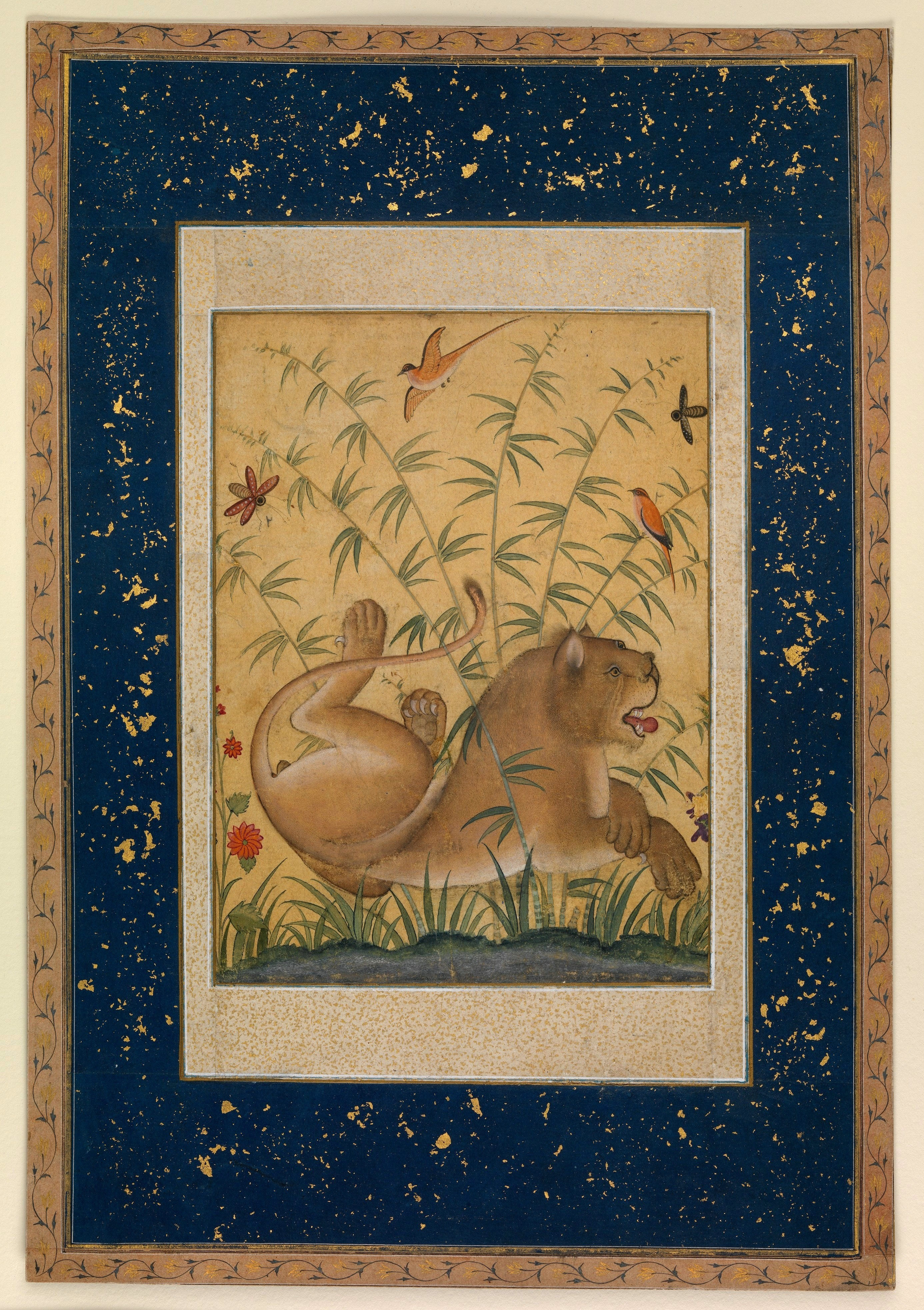
Pihenő oroszlán, Manszur festménye
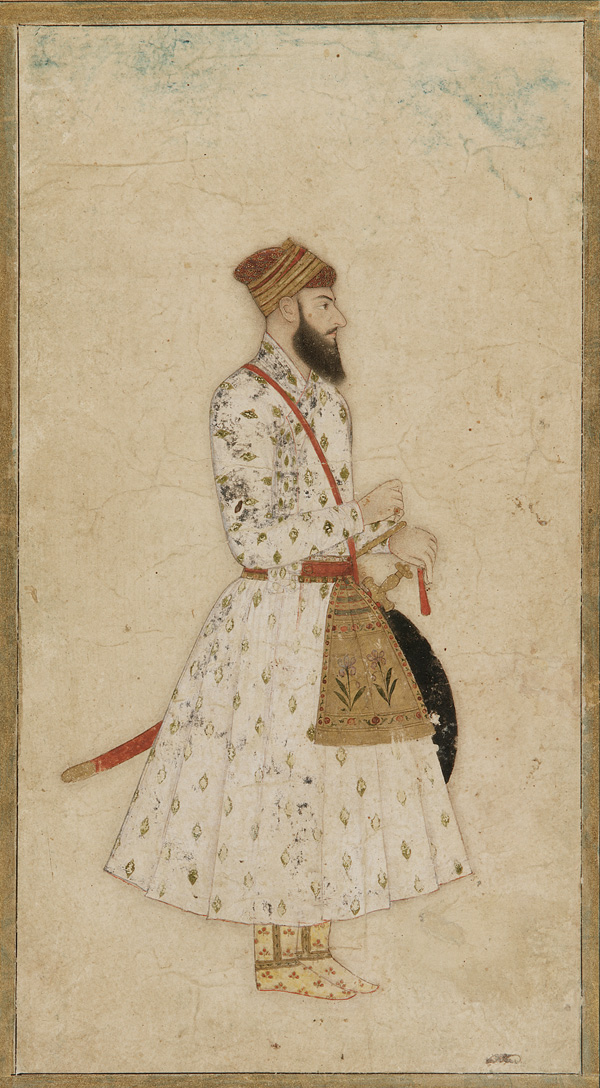
Indiai fejedelem („nawab”) a 17–18. századból
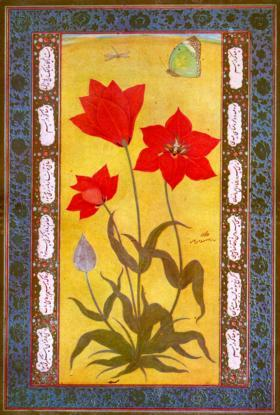
Tulipánok, Manszur festménye

### A 19. és 20. század

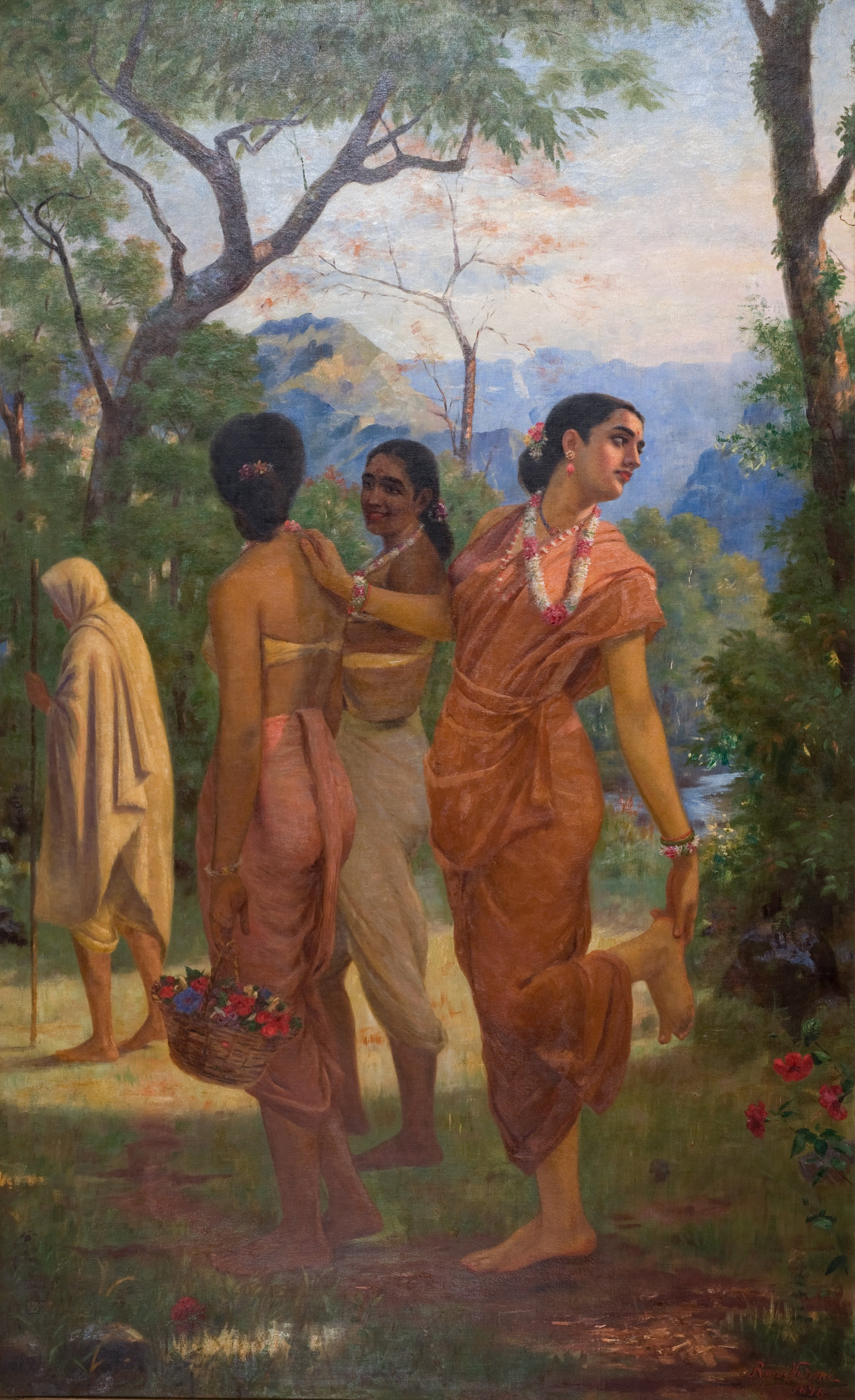
Rádzs Rávi Varma festménye (1870)

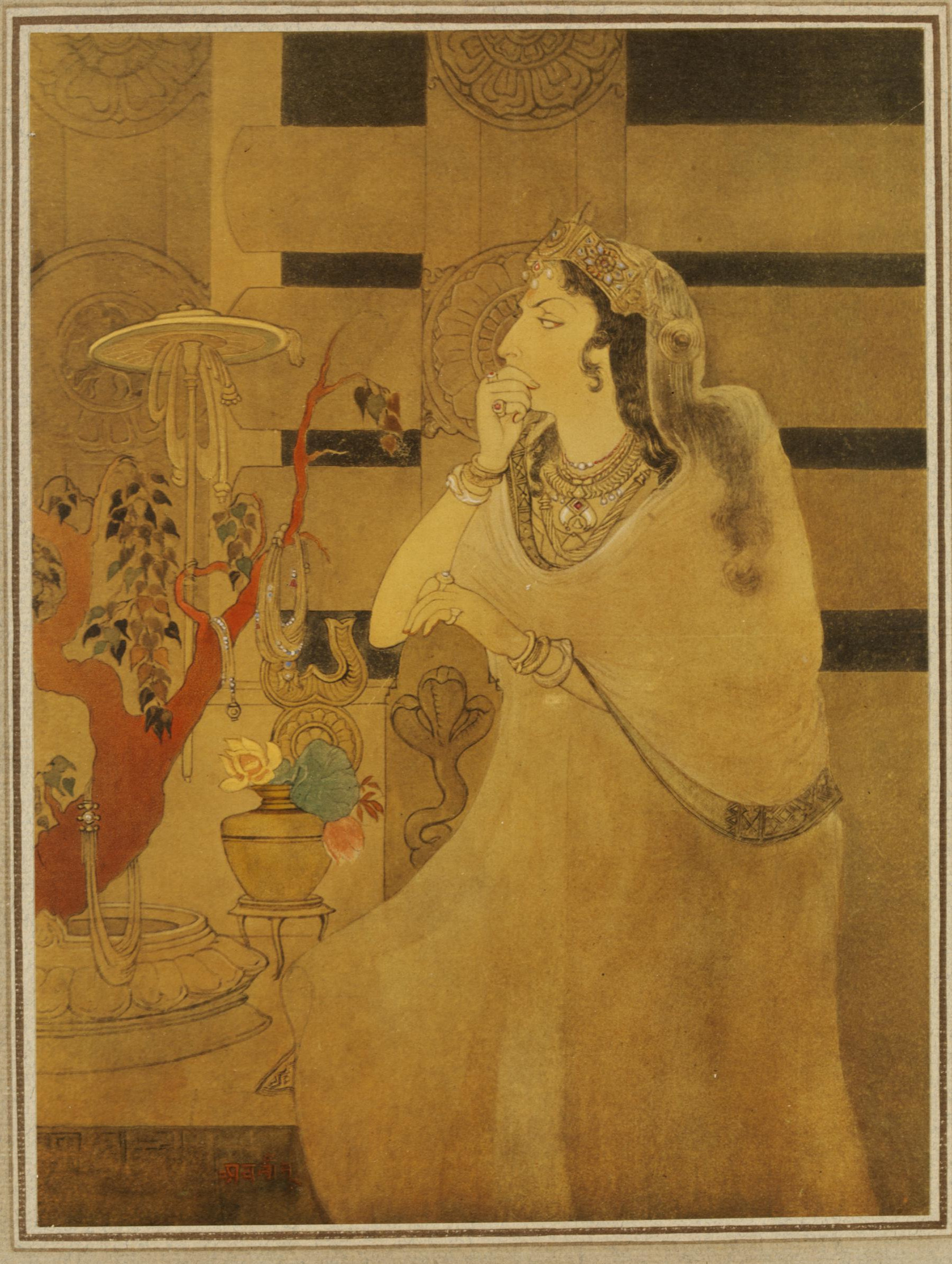
Abanindranath Tagore festménye (1910)

A brit gyarmati uralom nagy hatással volt az indiai művészetre. A régi indiai művészetpártolók és mecénások kevésbé gazdagok és befolyásosak lettek, így teret engedtek a nyugati, elsősorban brit áramlatoknak, stílusoknak. A Brit Birodalom művészeti iskolákat hozott létre a nagyvárosokban, például Bombay-ben 1888-ban megalakult a Bombay Art Society, ami a Kelet-indiai Társaság támogatása alatt állt, és romantikus, lágy tónusú akvarellek stílusában alkotott. Az 1857-es szipojlázadás után a gyarmatigazgatási feladatokat a brit Rádzs vette át, amely alatt a művészet kevés indiai hagyományokkal vegyítve már erősen európai jegyeket mutatott. Rádzs Rávi Varma (1848-1906) olajfestményei például száriba öltözött nők kecses csoportját örökítette meg. A tizenkilencedik század végére Varma számtalan metszetet, litográfiát készített az indiai élet mindennapjairól, de már ő is a hindu istenségekkel kapcsolatos témákat ábrázolt, Varma előtt az istenségek és istennők ábrázolása stilizált és természetellenes volt.
A huszadik század elején, az indiai szubkontinensen a művészetek területén is egyfajta átmeneti időszak figyelhető meg. Az indiai nacionalista vezetők egyre inkább megkövetelték kulturális szinten is a brit gyarmatosítóktól való függetlenséget.
1905-ben indiai művészek egy csoportja lázadva a brit uralom alatti kulturális elnyomás ellen, létrehozta a Szvadesi mozgalmat, amely elutasította a romantikusan modoros, társasági festészeti kifejezésmódot, ezzel együtt Rádzsa Rávi Varma és követői munkáit. Ezeket úgy értékelték, mint a gyarmatosítóknak az indiai népre erőltetett kulturális elnyomását. Ez a mozgalom volt az alapja a később kikövetelt szociális, politikai, kulturális és gazdasági reformoknak, amely alapjaiban a rendkívül színes indiai hagyományokon alapult. Az indiai nacionalisták például helyben termelt és kikészített nyers pamut viselését propagálták. Az írók ősi történeteket dolgoztak fel a hagyományos indiai narratívák, mint a Mahábhárata, Rámájana alapján.
A Szvadesi különösen erőteljesen jelentkezett India keleti tartományaiban, Bengálban, Kalkuttában. A Bengáli Művészeti Iskola követői, akik az indiai nacionalizmus talaján Abanindranáth Tagore (1871-1951) vezetésével a modern indiai művészet megalapozói voltak. A Tagore család több tagja is (Rabindranáth Tagore (1861-1941) és Gaganendranáth Tagore (1867-1938)) sokat tett azért, hogy a 20. századi avantgard mozgalmak az indiai művészetben is teret nyerjenek, de új mozgalmak is megjelentek a század első felében (Amrita Sérgil (1913-1941)) akik vagy a népi hagyományokból vettek ihletet (Dzsamini Roj (1887-1972)), vagy S.H. Raza. Az 1930-as és az 1940-es években több kommunista csoportosulás jött létre, akik szinte az összes kulturális színtéren aktívak voltak Indiában. Színházi szakemberek és írók, képzőművészek a progresszivitás zászlaja alatt hoztak létre művészeti köröket, magukat marxista ideológiák mentén meghatározva. Bombayben 1947-ben Francis Newton Souza (1924–2002), Maqbúl Fida Huszajn (született 1915), és K.C.S. Paniker közreműködésével megalakult a Progressive Painters' Association (PPA, Progresszív Festők Társasága). A PPA elutasította a nacionalista művészetet képviselő a Bengáli iskolát, és megpróbálta integrálni a nemzetközi modern művészeti eredményeket. Az évek során Souza nemzetközi ismertséget szerzett erotikus és vallási festményeivel, ezekben egyesítette a különböző festészeti stílusokat, beleértve az expresszionizmust, a szürrealizmust, kubizmust, és a naiv festészetet. Huszajn is számos nemzetközi festészeti stílusban alkotott; követte Emil Nolde és Oskar Kokoschka műveit, életműve azonban megtartja az ősi hagyományok egyes elemeit is.
Bár a legtöbb alkotó az indiai szubkontinensen ekkor még keverte a hagyományokat a nyugati stílusirányzatokkal, néhányan tudatosan szakítottak az ősi témaválasztással vagy festésmóddal. Az egyik ilyen művész Amrita Sérgil, aki egyesítette a posztimpresszionista festészeti stílust, amit a művészeti akadémián tanult Franciaországban, az indiai miniatúráknál használt módszerekkel. Szokásos témái az indiai falvak hétköznapi élete. Kalkuttában Dzsamini Roj újjáélesztette a templomi bazárok hagyományos kereskedelmi, kézműves termékeinek képi világát (Kálíghát Pat) anélkül, hogy giccses, sematikus alkotásokat hozott volna létre. Roj úttörő volt ennek a stílusnak a felhasználásával és hosszú időre iskolát jelentett a 20. század modern irányzatai felé.

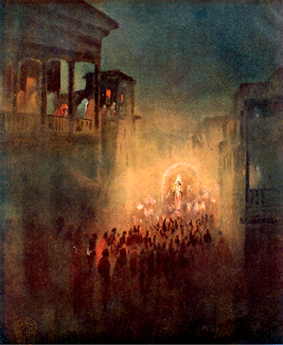
Gaganendranáth Tagore festménye - "Pratima Visarjan" 1915 körül
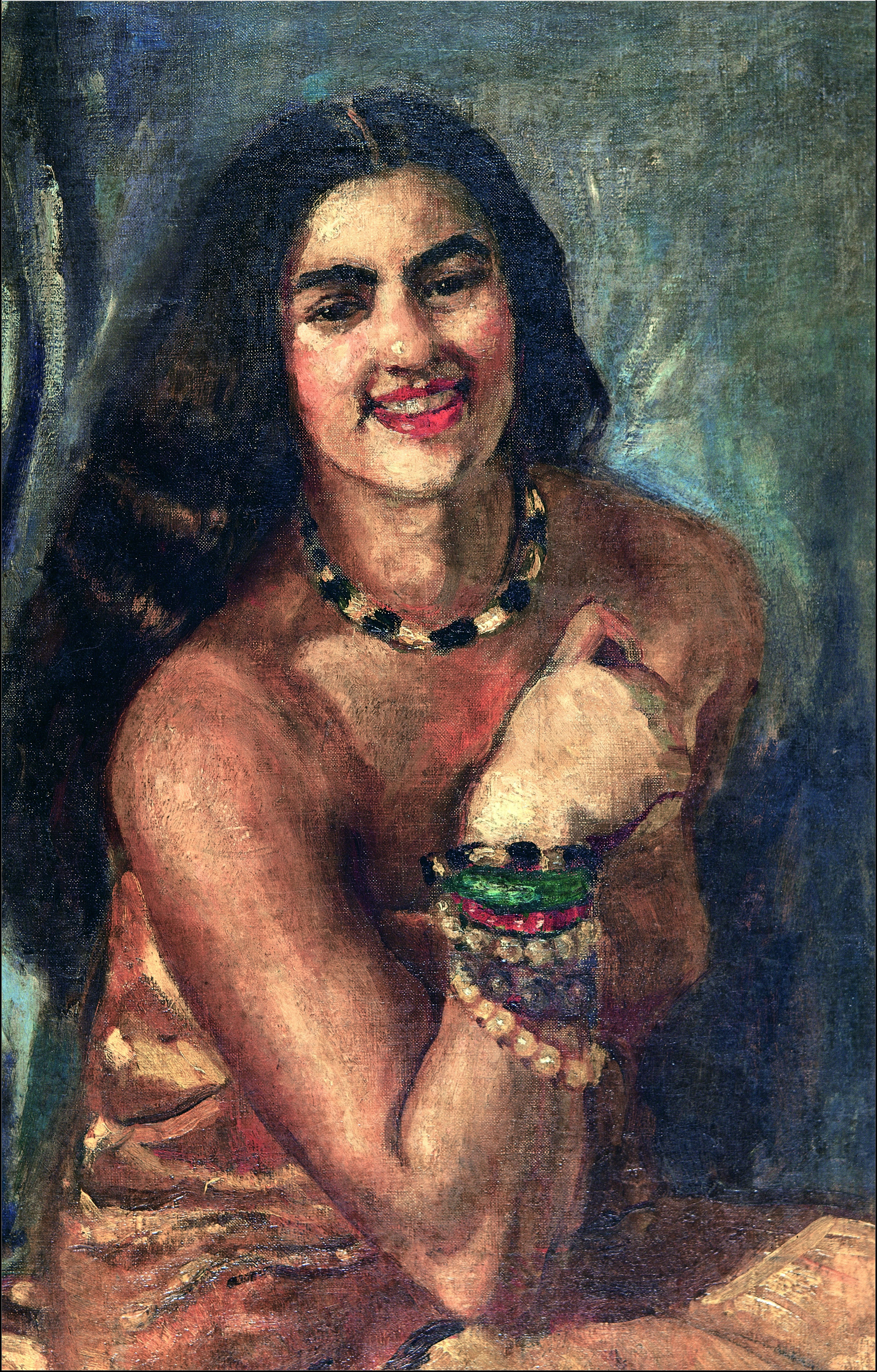
Amrita Sérgil - Önarckép, 1930

## Iparművészet

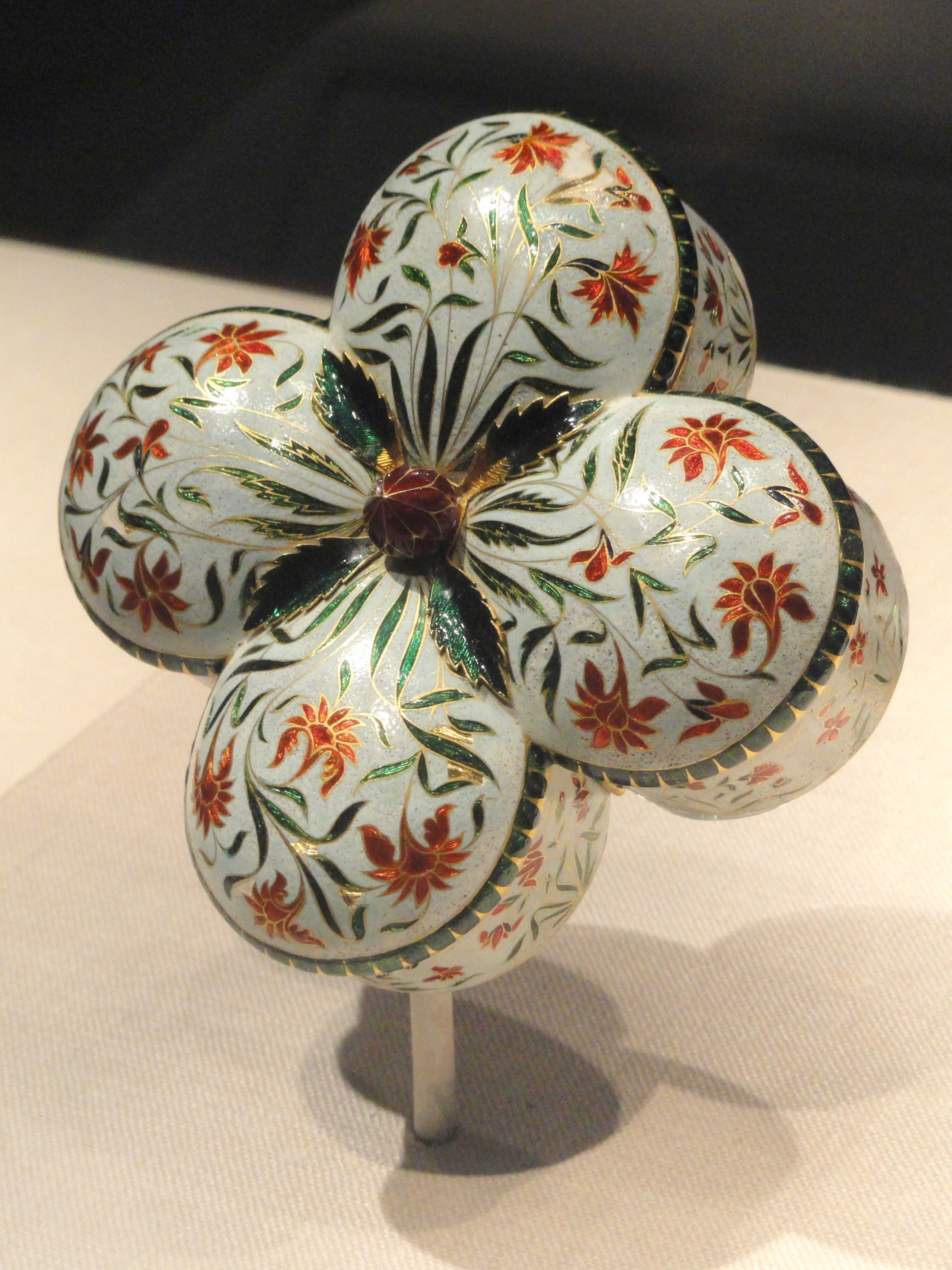
Négylevelű lóhere formájú doboz arany, zöld, vörös és fehér zománcberakással

Az iparművészet tárgyait a régi Indiában céhekbe tömörült közösségek állították elő. Ezek egyben meghatározott kasztok tagjai is voltak. Az Indus-völgyi civilizáció korából is találtak iparművészeti tárgyakat. Az időszámításunk előtti első században elsősorban a fémművesség, fémmegmunkálás a jellemző. Ezüstből, aranyból, bronzból állítottak elő dísztárgyakat, amik a hellén műveltség jegyeit mutatták. Mivel a hindu vallás bizonyos formáiban előfordul, hogy étkezés után a cserépedényeket összetörték, a fazekasság nem igazán kedvezett az agyagból készült tárgyak megmunkálásának, ezért csak a muszlim hódítások után terjed el India szerte. Ezek a fazekasmunkák ekkorra már főleg perzsa hatásról árulkodnak. Ismertek a gudzsaráti, rádzsputi mázas kerámiák. A fémművességet elsősorban a réz megmunkálása jellemzi. Vegyes technikákat is alkalmaztak, például ezüstöt arannyal vontak be, így készült a kedvelt lóta (öblös fületlen vizes edény), vagy a ghara (nagyobb űrtartalmú víztartály). Kasmírban réz alapon cindíszítést alkalmaztak, Bidarból származó eljárás során alakult ki a bidri-technika, ahol sötét színű ötvözetre ezüstöt vittek fel. A hindukra elsősorban a sárgaréz, a muszlimokra a vörösréz volt a jellemző. A fegyverművesség az indiai vas és acélmegmunkálás magas technikai szintje miatt híresült el. A középkori damaszkuszi harci eszközöket és pengéket indiai acélból készítették.
Az ékszerkészítés és az ötvösség is nagy hagyományokra tekint vissza. A zománcművesség nagy valószínűséggel kelet-ázsiai vagy kínai eredetű, a leghíresebb darabok Rádzsputánból és Partabgarhból kerültek ki. A fa megmunkálásának legjobb példái a ládikák, faragott szék, asztal és ágylábak, intarziás díszítései, ahol elefántcsontot és ébenfát, esetleg finom rézlapokat használtak a berakásként, de előfordulnak gyöngyházberakásos díszítések is. A lakkmegmunkálás, ahol papírlapokat lakkal vontak be, majd azt intarziás díszítésekkel látták el, szintén népszerű volt.
Rendkívül fejlett a textilipar is. A kelmeszövés leghíresebb alapanyaga a finom gyapot volt, a mogulok udvarában számtalan műhely üzemelt rendkívül gazdag szövésmintákkal. Nagy Akbar környezetében a gazdag nemesség körében keresett volt az aranyhímzés is. A kasmírsál és annak változatai is ekkor jöttek divatba (Abul Fázl „Áin-i Akbarí” c. munkája tanúskodik erről). Bábur, bár állandó helyváltoztatása nem nagyon tette lehetővé, a művészetek különböző ágait pártolta. Humájun trónralépésének ünnepén díszes ruházatot, dísztárgyakat adományoznak barátoknak, szövetségeseknek, ez a szokás is elősegítette a textilipar, de egészében véve az egész iparművészet fejlődését. Az uralkodók a nyilvános kihallgatások csarnokában kiállíttatták a legszebb kézműves termékeket, amiket az udvari mesterek készítettek, például ruhákat, díszes fegyvereket, páncélokat, kalligrafikus korán-magyarázatokat, miniatúrákat tartalmazó albumokat, párnákat, szőnyegeket. Előfordult, hogy ilyen alkalommal több, mint tizenkétezer díszruha lelt gazdára.
A szőnyegszövés technikája és mintavilága, csakúgy, mint a hímzéseknél, szintén perzsa hatást mutat. Szintén perzsa mintára honosodott meg Indiában a csomózott szőnyeg, aminek főként Nagy Akbar udvarában kialakított műhelyek révén keletkezett hagyománya. A 19. században az angol ipar védelme érdekében gyakorlatilag megszüntették a kelmegyártást India szerte, főként csak a népművészeti tárgyak előállítása maradt meg.

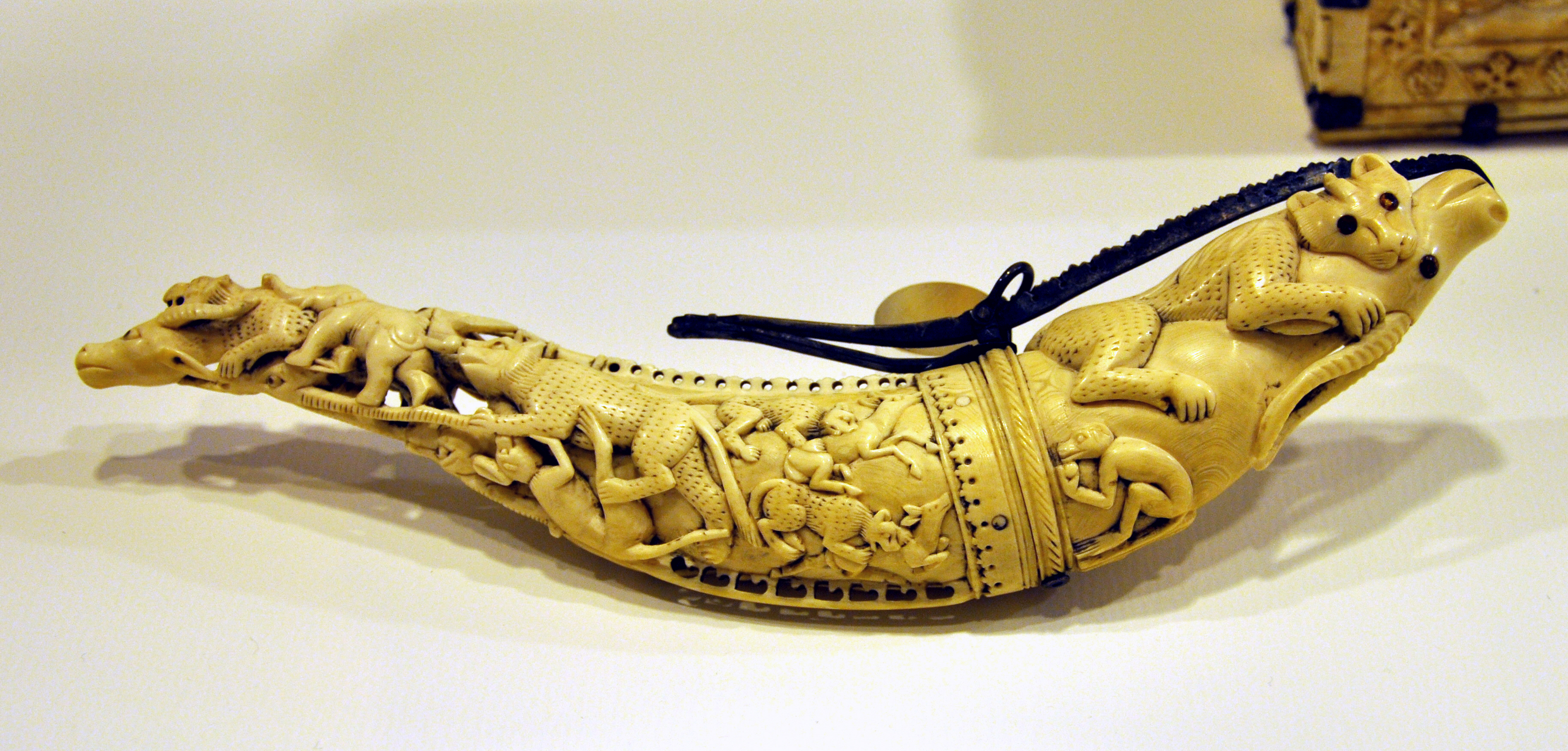
Elefántcsont púdertartó, mogul udvari kézműves termék 17. század.
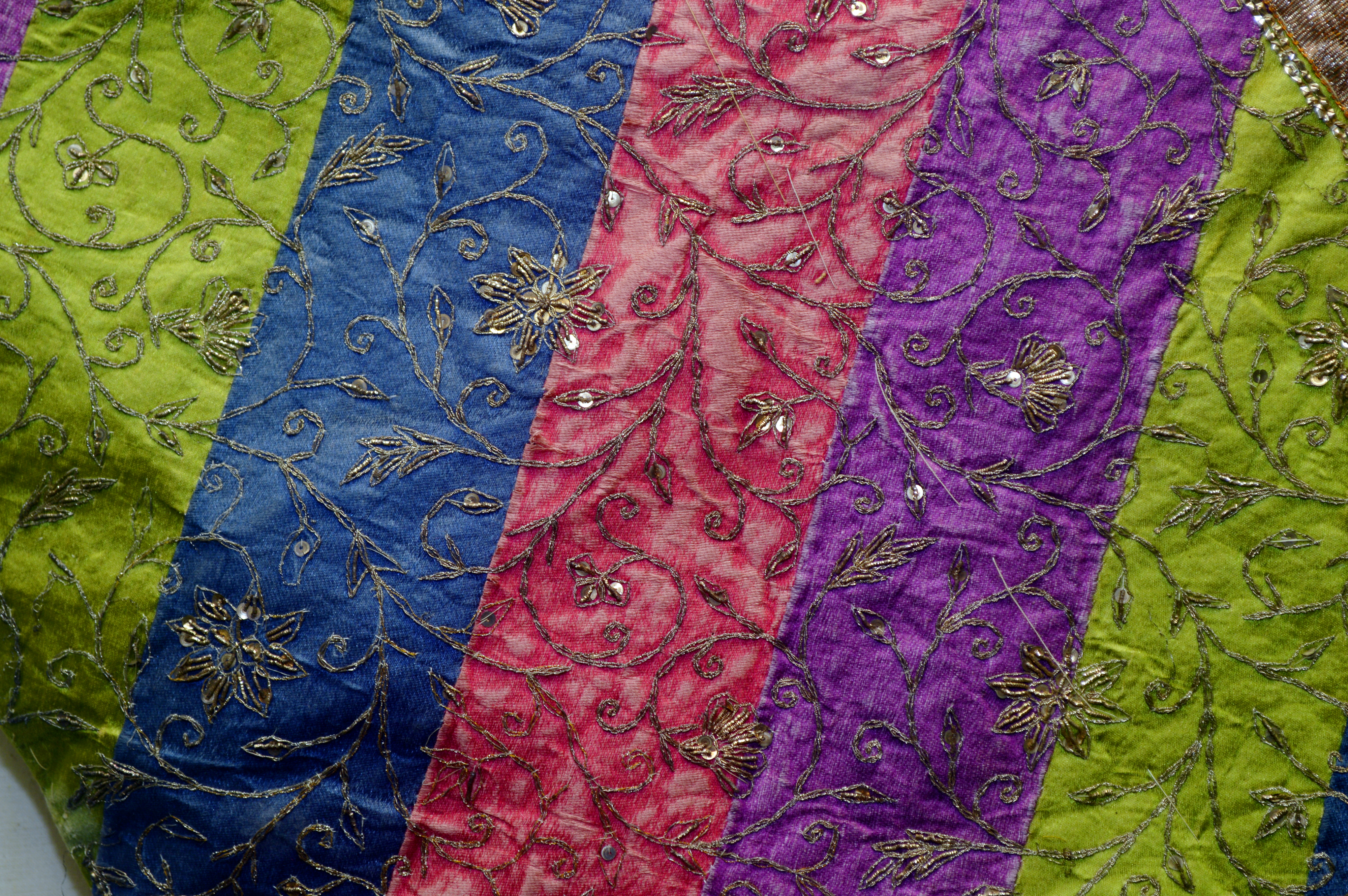
Berakásos festett textil
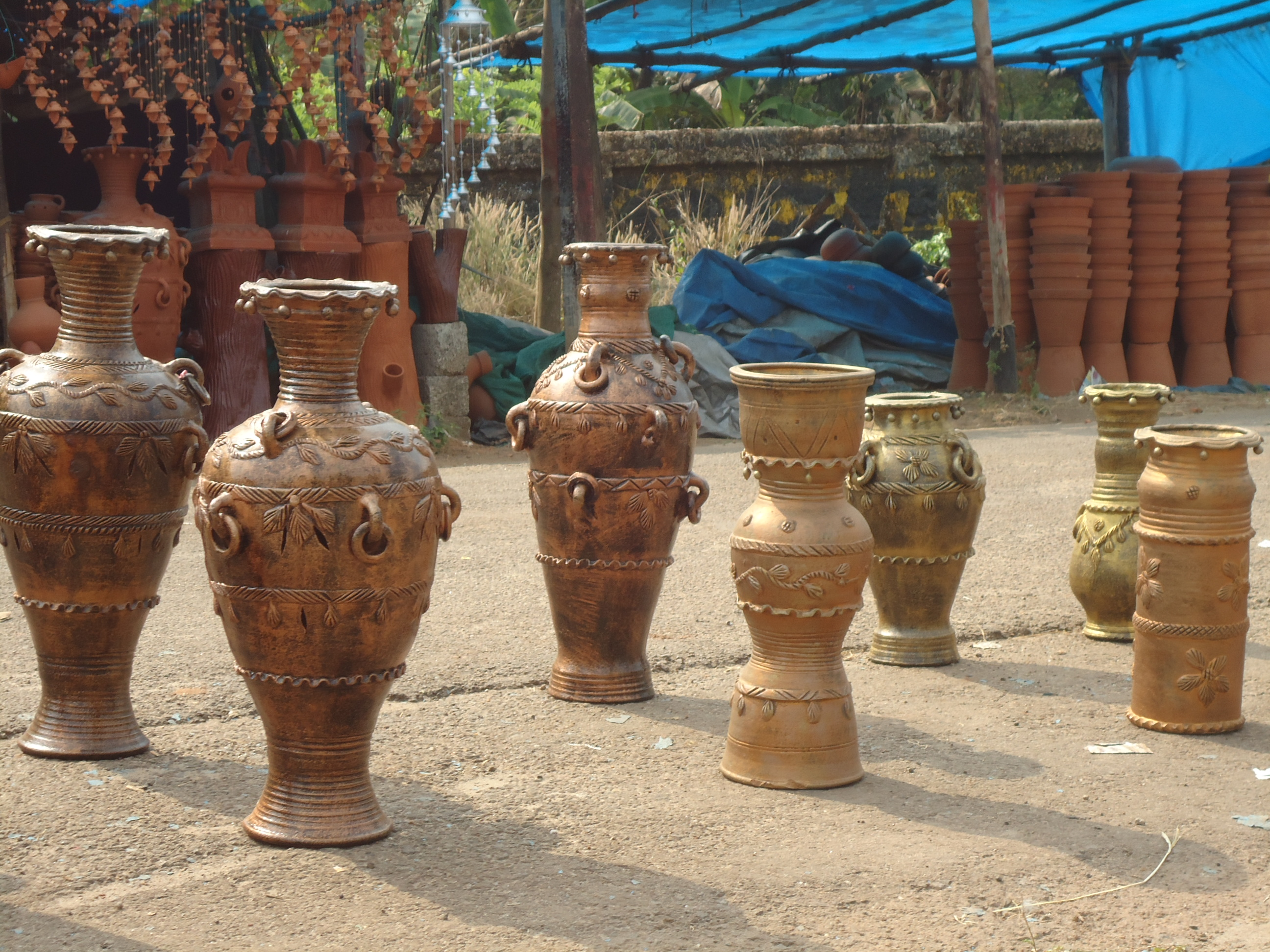
Korunkban készült rézműves termékek, piaci áru
Csiszolt és feketített réz-, cink-, ólom- és ónötvözet, ezüst intarziával (bidri-technika)
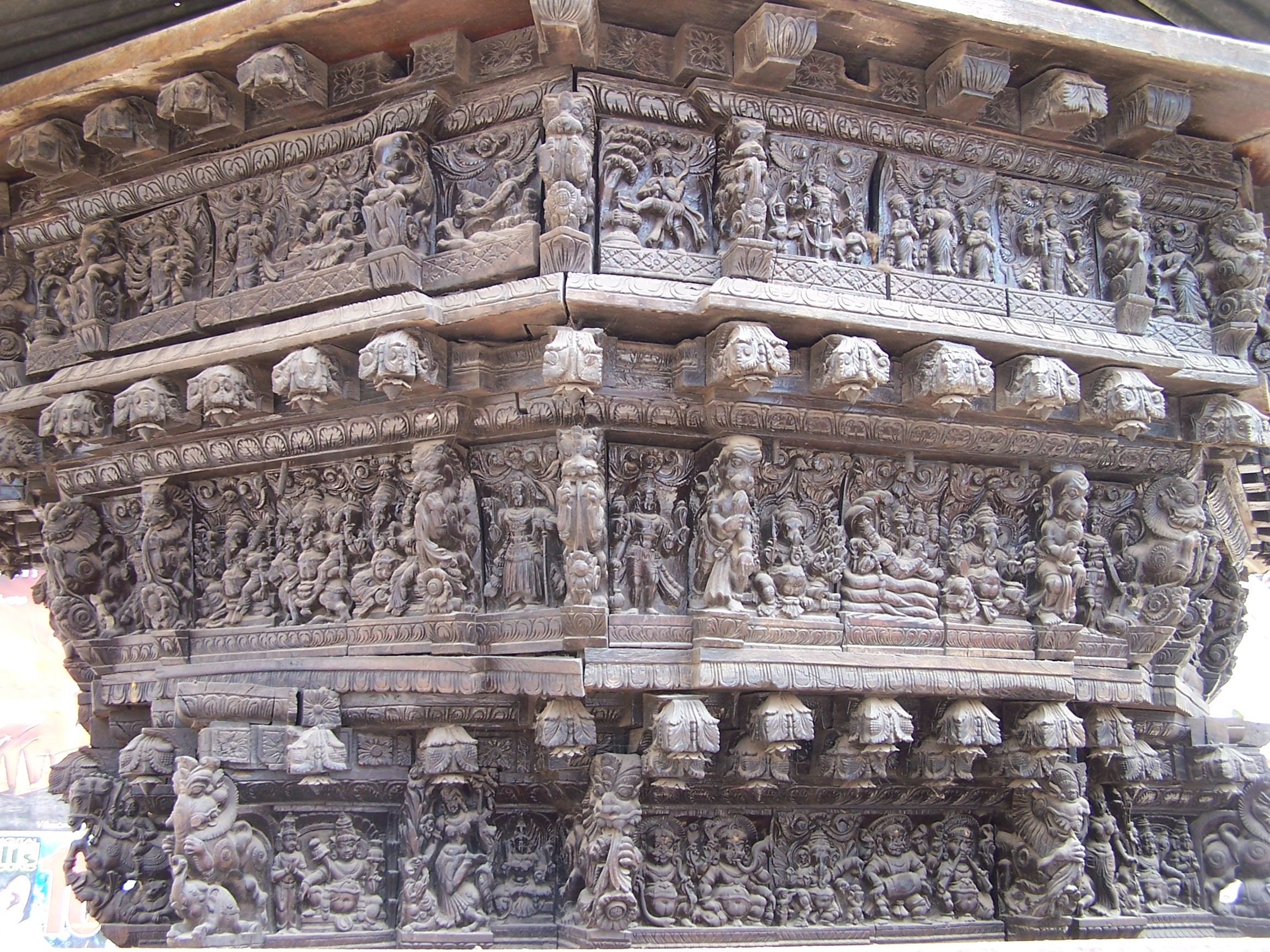
Istenszobrok körbehordozására szolgáló faragott szekér (ratha)